# Liste der Biografien/All
Liste der Biografien |
Portal Biografien |
Personensuche
# |
A |
B |
C |
D |
E |
F |
G |
H |
I |
J |
K |
L |
M |
N |
O |
P |
Q |
R |
S |
T |
U |
V |
W |
X |
Y |
Z |
?
 
Aa |
Ab |
Ac |
Ad |
Ae |
Af |
Ag |
Ah |
Ai |
Aj |
Ak |
Al |
Am |
An |
Ao |
Ap |
Aq |
Ar |
As |
At |
Au |
Av |
Aw |
Ax |
Ay |
Az
 
Ala |
Alb |
Alc |
Ald |
Ale |
Alf |
Alg |
Alh |
Ali |
Alj |
Alk |
All |
Alm |
Aln |
Alo |
Alp |
Alq |
Alr |
Als |
Alt |
Alu |
Alv |
Alw |
Alx |
Aly |
Alz
Die Liste der Biografien führt alle Personen auf, die in der deutschsprachigen Wikipedia einen Artikel haben. Dieses ist eine Teilliste mit 1168 Einträgen von Personen, deren Namen mit den Buchstaben „All“ beginnt.

## All

### Alla
- Alla Amidas, König von Axum
- Alla Rakha (1919–2000), indischer Musiker (Tabla)
- Alla, Sherif Abd (* 1987), ägyptischer Radrennfahrer
- Allaberganova, Laylo (* 1996), usbekische Sprinterin
- Allaby, Michael (1933–2025), britischer Schriftsteller und Herausgeber
- Allacci, Leone († 1669), katholischer Gelehrter und Theologe
- Allacher, Johann (* 1965), österreichischer Schriftsteller und Musiker
- Allachwerdiew, Chabib Mewlidinowitsch (* 1982), russischer Boxer
- Alladaye, Michel (* 1940), beninischer Politiker und Offizier (Republik Dahomey, Volksrepublik Benin)
- Alladi, Krishnaswami (* 1955), indisch-amerikanischer Mathematiker
- Alladin, Hafiz Saleh Muhammad (1931–2011), indischer Astronom
- Alladin, Jelani (* 1992), amerikanischer Schauspieler
- Allaert, Alphonse (* 1872), belgischer Bogenschütze
- Allaert, Philippe (* 1961), belgischer Jazz- und Fusionmusiker
- Allafi, Mohammad Hossein (* 1952), iranischer Schriftsteller, Übersetzer und Verleger
- Allagbé, Saturnin (* 1993), beninisch-französischer Fußballtorhüter
- Allagui, Sami (* 1986), deutsch-tunesischer FußballspielerSami Allagui (* 1986)

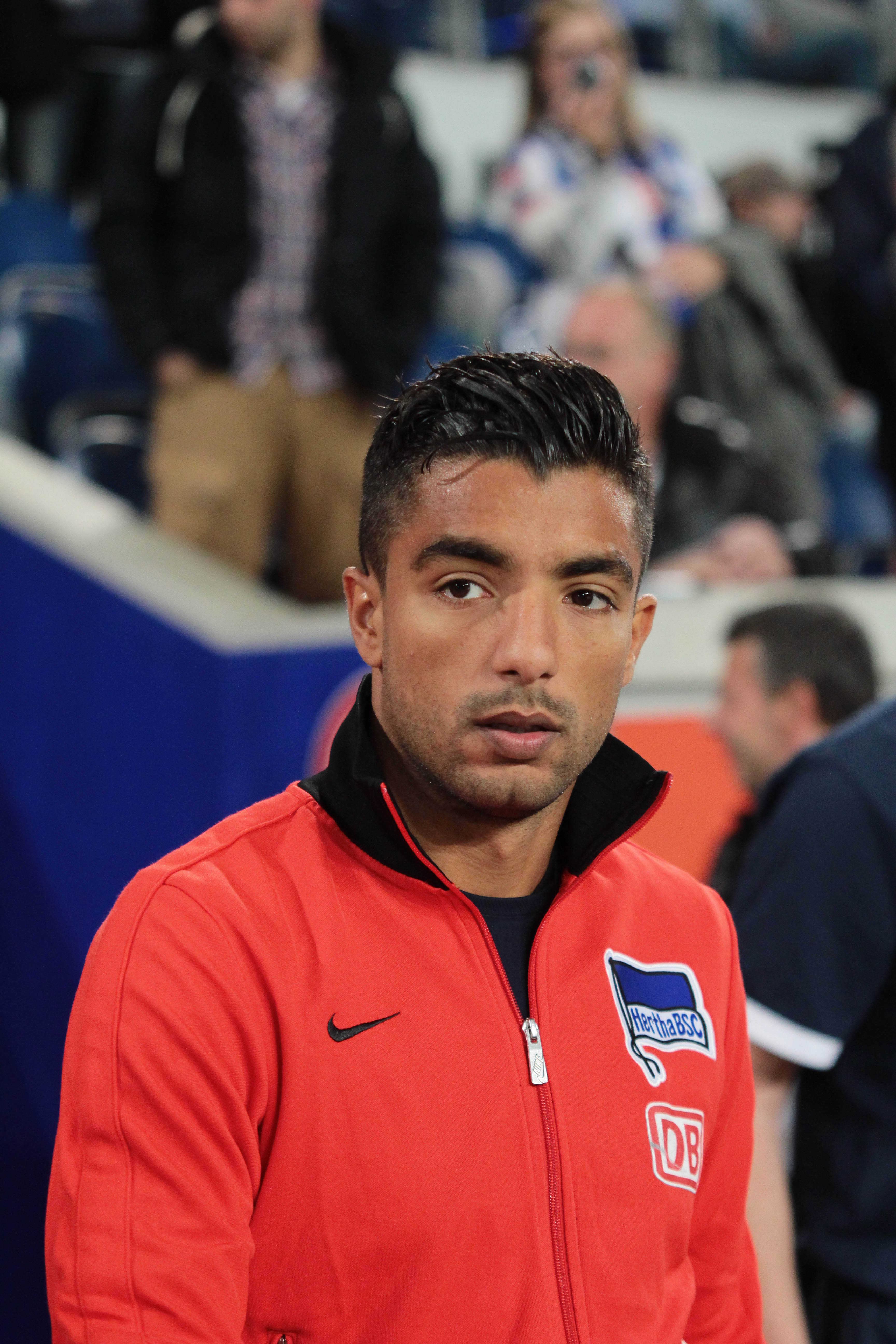
Sami Allagui (* 1986)

- Allah, Thérèse (1936–2020), ivorische Sängerin
- Allahgholi, Ahmad (* 1976), schweizerischer Basketballspieler
- Allahgreen, Diane (* 1975), britische Hürdenläuferin
- Allahverdiyev, Ələddin (* 1947), sowjetischer, russischer und aserbaidschanischer Wissenschaftler und Hochschullehrer
- Allahverdiyev, Məhəddin (* 1962), sowjetisch-aserbaidschanischer Ringer
- Allahverdiyev, Murad (* 2002), aserbaidschanischer Boxer
- Allahyari, Houchang (* 1941), iranischer Filmemacher
- Allahyari, Morehshin (* 1985), iranische Medienkünstlerin und Aktivistin
- Allain, Jean (* 1965), Rechtswissenschaftler
- Allain, Jessica (* 1997), britische Schauspielerin
- Allain, Marcel (1885–1969), französischer Schriftsteller
- Allain, Pierre (1904–2000), französischer Alpinist, Kletterer und Erfinder von alpinistischer Ausrüstung
- Allain, Raymonde (1912–2008), französische Schauspielerin
- Allain, Stephanie (* 1959), US-amerikanische Filmproduzentin
- Allain, William (1928–2013), US-amerikanischer Jurist und Politiker
- Allain-Targé, François (1832–1902), französischer Politiker
- Allainval, Léonor Jean-Christin Soulas d’ (1696–1753), französischer Schriftsteller und Dramatiker
- Allaire, François (* 1959), kanadischer Eishockeytorwart, -trainer und Buchautor
- Allaire, Gaston (1916–2011), kanadischer Musikwissenschaftler und -pädagoge, Pianist, Organist und Komponist
- Allais, Alphonse (1854–1905), französischer Schriftsteller und Humorist
- Allais, Émile (1912–2012), französischer Skirennläufer
- Allais, Kathleen (* 1975), französische Freestyle-Skierin
- Allais, Maurice (1911–2010), französischer Ingenieur und Wirtschaftswissenschaftler
- Allaj, Naim (* 1950), albanischer Fußballspieler
- Allakariallak, Madeleine (* 1975), kanadische Fernsehjournalistin
- Allal, Corinne (1955–2024), israelische Rock-Musikerin und Musikproduzentin
- Allali, Abdelkader, marokkanischer Klimatologe
- Allalou, Mohamed (* 1973), algerischer Boxer
- Allam, Magdi (* 1952), italienischer Journalist, Autor und Politiker, MdEP
- Allam, Peter (* 1959), britischer Segler
- Allam, Rodney John (* 1940), englischer Chemieingenieur und Fellow der Institution of Chemical Engineers
- Allam, Roger (* 1953), britischer Film- und TheaterschauspielerRoger Allam (* 1953)

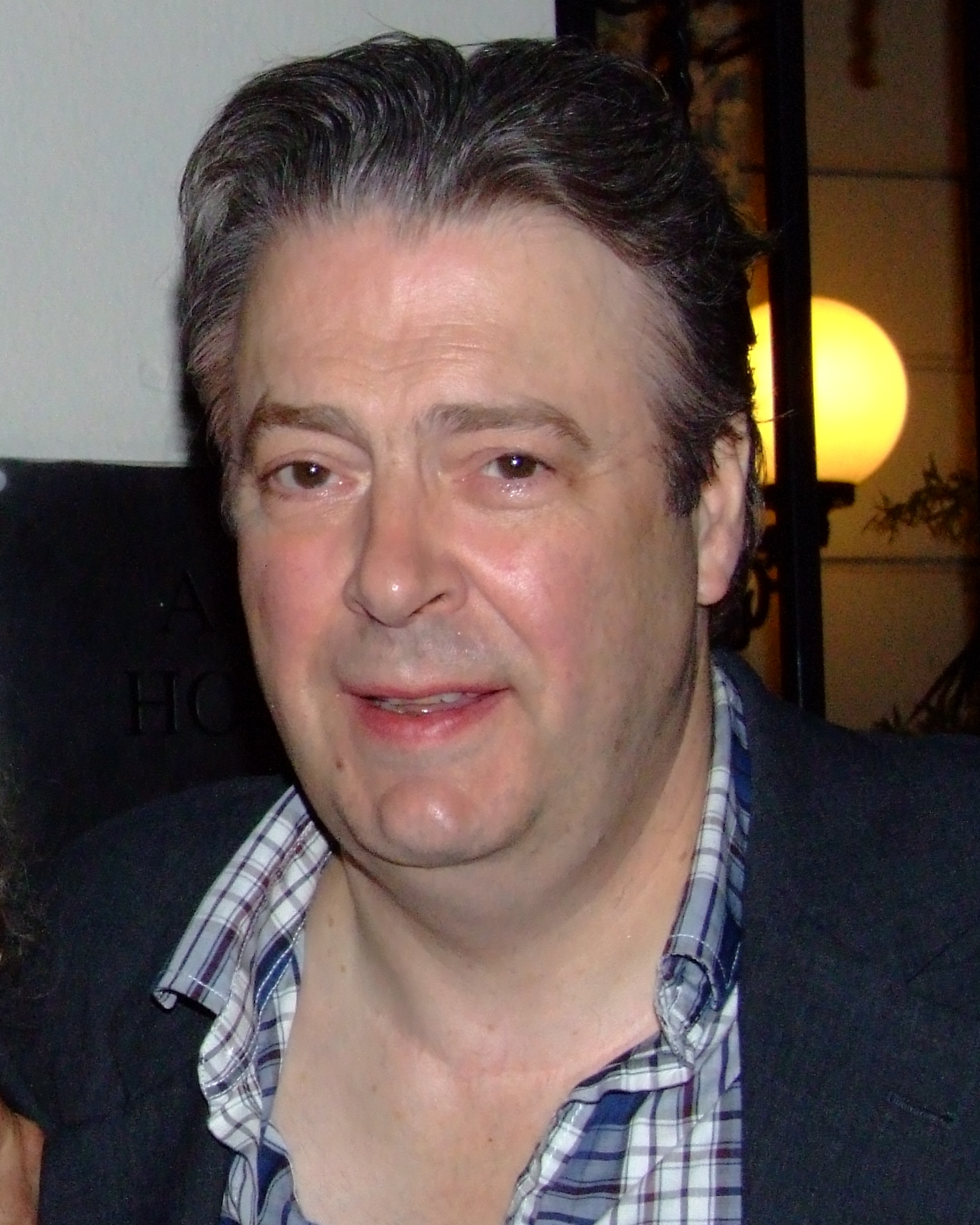
Roger Allam (* 1953)

- Allam, Schafik (1928–2021), deutscher Ägyptologe
- Allam, Schawki Ibrahim (* 1961), ägyptischer Großmufti
- Allamand, Andrés (* 1956), chilenischer Politiker, Abgeordneter, Senator und Minister
- Allamand, Charles-Henri (1776–1840), Schweizer Mediziner
- Allamand, Frédéric-Louis (1736–1809), Schweizer Arzt und Botaniker
- Allamand, Jean Nicolas Sébastien (1713–1787), Schweizer Naturwissenschaftler
- Allamand, Olivier (* 1969), französischer Freestyle-Skier
- Allamano, Giuseppe (1851–1926), italienischer Priester, Gründer der Kongregation der Consolata-Missionare, Seliger der römisch-katholischen Kirche
- Allamehzadeh, Reza (* 1943), iranisch-niederländischer Filmemacher, Filmkritiker, Drehbuchautor und Schriftsteller
- Allamoda, Bettina (* 1964), deutsche Künstlerin
- Allan (* 1991), brasilianischer Fußballspieler
- Allan (* 1997), brasilianischer Fußballspieler
- Allan, Alasdair (* 1971), schottischer Politiker
- Allan, Alister (* 1944), britischer Sportschütze
- Allan, Bradley James (1973–2021), australischer Schauspieler, Stuntman, Stunt- und Action-Regisseur
- Allan, Cameron (1955–2013), australischer Filmkomponist
- Allan, Chad (1943–2023), kanadischer Rockmusiker
- Allan, Chad (* 1976), kanadischer Eishockeyspieler
- Allan, Charlie (* 1963), schottischer Schauspieler, Stuntman und MusikerCharlie Allan (* 1963)

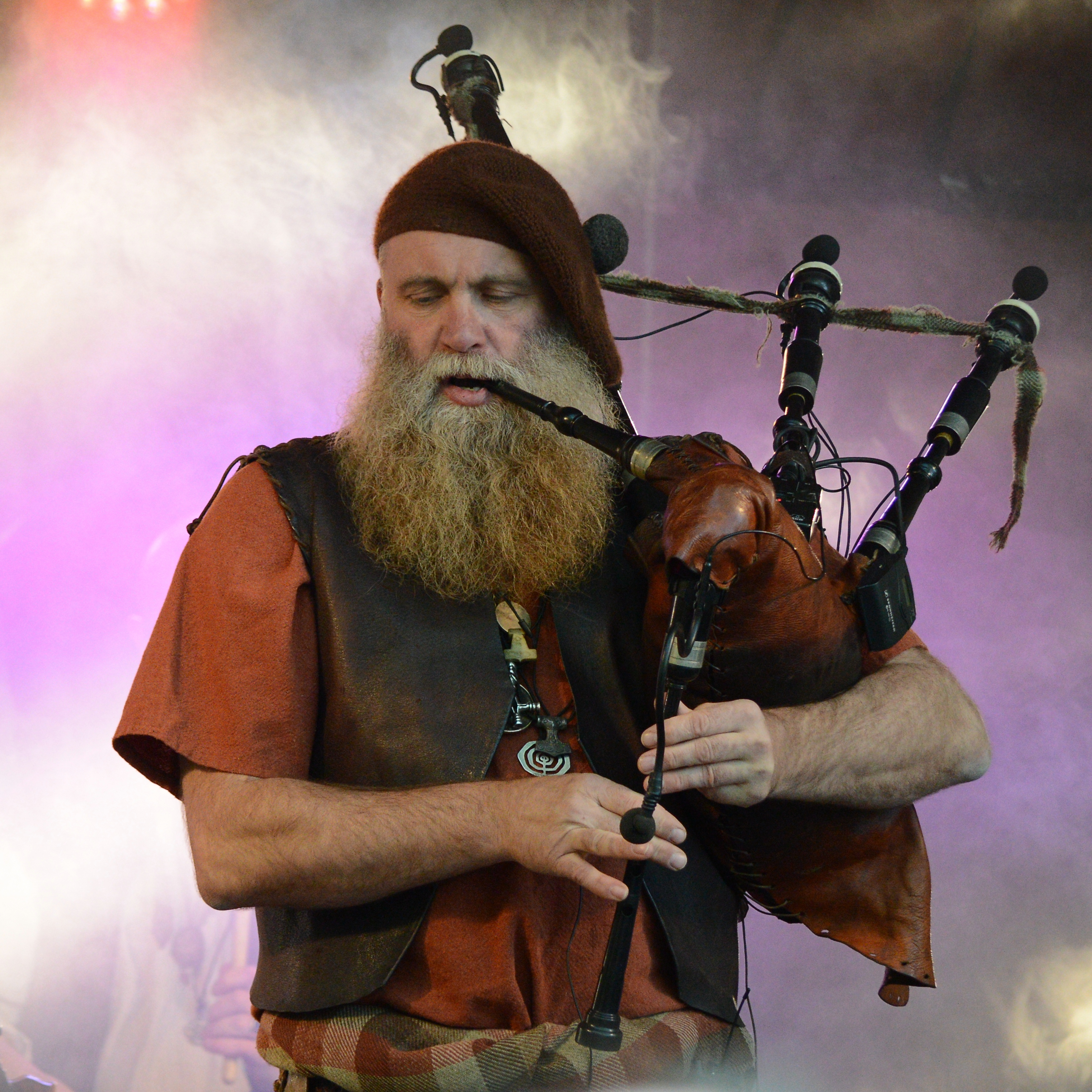
Charlie Allan (* 1963)

- Allan, Chilton (1786–1858), britisch-US-amerikanischer Politiker
- Allan, Colin (1921–1993), britischer Gouverneur und Kolonialverwalter
- Allan, David (1744–1796), schottischer Maler
- Allan, David (1951–1989), australischer Radrennfahrer
- Allan, David G. (* 1958), südafrikanischer Ornithologe und Naturschützer
- Allan, David W. (* 1936), US-amerikanischer Physiker
- Allan, Donald (* 1949), australischer Radrennfahrer
- Allan, Donald James (1907–1978), britischer Klassischer Philologe (Gräzist) und Philosophiehistoriker
- Allan, Dougal (* 1985), neuseeländischer Triathlet
- Allan, Elizabeth (1908–1990), britische Schauspielerin
- Allan, Ella (* 2010), US-amerikanische Schauspielerin
- Allan, Freya (* 2001), britische SchauspielerinFreya Allan (* 2001)

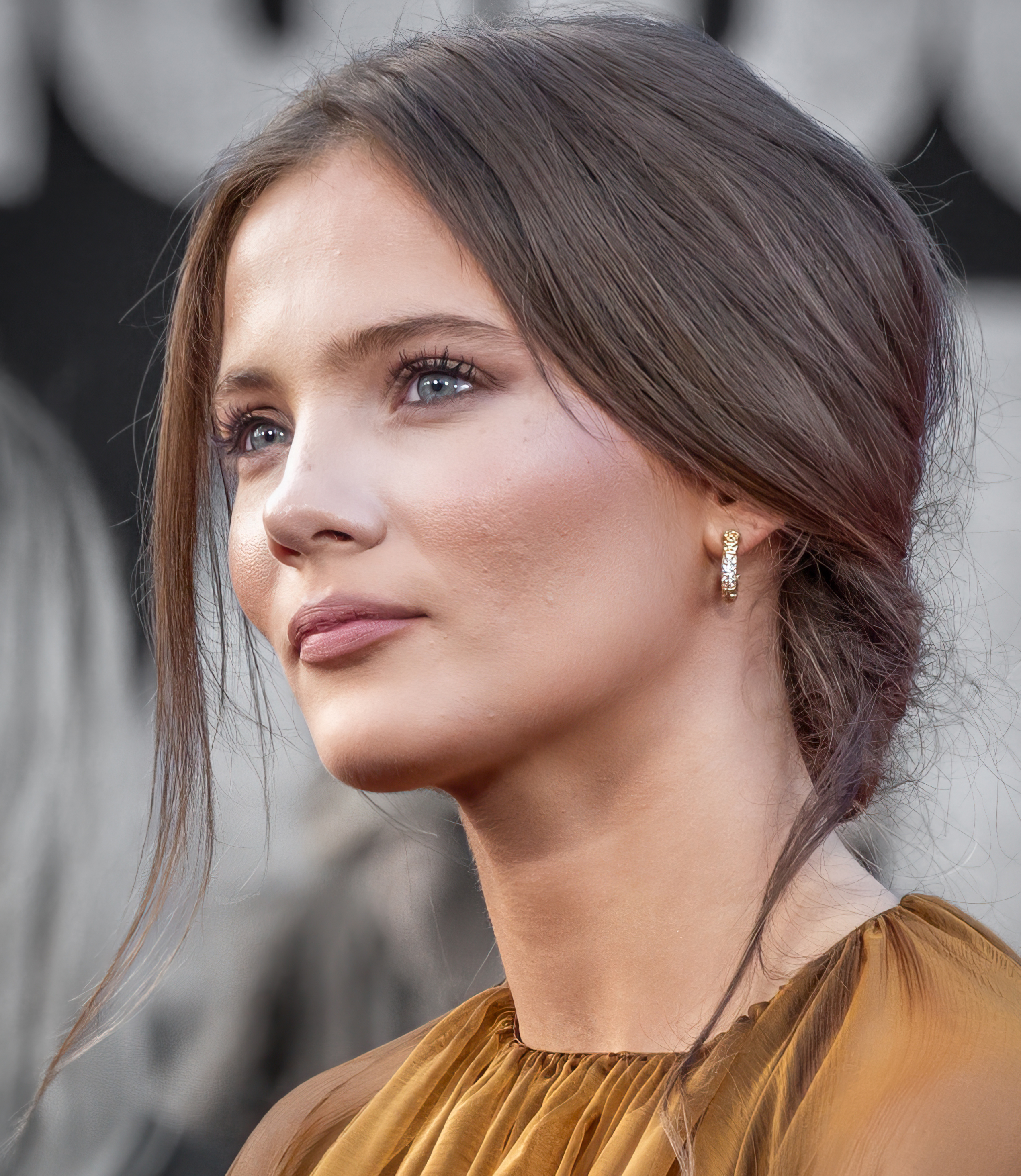
Freya Allan (* 2001)

- Allan, Gary (* 1967), US-amerikanischer Country-Sänger
- Allan, George (1875–1899), schottischer Fußballspieler
- Allan, George William (1822–1901), kanadischer Politiker
- Allan, Graham Robert (1936–2007), britischer Mathematiker
- Allan, Hugh (1810–1882), kanadischer Unternehmer
- Allan, Hugh (* 1976), englischer römisch-katholischer Ordenspriester und Apostolischer Superior von St. Helena, Ascension und Tristan da Cunha
- Allan, Jack (* 1883), englischer Fußballspieler
- Allan, Jan (* 1934), schwedischer Jazztrompeter
- Allan, Jani (1952–2023), südafrikanische Kolumnistin und Radiokommentatorin
- Allan, Janie (1868–1968), schottisch-britische Suffragette und Fundraiserin für die Frauenwahlrechtsbewegung
- Allan, Jed (1935–2019), US-amerikanischer Schauspieler
- Allan, John (1931–2013), englischer Fußballspieler
- Allan, John (* 1948), britischer Manager, Mitglied des Vorstands der Deutschen Post AG
- Allan, Johnnie (* 1938), US-amerikanischer Cajun- und Rock-’n’-Roll-Musiker
- Allan, Keith (* 1969), US-amerikanischer Schauspieler in Film, Fernsehen und Theater
- Allan, Kiritapu (* 1984), neuseeländische Juristin und Politikerin
- Allan, Kirsty Lee (* 1984), australische Schauspielerin und ehemaliges Model
- Allan, Laurie (* 1943), britischer Fusion-Musiker (Schlagzeug)
- Allan, Lewis (* 1996), schottischer Fußballspieler
- Allan, Lucy (* 1964), britische Politikerin
- Allan, Mabel Esther (1915–1998), britische Kinderbuchautorin
- Allan, Marie (* 1979), französische Schauspielerin
- Allan, Maud (1873–1956), kanadisch-amerikanische Tänzerin
- Allan, Mia (* 2010), US-amerikanische Kinderdarstellerin
- Allan, Mick (1938–2021), australischer Ruderer
- Allan, Mitchell (* 1987), australischer Snowboarder
- Allan, Montagu (1860–1951), kanadischer Bankier, Schiffseigner und Sportförderer
- Allan, Ned (1875–1953), schottischer Fußballspieler
- Allan, Pam (* 1953), australische Politikerin, Mitglied der Legislativversammlung und Ministerin von New South Wales
- Allan, Richard (1923–1999), US-amerikanischer Schauspieler und Tänzer
- Allan, Richard (* 1942), französischer Pornodarsteller
- Allan, Richard, Baron Allan of Hallam (* 1966), britischer Politiker (Liberal Democrats), Mitglied des House of Commons
- Allan, Robert, Baron Allan of Kilmahew (1914–1979), britischer Politiker (Conservative Party), Mitglied des House of Commons
- Allan, Scott (* 1991), schottischer Fußballspieler
- Allan, Ted (1916–1995), kanadischer Roman- und Drehbuchautor
- Allan, Thomas (1777–1833), schottischer Mineraloge
- Allan, Thomson (* 1946), schottischer Fußballtorhüter
- Allan, Tom (* 1891), schottischer Fußballspieler
- Allan, Tommaso (* 1993), italienischer Rugby-Union-Spieler
- Allan, William (1782–1850), schottischer Zeichner und Maler
- Alland, Alexander (1902–1989), US-amerikanischer Fotograf
- Alland, William (1916–1997), US-amerikanischer Schauspieler und Filmproduzent
- Allano (* 1995), brasilianischer Fußballspieler
- Allanson, Ashley (* 1986), englischer Fußball- und Futsalspieler
- Allanson, Gary (* 1965), englischer Fußballspieler
- Allanson, Simon (* 1985), britischer Biathlet
- Allanson, Susie (* 1952), US-amerikanische Country-Sängerin
- Allansson, Ove (1932–2016), schwedischer Schriftsteller
- Allara, David L. (* 1937), US-amerikanischer Chemiker
- Allarassem, Sitamadji (1988–2014), tschadischer Fußballspieler
- Allard l’Olivier, Fernand (1883–1933), belgischer Maler, auch in den Ländern Afrikas tätig
- Allard, Antoine (1907–1981), belgischer Friedensaktivist, Maler, Dichter, Mitbegründer und erster Präsident von Oxfam Belgien
- Allard, Bill (* 1937), US-amerikanischer Fotograf und Autor
- Allard, Carel, niederländischer Kunsthändler, Kartograf und Kupferstecher
- Allard, Christian (* 1964), schottischer Politiker
- Allard, Eric, Spezialeffektkünstler
- Allard, Henry (1911–1996), schwedischer Politiker (Socialdemokraterna), Mitglied des Riksdag
- Allard, Jean Victor (1913–1996), kanadischer General
- Allard, Jean-Philippe (1957–2024), französischer Musikproduzent und Manager der Tonträgerindustrie
- Allard, Joseph (1873–1947), kanadischer Fiddle-Spieler und Komponist
- Allard, Louis (1852–1940), französischer Posaunist und Musikpädagoge
- Allard, Marie (1742–1802), französische Tänzerin
- Allard, Marie-Jean-François (1806–1889), französischer römisch-katholischer Ordensgeistlicher und Apostolischer Vikar von Natal
- Allard, Sydney (1910–1966), britischer Rennfahrer und Automobilproduzent
- Allard, Wayne (* 1943), US-amerikanischer Politiker
- Allard-Rousseau, Anaïs (1904–1971), kanadische Musikpädagogin und Sozialaktivistin
- Allardice, Robert Barclay (1779–1854), schottischer Vertreter des Pedetriantismus
- Allardice, Robert R., US-amerikanischer Offizier, Generalleutnant der US Air Force
- Allardt, Erik (1925–2020), finnischer Soziologe
- Allardt, Helmut (1907–1987), deutscher Diplomat und Botschafter
- Allardyce, Craig (* 1975), englischer Fußballspieler
- Allardyce, Sam (* 1954), englischer Fußballspieler und -trainerSam Allardyce (* 1954)

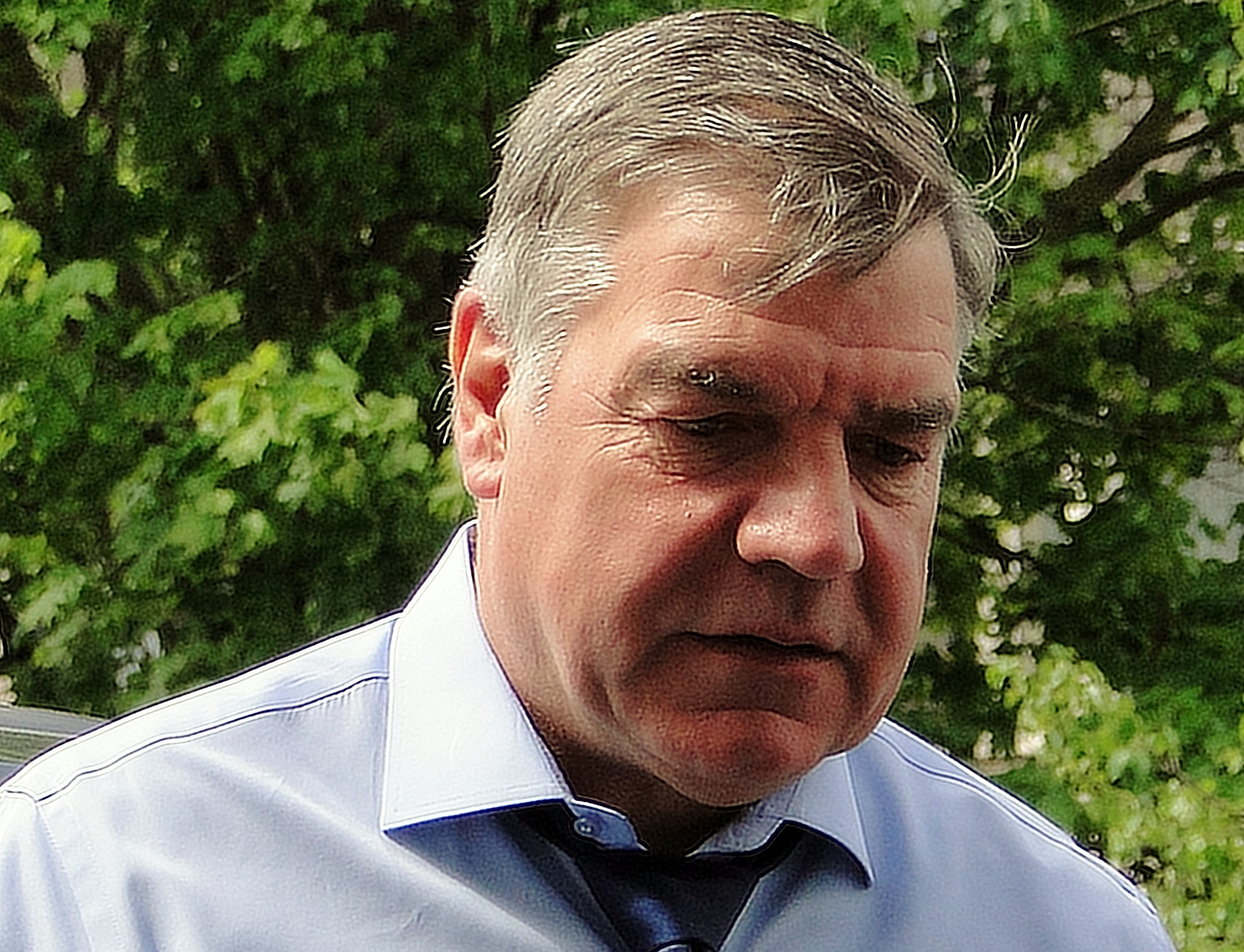
Sam Allardyce (* 1954)

- Allardyce, William (1861–1930), britischer Kolonialbeamter, Gouverneur der Fidschi- und Falklandinseln, der Bahamas, sowie von Tasmanien und Neufundland
- Allary, Mathias (* 1960), deutscher Filmregisseur, Drehbuchautor und Produzent
- Allas, Aliis (* 1983), estnische Squashspielerin
- Allas, Teet (* 1977), estnischer Fußballspieler
- Allasio, Marisa (* 1936), italienische Filmschauspielerin
- Allason, James (1912–2011), britischer Politiker (Conservative Party), Mitglied des House of Commons, Sportler und Militärstratege
- Allassane, Adamou (* 1960), nigrischer Mittelstreckenläufer
- Allaut, Karl (* 1951), deutscher Gitarrist
- Allawi, Ali Abd al-Amir (* 1947), irakischer Politiker und Finanzminister
- Allawi, Iyad (* 1944), irakischer Politiker und Ministerpräsident
- Allawi, Samer (* 1966), palästinensischer Journalist

### Allb
- Allbäck, Marcus (* 1973), schwedischer Fußballspieler
- Allbee, Liz (* 1976), US-amerikanische Trompeterin
- Allberg, Malin (* 1972), schwedische Fußballspielerin
- Allbeury, Ted (1917–2005), britischer Autor von Spionageromanen
- Allbutt, Thomas Clifford (1836–1925), englischer Arzt

### Allc
- Allchurch, Emily (* 1974), britische Künstlerin
- Allchurch, Ivor (1929–1997), walisischer Fußballspieler
- Allchurch, Len (1933–2016), walisischer Fußballspieler und -trainer
- Allcock, Amy (* 1993), britische Leichtathletin
- Allcock, Louise, britische Malakologin, Meeresbiologin, Polarforscherin und Hochschullehrerin
- Allcroft, Britt (1943–2024), britische Film- und Theaterproduzentin, Regisseurin, Drehbuchautorin und Schauspielerin

### Alld
- Alldag, Bernhard (1895–1983), deutscher Heimatdichter, Kabarettist, Maler und Mundartdichter
- Allday (* 1991), australischer Rapper
- Allday, Peter (1927–2018), britischer Hammerwerfer
- Allday, Suzanne (1934–2017), britische Diskuswerferin und Kugelstoßerin
- Allder, Nick (* 1943), englischer Spezialeffektkünstler
- Alldorf, Ria (1883–1966), österreichisch-deutsche Theater- und Stummfilmschauspielerin
- Alldritt, Grégory (* 1997), französischer Rugby-Union-Spieler

### Alle
- Alle Farben (* 1985), deutscher DJ und MusikproduzentAlle Farben (* 1985)

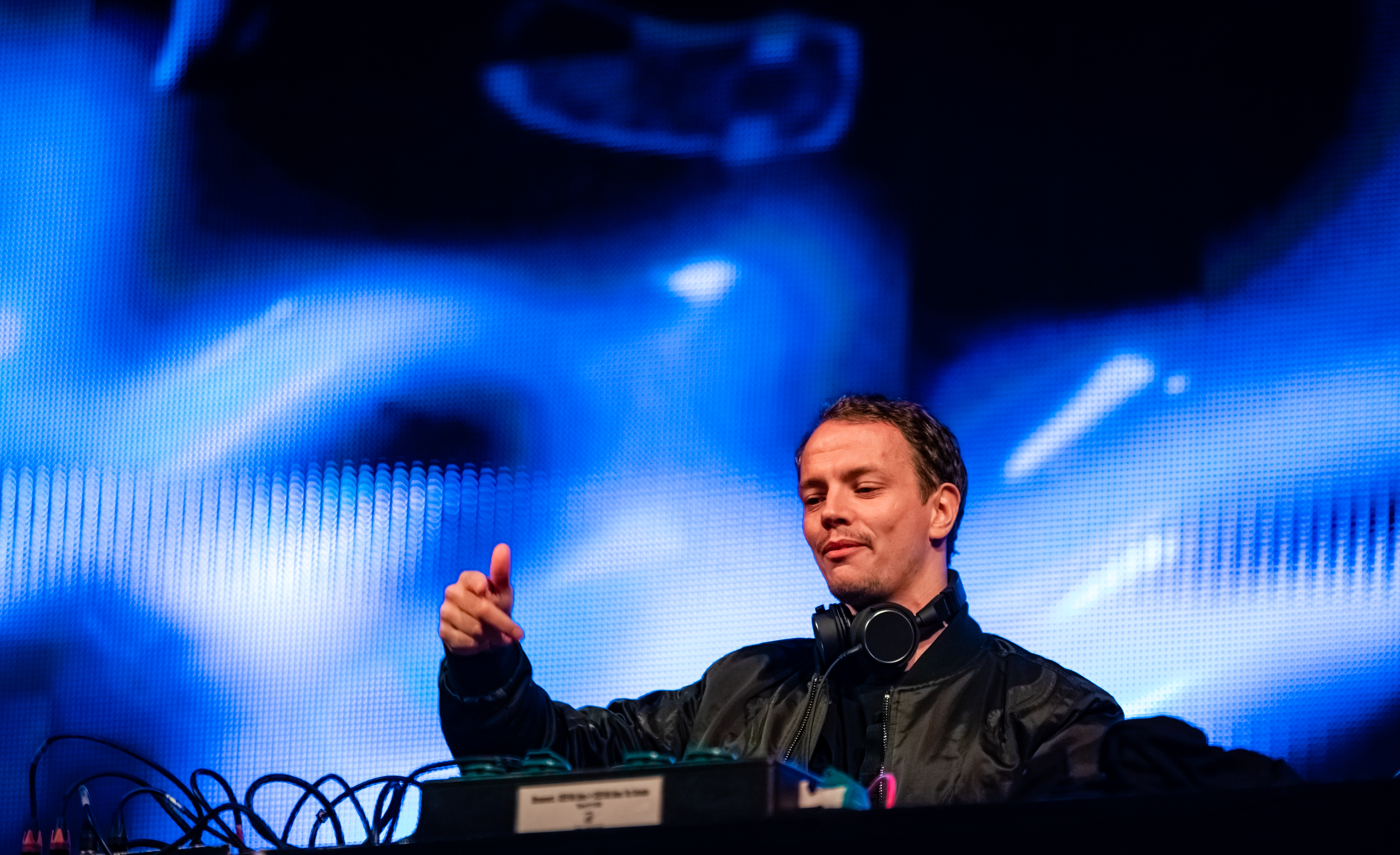
Alle Farben (* 1985)

- Alle, August (1890–1952), estnischer Schriftsteller
- Allé, Charles (1904–1994), französischer Fußballtorhüter
- Allé, Moritz (1837–1913), österreichischer Mathematiker, Astronom und Hochschullehrer

#### Allea
- Alleaume, Ludovic (1859–1941), französischer Maler, Holzschneider, Lithograf und Glasmaler

#### Alleb
- Allebach, Ann (1874–1918), US-amerikanische Geistliche, Lehrerin und Suffragette
- Allebé, August (1838–1927), niederländischer Künstler und Lehrer
- Alleborn, Al (1892–1968), US-amerikanischer Regieassistent
- Allebrand, Raimund (* 1955), deutscher Autor, Unternehmer und Trainer

#### Allec
- Allectus († 296), römischer Kaiser beziehungsweise Usurpator in Britannien

#### Allee
- Allee, J. Frank (1857–1938), US-amerikanischer Politiker (Republikanischen Partei)
- Allee, Warder Clyde (1885–1955), US-amerikanischer Verhaltensforscher und Ökologe
- Alleene, Pierre (1909–1994), französischer Gewichtheber

#### Alleg
- Alleg, Henri (1921–2013), französisch-algerischer kommunistischer Journalist und Kämpfer für die algerische Unabhängigkeit
- Allegaert, Piet (* 1995), belgischer Radrennfahrer
- Allegra, Gabriele Maria (1907–1976), italienischer Franziskaner, bedeutender Bibelübersetzer
- Allegrain, Christophe-Gabriel (1710–1795), französischer Bildhauer
- Allegrain, Étienne (1644–1736), französischer Landschaftsmaler des Barock
- Allegranti, Maddalena, italienische Opernsängerin der Stimmlage Sopran
- Allegranza, Giuseppe (1713–1785), italienischer Dominikaner und Historiker
- Allègre, Claude (1937–2025), französischer Politiker, MdEP
- Allègre, Nils (* 1994), französischer Skirennläufer
- Allégret, Catherine (* 1946), französische Schauspielerin
- Allegret, Émile (1907–1990), französischer Soldat
- Allégret, Jacques (1930–2004), französischer Architekt und Stadtplaner, Soziologe und Hochschullehrer
- Allégret, Marc (1900–1973), französischer Regisseur
- Allégret, Yves (1905–1987), französischer Regisseur
- Allegretti, Antonio (1840–1918), italienischer Bildhauer
- Allegri, Gregorio (1582–1652), italienischer Komponist und Sänger
- Allegri, Lorenzo (1567–1648), italienischer Lautenist und Komponist
- Allegri, Massimiliano (* 1967), italienischer Fußballspieler und -trainerMassimiliano Allegri (* 1967)

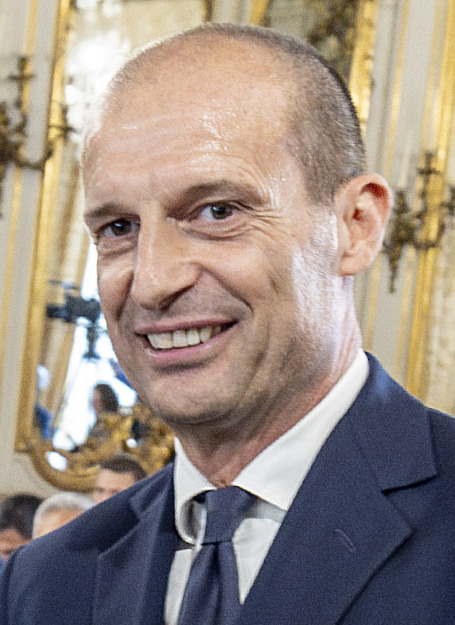
Massimiliano Allegri (* 1967)

- Allegrini, Agnese (* 1982), italienische Badmintonspielerin
- Allegrini, Alessio (* 1972), italienischer Hornist
- Allegrini, Mirko (* 1981), italienischer Radrennfahrer
- Allegro, John Marco (1923–1988), britischer Philologe
- Allegro, Yves (* 1978), Schweizer Tennisspieler und -trainer
- Allegrowa, Irina Alexandrowna (* 1952), russische Pop- und Estrada-SängerinIrina Alexandrowna Allegrowa (* 1952)

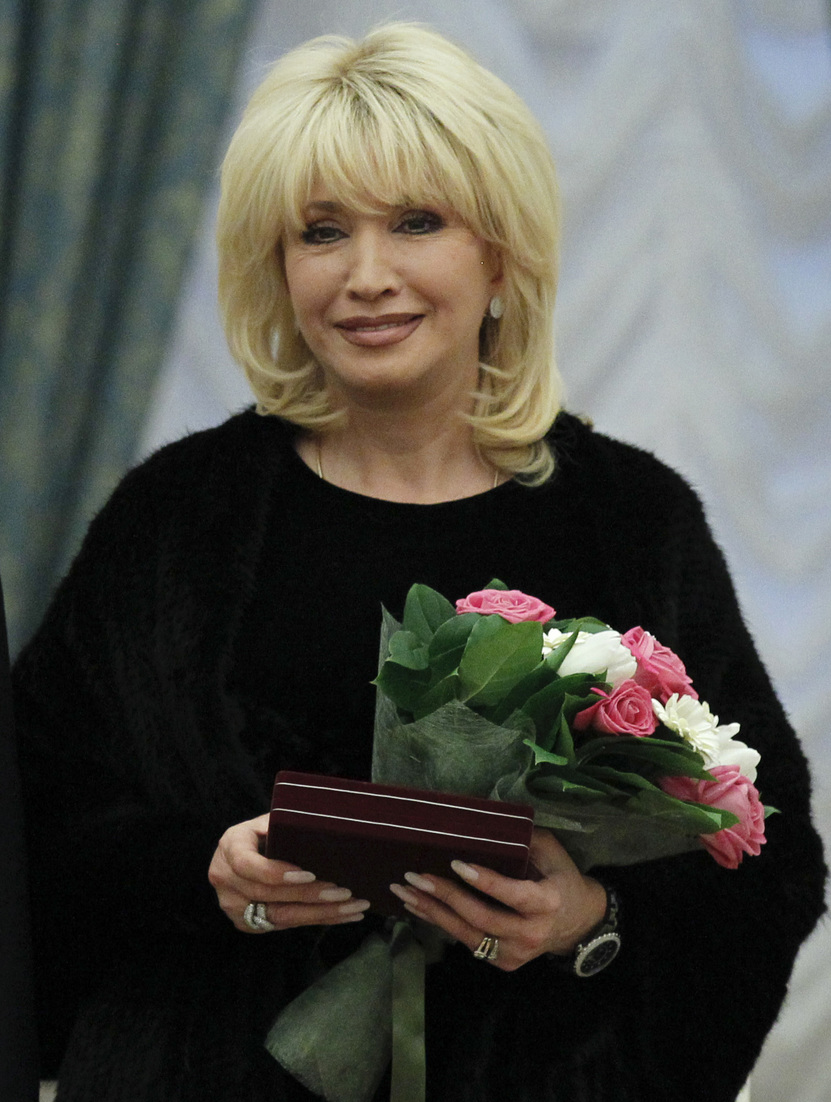
Irina Alexandrowna Allegrowa (* 1952)

#### Allei
- Alleintz, Lorenz († 1626), Kantor und Lehrer

#### Allej
- Allejji, Heba (* 1997), syrische Tischtennisspielerin

#### Allek
- Allekotte, Joseph (1867–1944), deutscher Politiker (Zentrums), MdR

#### Allel
- Allélé, Habibou (1938–2016), nigrischer Politiker und Diplomat
- Allelein, Hans-Josef (* 1952), deutscher Nuklearphysiker und Hochschullehrer

#### Allem
- Allem, Maurice (1872–1959), französischer Literaturhistoriker
- Alleman, Fabrice (* 1967), belgischer Jazzmusiker (Saxophone)
- Allemana, Mike (* 1969), US-amerikanischer Jazzmusiker (Gitarre, Komponist) und Musikwissenschaftler
- Allemand, Julie (* 1996), belgische Basketballspielerin
- Allemandi, Luigi (1903–1978), italienischer Fußballspieler
- Allemane, Jean (1843–1935), französischer Politiker
- Allemane, Pierre (1882–1956), französischer Fußballspieler
- Allemann, Anton (1936–2008), Schweizer Fußballspieler
- Allemann, Beda (1926–1991), Schweizer Literaturwissenschaftler
- Allemann, Bernhard (* 1946), Schweizer Fussballspieler
- Allemann, Coni (* 1963), Schweizer Musiker und Kabarettist
- Allemann, Cyndie (* 1986), Schweizer TV-Moderatorin und ehemalige RennfahrerinCyndie Allemann (* 1986)

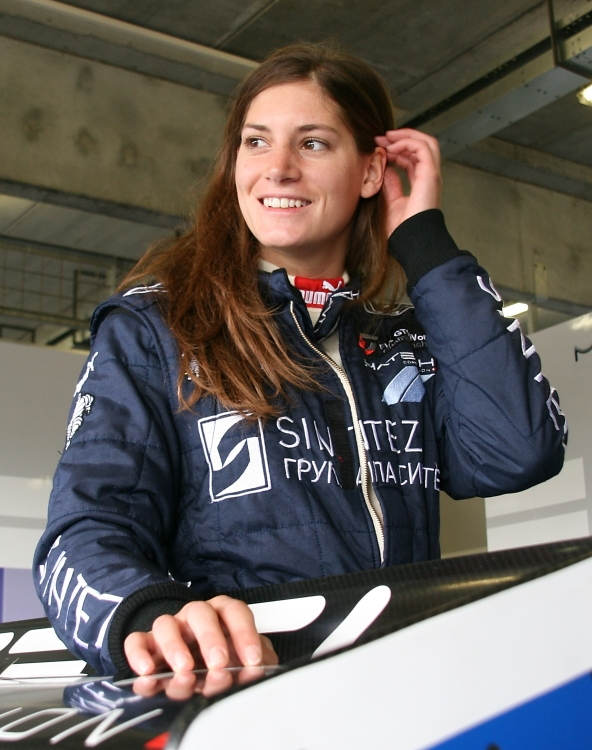
Cyndie Allemann (* 1986)

- Allemann, Evi (* 1978), Schweizer Politikerin (SP)
- Allemann, Franz (1838–1905), Schweizer Bauingenieur
- Allemann, Freddy (* 1957), Schweizer Schriftsteller und Performer
- Allemann, Fritz René (1910–1996), Schweizer Journalist und Publizist
- Allemann, Hugo (1921–2011), Schweizer Volkswirt
- Allemann, Urs (1948–2024), Schweizer Schriftsteller und Journalist
- Allemann, Willy (1942–2010), Schweizer Fussballspieler
- Allemann-Ghionda, Cristina (* 1949), italienisch-schweizerische Pädagogin
- Allemano, Lina (* 1973), kanadische Jazz- und Improvisationsmusikerin (Trompete, Komposition)
- Allemeersch, Arthur (* 2001), belgischer Fußballspieler

#### Allen

##### Allen, A
- Allen, A. A. (1911–1970), US-amerikanischer Pfingstpastor und Heilungsevangelist
- Allen, A. Leonard (1891–1969), US-amerikanischer Politiker
- Allen, Adrian (1934–2009), englischer Fußballspieler
- Allen, Albert (1867–1899), englischer Fußballspieler
- Allen, Albert Arthur (1886–1962), US-amerikanischer Fotograf und Filmregisseur
- Allen, Aleisha (* 1991), US-amerikanische Schauspielerin
- Allen, Alfie (* 1986), britischer SchauspielerAlfie Allen (* 1986)

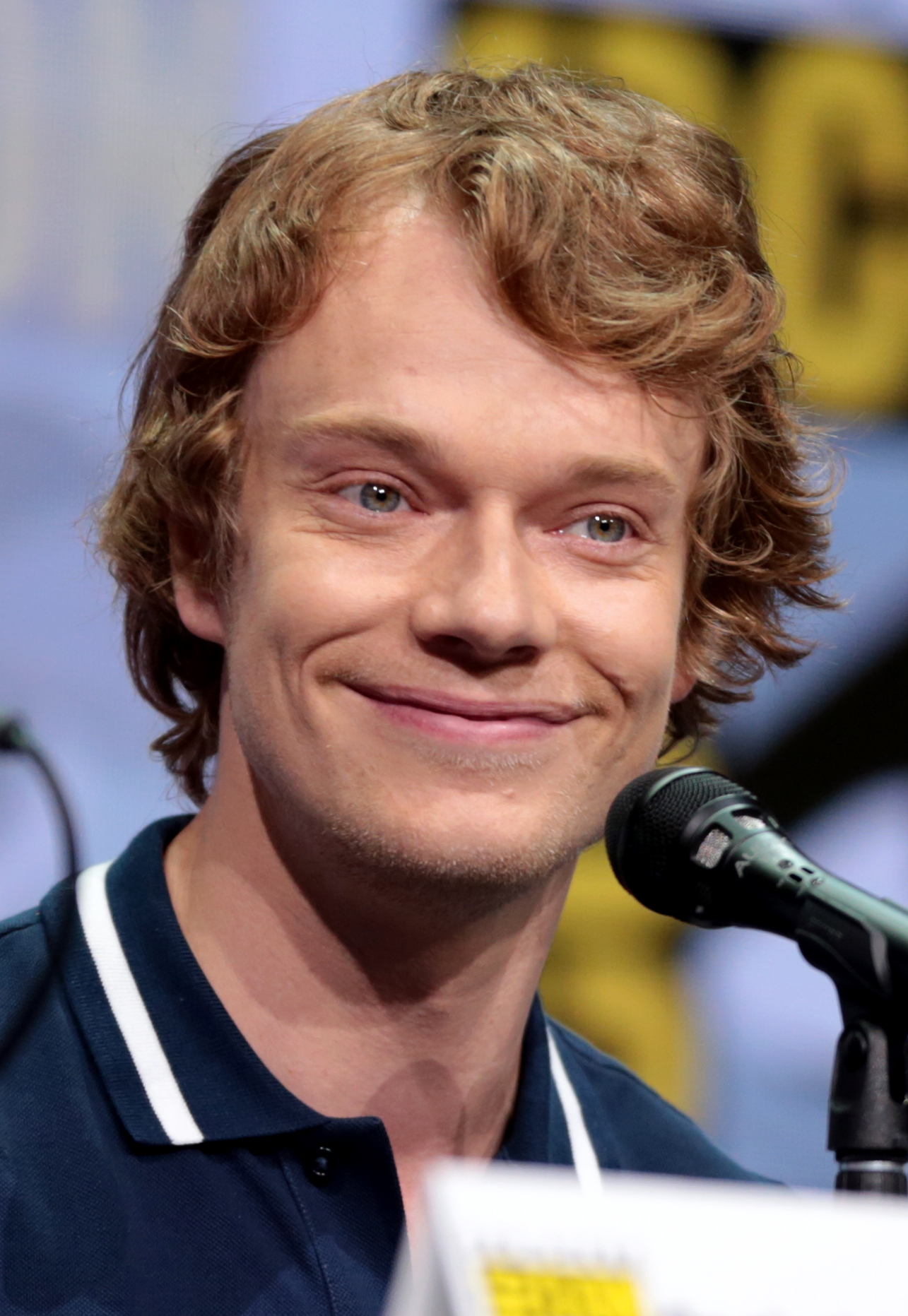
Alfie Allen (* 1986)

- Allen, Alfred G. (1867–1932), US-amerikanischer Politiker (Demokratische Partei)
- Allen, Alfred, Baron Allen of Fallowfield (1914–1985), britischer Politiker und Gewerkschaftsfunktionär
- Allen, Alice Standish (1907–2002), US-amerikanische Geologin
- Allen, Alpian, vincentischer Politiker
- Allen, Amber (* 1975), kanadische Fußballspielerin
- Allen, Amos L. (1837–1911), US-amerikanischer Politiker
- Allen, Amy (* 1992), US-amerikanische Musikerin und SongwriterinAmy Allen (* 1992)

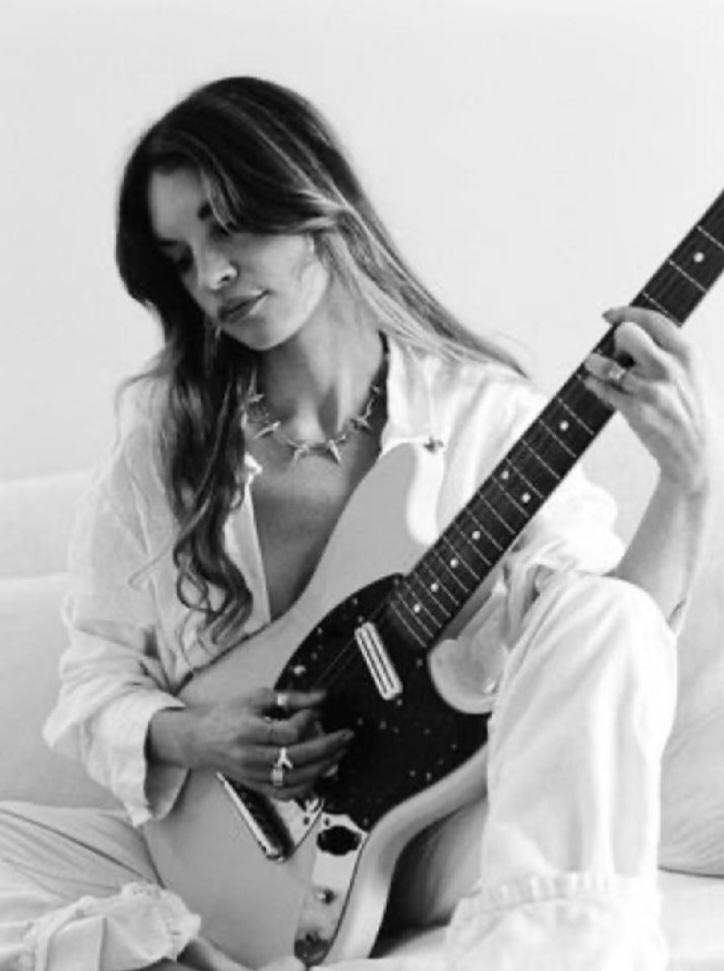
Amy Allen (* 1992)

- Allen, Andrew (1740–1825), britischer Politiker im kolonialen Nordamerika
- Allen, Andrew James (* 1987), US-amerikanischer Schauspieler
- Allen, Andrew M. (* 1955), US-amerikanischer Astronaut
- Allen, Andy (* 1974), englischer Fußballspieler
- Allen, Annisteen (1920–1992), US-amerikanische Blues- und Rhythm-and-Blues-Sängerin
- Allen, Anthony Campbell (1925–1995), britisch-schweizerischer Komponist
- Allen, Arthur A. (1885–1964), US-amerikanischer Ornithologe und Hochschullehrer

##### Allen, B
- Allen, Barbara (* 1936), US-amerikanische Country-Sängerin
- Allen, Barry (1945–2020), kanadischer Rockmusiker
- Allen, Beatrice (* 1950), gambische Sportfunktionärin
- Allen, Ben (* 1985), australischer Duathlet und Triathlet
- Allen, Benjamin Dwight (1831–1914), US-amerikanischer Organist und Komponist
- Allen, Bernadette (* 1955), US-amerikanische Diplomatin
- Allen, Bernard (1944–2024), irischer Politiker
- Allen, Bert (1883–1910), englischer Fußballspieler
- Allen, Beth (* 1984), neuseeländische Schauspielerin
- Allen, Betty (1927–2009), US-amerikanische Opernsängerin (Mezzosopran) und Dozentin
- Allen, Bill (1917–1981), englischer Fußballspieler
- Allen, Bill (1922–1997), US-amerikanischer Radio-Discjockey
- Allen, Billy (* 1981), US-amerikanischer Beachvolleyballspieler
- Allen, Bob (1906–1998), US-amerikanischer Schauspieler
- Allen, Bob (1916–1992), englischer Fußballspieler
- Allen, Bob (* 1939), nordirischer Fußballspieler
- Allen, Bob (* 1958), US-amerikanischer Politiker
- Allen, Bobby (* 1978), US-amerikanischer Eishockeyspieler
- Allen, Brad, US-amerikanischer Schiedsrichter im American Football
- Allen, Brandon (* 1992), US-amerikanischer American-Football-Spieler
- Allen, Bruce (* 1957), deutscher Spieleautor und Softwareentwickler
- Allen, Bruce (* 1959), US-amerikanischer Physiker
- Allen, Bryan (* 1980), kanadischer Eishockeyspieler
- Allen, Bull (1916–1982), australischer Soldat
- Allen, Byron (* 1939), US-amerikanischer Jazzmusiker

##### Allen, C
- Allen, Candace (* 1950), amerikanische Schriftstellerin
- Allen, Carl (* 1961), US-amerikanischer Schlagzeuger und Musikproduzent des Modern Jazz
- Allen, Carl Ferdinand (1811–1871), dänischer Historiker
- Allen, Chad (* 1974), US-amerikanischer SchauspielerChad Allen (* 1974)

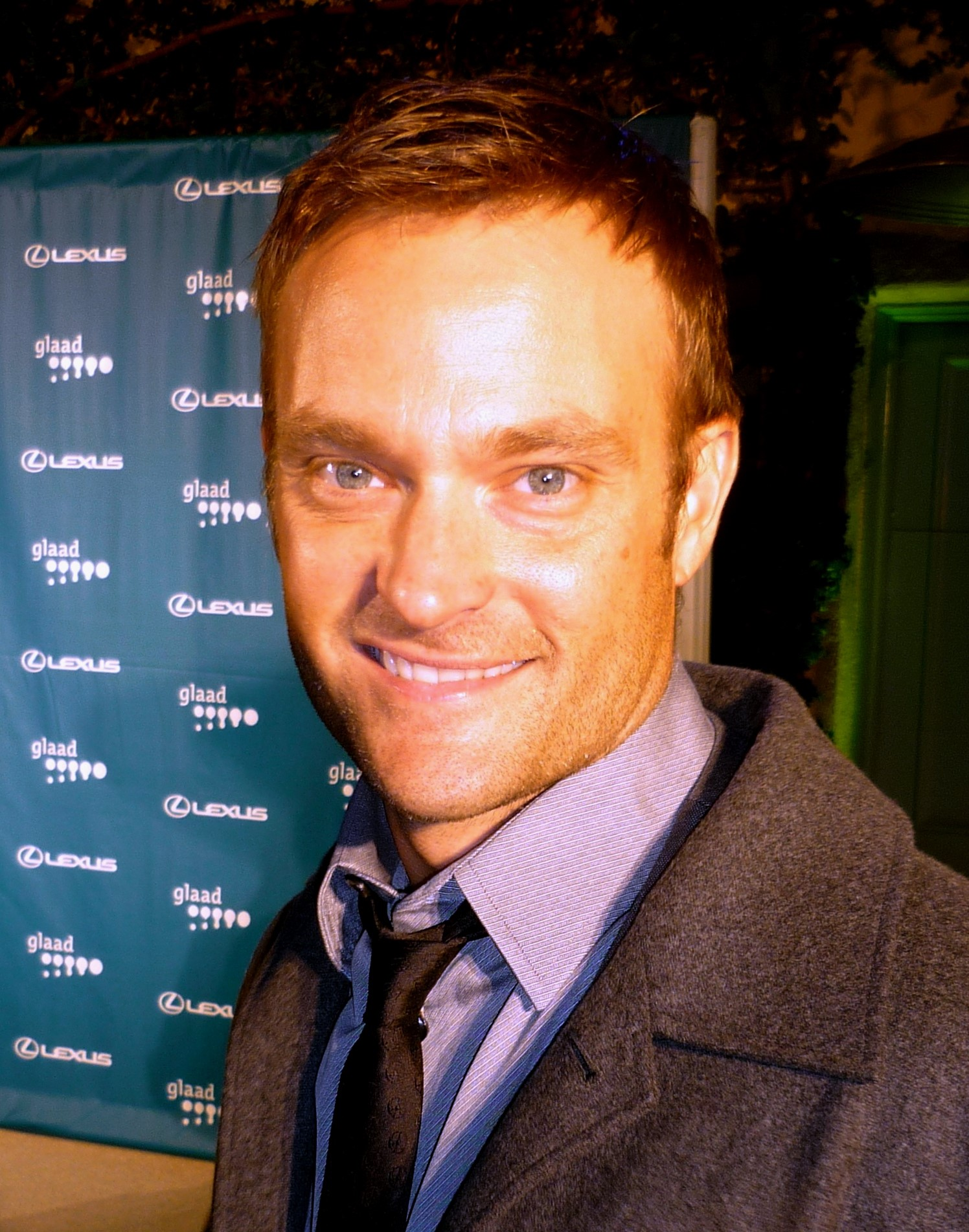
Chad Allen (* 1974)

- Allen, Charles (1797–1869), US-amerikanischer Politiker
- Allen, Charles (1827–1913), US-amerikanischer Rechtsanwalt und Richter
- Allen, Charles (* 1977), kanadischer Hürdenläufer guyanischer Herkunft
- Allen, Charles Herbert (1848–1934), US-amerikanischer Politiker und Künstler
- Allen, Charles John (1862–1956), britischer Bildhauer
- Allen, Charles Mengel (1916–2000), US-amerikanischer Jurist
- Allen, Charles, Baron Allen of Kensington (* 1957), britischer Geschäftsmann, Fernseh- und Rundfunkmanager und Politiker (Labour Party)
- Allen, Charlie (1908–1972), US-amerikanischer Jazzmusiker
- Allen, Chris (* 1966), britischer Soziologe
- Allen, Christa B. (* 1991), US-amerikanische Schauspielerin
- Allen, Christopher (* 1989), gambischer Fußballspieler
- Allen, Chuck (1939–2016), US-amerikanischer Footballspieler
- Allen, Chude (* 1943), US-amerikanische Bürgerrechtlerin und Feministin
- Allen, CJ (* 1995), US-amerikanischer Leichtathlet
- Allen, Claire (1853–1942), US-amerikanischer Architekt
- Allen, Clarence Emir (1852–1932), US-amerikanischer Politiker
- Allen, Clarence Ray (1930–2006), US-amerikanischer KriminellerClarence Ray Allen (1930–2006)

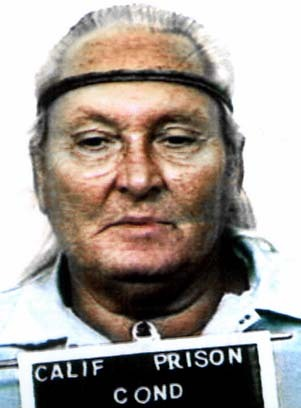
Clarence Ray Allen (1930–2006)

- Allen, Clarence Roderic (1925–2021), amerikanischer Geophysiker und Seismologe
- Allen, Clarissa Minnie Thompson (1859–1941), US-amerikanische Pädagogin und Autorin
- Allen, Claude (1885–1979), US-amerikanischer Stabhochspringer
- Allen, Clifford (1912–1978), US-amerikanischer Politiker
- Allen, Clive (* 1961), englischer Fußballspieler
- Allen, Colin (* 1960), US-amerikanischer Philosoph
- Allen, Corey (1934–2010), US-amerikanischer Filmregisseur, Schauspieler, Drehbuchautor und Filmproduzent
- Allen, Crystal (* 1978), US-amerikanische Schauspielerin

##### Allen, D
- Allen, Daevid (1938–2015), australischer Rockmusiker
- Allen, Dakota (* 1995), US-amerikanischer American-Football-Spieler
- Allen, Danielle (* 1971), US-amerikanische Politikwissenschaftlerin
- Allen, Darin (* 1965), US-amerikanischer Boxer
- Allen, Dave (1936–2005), irischer Komiker
- Allen, David, US-amerikanischer Fotograf und Filmtechniker
- Allen, David (1944–1999), US-amerikanischer Spezialeffektkünstler
- Allen, David (* 1945), US-amerikanischer Autor, Berater und Unternehmer
- Allen, David W. (* 1961), US-amerikanischer Kartograf
- Allen, Davida (* 1951), australische Malerin, Filmregisseurin und Schriftstellerin
- Allen, Debbie (* 1950), US-amerikanische Schauspielerin, Regisseurin, Tänzerin, Choreografin und FernsehproduzentinDebbie Allen (* 1950)

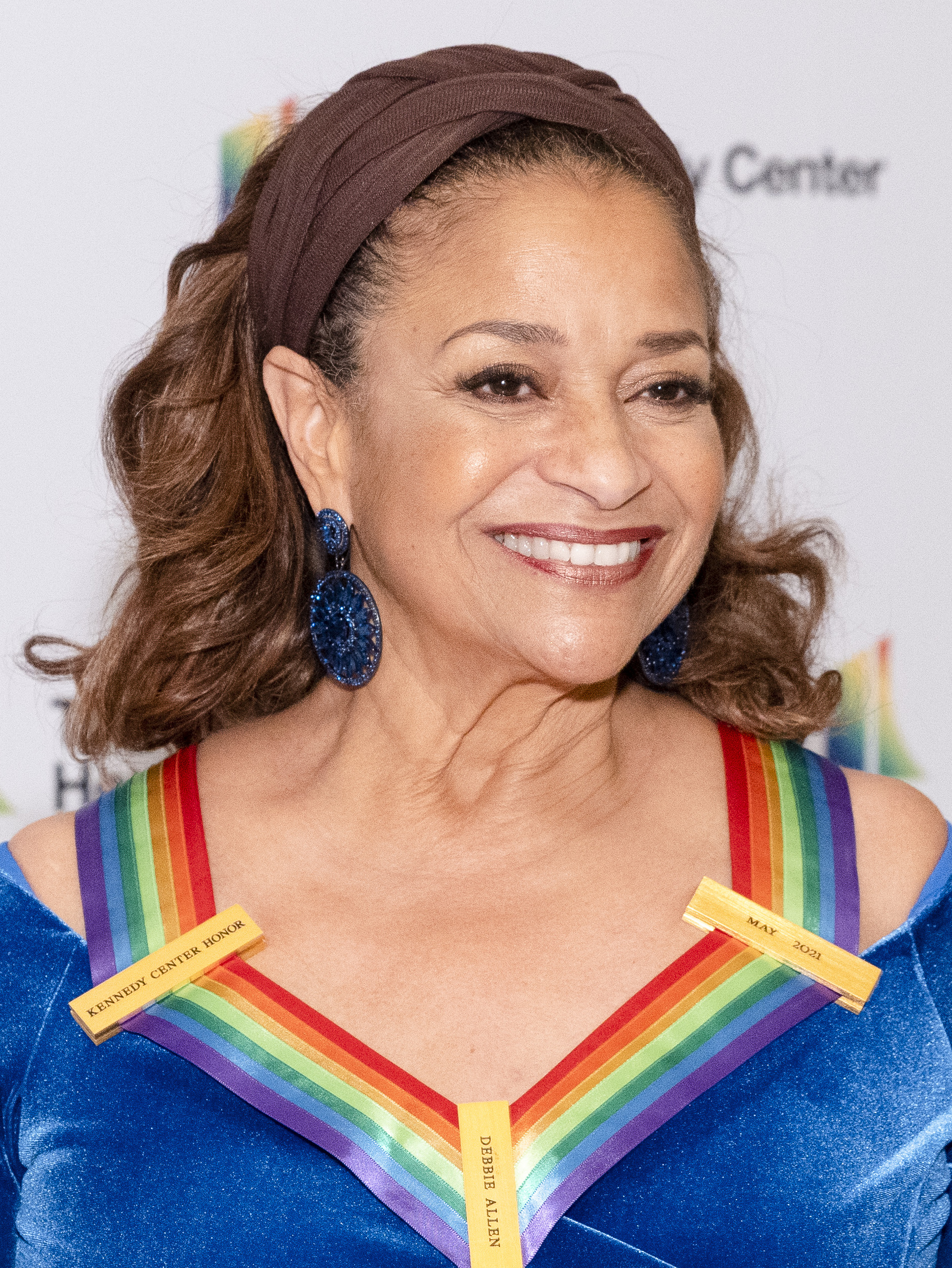
Debbie Allen (* 1950)

- Allen, Deborah (* 1953), US-amerikanische Country-Musikerin
- Allen, Dede (1923–2010), US-amerikanische Filmeditorin
- Allen, Denis (1896–1961), irischer Politiker
- Allen, Denis (1910–1987), britischer Diplomat
- Allen, Derrick (1930–1978), englischer Fußballspieler
- Allen, Derrick (* 1946), englischer Fußballspieler
- Allen, Derrick (* 1980), US-amerikanischer Basketballspieler
- Allen, Devon (* 1994), US-amerikanischer Hürdenläufer
- Allen, Donna, US-amerikanische Popsängerin
- Allen, Donna (1920–1999), US-amerikanische Bürger- und Frauenrechtlerin, Historikerin und Arbeitsökonomin
- Allen, Doreen (1879–1963), englisch-britische Suffragette
- Allen, Douglas, Baron Croham (1917–2011), britischer Staatsbeamter, Politiker und Life Peer

##### Allen, E
- Allen, Ed (1897–1974), US-amerikanischer Jazz-Trompeter
- Allen, Ed (* 1948), US-amerikanischer Autor
- Allen, Eddie (* 1957), US-amerikanischer Jazzmusiker und Komponist
- Allen, Edgar Johnson (1866–1942), britischer Meeresbiologe und Zoologe
- Allen, Edgar Van Nuys (1900–1961), US-amerikanischer Arzt
- Allen, Edward N. (1891–1972), US-amerikanischer Politiker
- Allen, Edward P. (1839–1909), US-amerikanischer Politiker
- Allen, Edward Patrick (1853–1926), US-amerikanischer römisch-katholischer Geistlicher, Bischof von Mobile
- Allen, Edwin (1840–1931), US-amerikanischer Politiker
- Allen, Elijah (* 1989), US-amerikanisch-deutscher Basketballspieler
- Allen, Elisha Hunt (1804–1883), US-amerikanischer Politiker
- Allen, Elizabeth (1883–1967), britische Künstlerin
- Allen, Elizabeth Akers (1832–1911), US-amerikanische Dichterin und Journalistin
- Allen, Elizabeth Anne (* 1970), US-amerikanische Schauspielerin
- Allen, Ethan (1738–1789), amerikanischer FreiheitskämpferEthan Allen (1738–1789)

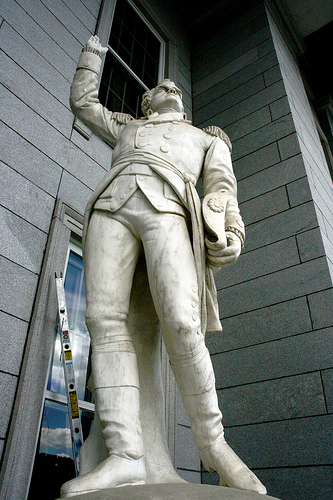
Ethan Allen (1738–1789)

- Allen, Eugene (1919–2010), US-amerikanischer Butler

##### Allen, F
- Allen, Fabian (* 1995), jamaikanischer Cricketspieler der West Indies
- Allen, Finn (* 1999), neuseeländischer Cricketspieler
- Allen, Fiona (* 1965), englische Komikerin und Schauspielerin
- Allen, Fletcher (1905–1995), US-amerikanischer Jazzmusiker (Saxophone, Klarinette), Komponist und Arrangeur
- Allen, Florence E. (1884–1966), US-amerikanische Rechtsanwältin, Staatsanwältin und Richterin
- Allen, Florence Eliza (1876–1960), US-amerikanische Mathematikerin, Hochschullehrerin und Frauenrechtlerin
- Allen, Frances E. (1932–2020), US-amerikanische Informatikerin
- Allen, Francis Valentine (1909–1977), kanadischer römisch-katholischer Geistlicher, Weihbischof in Toronto
- Allen, Frank (1927–2014), englischer Fußballspieler
- Allen, Frank A. Jr. (1896–1979), US-amerikanischer Offizier, Generalmajor der US-Army
- Allen, Frank G. (1874–1950), US-amerikanischer Politiker
- Allen, Franklin (* 1956), britischer Wirtschaftswissenschaftler
- Allen, Fred (1890–1964), US-amerikanischer Weitspringer
- Allen, Fred (1894–1956), US-amerikanischer Schauspieler, Komiker und Radiomoderator
- Allen, Fred (1896–1955), US-amerikanischer Filmeditor und Regisseur
- Allen, Fred (1920–2012), neuseeländischer Rugby-Union-Spieler
- Allen, Frederic De Forest (1844–1897), US-amerikanischer Klassischer Philologe

##### Allen, G
- Allen, Gareth (* 1988), walisischer Snookerspieler
- Allen, Garland E. (1936–2023), US-amerikanischer Wissenschaftshistoriker
- Allen, Gary (1936–1986), US-amerikanischer Journalist und Aktivist konservativer Organisationen
- Allen, Gene (1918–2015), US-amerikanischer Artdirector und Szenenbildner
- Allen, Gene (1928–2008), US-amerikanischer Jazzmusiker
- Allen, Geoff (* 1946), englischer Fußballspieler
- Allen, George (* 1952), US-amerikanischer Politiker
- Allen, George Frederic (1837–1929), neuseeländischer Architekt
- Allen, George V. (1903–1970), US-amerikanischer Diplomat
- Allen, George Wigram (1824–1885), australischer Politiker, Sprecher und Mitglied der Legislativversammlung von New South Wales
- Allen, Gerald R. (* 1942), australischer Ichthyologe
- Allen, Geri (1957–2017), US-amerikanische Jazz-PianistinGeri Allen (1957–2017)

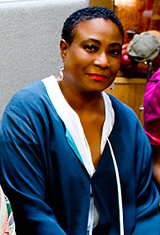
Geri Allen (1957–2017)

- Allen, Glover Morrill (1879–1942), US-amerikanischer Zoologe und Ornithologe
- Allen, Gracie (1895–1964), US-amerikanische Schauspielerin
- Allen, Graham (1932–2017), englischer Fußballspieler
- Allen, Grant (1848–1899), kanadisch-britischer Schriftsteller
- Allen, Grayson (* 1995), US-amerikanischer Basketballspieler
- Allen, Greg (* 1967), englischer Fußballspieler

##### Allen, H
- Allen, Hans Günther van (* 1934), deutscher Kommunalpolitiker
- Allen, Harrison (1841–1897), US-amerikanischer Mediziner und Anatom
- Allen, Harry (1866–1895), englischer Fußballspieler
- Allen, Harry (1879–1939), englischer Fußballspieler und Sportfunktionär
- Allen, Harry (* 1966), US-amerikanischer Jazzmusiker (Saxophon)
- Allen, Harry E. (1938–2021), US-amerikanischer Kriminologe und Hochschullehrer
- Allen, Heman (1777–1844), US-amerikanischer Politiker
- Allen, Heman (1779–1852), US-amerikanischer Politiker
- Allen, Henry, chilenischer Fußballspieler
- Allen, Henry (1898–1976), englischer Fußballspieler
- Allen, Henry C. (1872–1942), US-amerikanischer Politiker
- Allen, Henry Clay (1836–1909), US-amerikanischer Homöopath
- Allen, Henry Dixon (1854–1924), US-amerikanischer Politiker
- Allen, Henry Justin (1868–1950), US-amerikanischer Politiker
- Allen, Henry Red (1908–1967), US-amerikanischer Jazz-Trompeter
- Allen, Henry senior (1877–1952), US-amerikanischer Jazz-Trompeter und Bandleader
- Allen, Henry Tureman (1859–1930), US-amerikanischer General im Ersten Weltkrieg
- Allen, Henry Watkins (1820–1866), Gouverneur von Louisiana und General der Konföderierten Staaten von Amerika
- Allen, Henry Wilson (1912–1991), US-amerikanischer Autor von Romanen, Erzählungen und Kurzgeschichten
- Allen, Herbert (1899–1965), englischer Fußballspieler
- Allen, Hervey (1889–1949), US-amerikanischer Schriftsteller
- Allen, Horace Newton (1858–1932), US-amerikanischer Arzt, presbyterianischer Missionar, Diplomat und Schriftsteller
- Allen, Horatio (1802–1889), US-amerikanischer Eisenbahningenieur
- Allen, Howard Arthur (1949–2020), US-amerikanischer Serienmörder
- Allen, Hugh (1869–1946), englischer Dirigent, Organist und Musikpädagoge
- Allen, Huntley (* 2000), US-amerikanischer Tennisspieler

##### Allen, I
- Allen, Ioan, amerikanischer Toningenieur
- Allen, Ira (1751–1814), Mitbegründer des US-Bundesstaates Vermont
- Allen, Irving (1905–1987), US-amerikanischer Filmproduzent und Filmregisseur
- Allen, Irwin (1916–1991), US-amerikanischer Fernseh- und Filmproduzent
- Allen, Isabelle (* 2002), britische Schauspielerin
- Allen, Ivan (1911–2003), US-amerikanischer Politiker

##### Allen, J
- Allen, J. D. III (* 1972), US-amerikanischer Jazzmusiker
- Allen, J. R. (1930–1973), US-amerikanischer Politiker
- Allen, Jack (1891–1971), englischer Fußballspieler
- Allen, Jack (* 1900), englischer Fußballspieler
- Allen, Jack (1903–1957), englischer Fußballspieler
- Allen, Jackie (* 1959), amerikanische Jazzmusikerin (Gesang)
- Allen, Jacqueline (* 1983), britische Triathletin
- Allen, Jake (* 1990), kanadischer Eishockeytorwart
- Allen, James (1855–1942), neuseeländischer Politiker der Reform Party
- Allen, James (1864–1912), britischer AutorJames Allen (1864–1912)

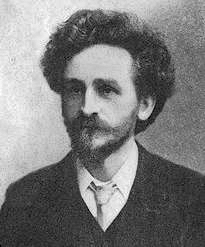
James Allen (1864–1912)

- Allen, James (* 1996), australischer Autorennfahrer
- Allen, James Browning (1912–1978), US-amerikanischer Politiker
- Allen, James C. (1822–1912), US-amerikanischer Politiker
- Allen, James F. (* 1950), US-amerikanischer Informatiker
- Allen, James R. (1925–1992), US-amerikanischer Pilot, General der US-Luftwaffe
- Allen, James Vincent (* 1959), US-amerikanischer Philosophiehistoriker
- Allen, Jared (* 1982), US-amerikanischer American-Football-SpielerJared Allen (* 1982)

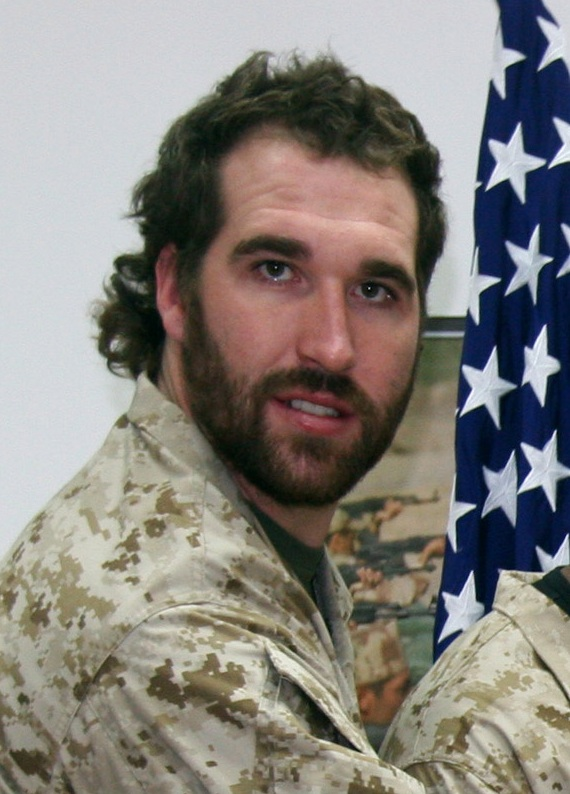
Jared Allen (* 1982)

- Allen, Jarrett (* 1998), US-amerikanischer Basketballspieler
- Allen, Jason (* 1981), neuseeländischer Radrennfahrer
- Allen, Jay Presson (1922–2006), US-amerikanische Drehbuchautorin, Bühnenautorin und Filmproduzentin
- Allen, Jennifer, kanadische Kunstkritikerin und Journalistin
- Allen, Jeremy Peter (* 1968), kanadischer Filmregisseur, Filmproduzent und Drehbuchautor
- Allen, Jess, US-amerikanischer Schauspieler
- Allen, Jessica (* 1993), australische Radsportlerin
- Allen, Jim (1859–1929), irischer Fußballspieler
- Allen, Jim (1922–2023), neuseeländischer Künstler, Kunstpädagoge und Kunstkritiker
- Allen, Jim (1926–1999), britischer Bühnenschriftsteller und Drehbuchautor
- Allen, Jimmie (* 1986), US-amerikanischer Countrysänger und Songwriter
- Allen, Jimmy (1909–1995), englischer Fußballspieler und -trainer
- Allen, Jimmy (1913–1979), englischer Fußballspieler
- Allen, Jo, Maskenbildnerin
- Allen, Jo Harvey (* 1942), US-amerikanische Schauspielerin und Autorin
- Allen, Joan (* 1956), US-amerikanische SchauspielerinJoan Allen (* 1956)

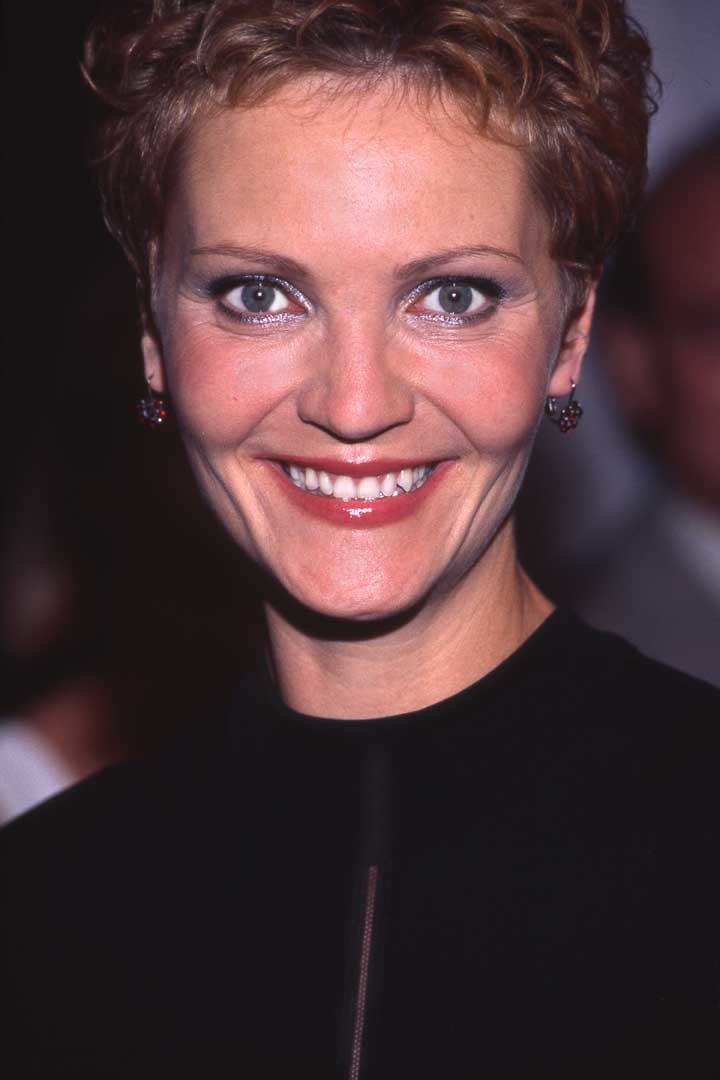
Joan Allen (* 1956)

- Allen, Joe (1909–1978), englischer Fußballspieler
- Allen, Joe (* 1955), britischer Maler
- Allen, Joe (* 1990), walisischer Fußballspieler
- Allen, Joel Asaph (1838–1921), US-amerikanischer Zoologe und Ornithologe
- Allen, John (1763–1812), US-amerikanischer Politiker
- Allen, John (* 1955), englischer Fußballspieler
- Allen, John (* 1982), US-amerikanischer Basketballspieler
- Allen, John (* 1984), deutscher Sänger, Songwriter, Pianist und Gitarrist
- Allen, John Beard (1845–1903), US-amerikanischer Kongressabgeordneter und Senator von Washington
- Allen, John Clayton (1860–1939), US-amerikanischer Politiker
- Allen, John David, US-amerikanischer Filmeditor und Filmregisseur
- Allen, John F. (1908–2001), kanadisch-britischer Physiker
- Allen, John James (1797–1871), US-amerikanischer Jurist und Politiker
- Allen, John Joseph (1899–1995), US-amerikanischer Politiker
- Allen, John L. (* 1965), US-amerikanischer Journalist
- Allen, John Mills (1846–1917), US-amerikanischer Politiker
- Allen, John R. (* 1953), US-amerikanischer General des United States Marine Corps
- Allen, John R. L. (1932–2020), britischer Geologe
- Allen, John W. (1802–1887), US-amerikanischer Politiker
- Allen, Johnny († 1959), US-amerikanischer Baseballspieler
- Allen, Johnny (1917–2014), US-amerikanischer Arrangeur und Jazzpianist
- Allen, Johnny (1929–1995), US-amerikanischer Motorradrennfahrer, Motorradweltrekordhalter (1956–1962)
- Allen, Jonathan (* 1995), US-amerikanischer American-Football-Spieler
- Allen, Jonelle (* 1944), US-amerikanische SchauspielerinJonelle Allen (* 1944)

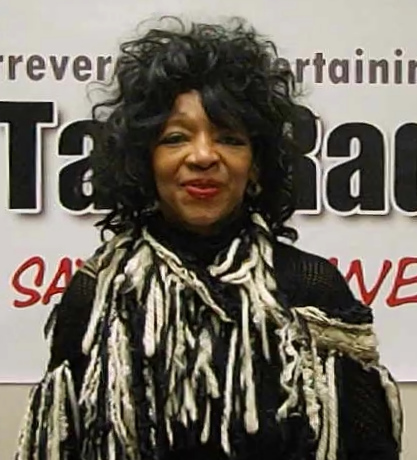
Jonelle Allen (* 1944)

- Allen, Jorge (* 1956), argentinischer Rugbyspieler
- Allen, Joseph (1749–1827), US-amerikanischer Politiker
- Allen, Joseph P. (* 1937), US-amerikanischer Astronaut
- Allen, Josh (* 1996), US-amerikanischer American-Football-Spieler
- Allen, Judson (1797–1880), US-amerikanischer Geschäftsmann, Jurist und Politiker

##### Allen, K
- Allen, Karen (* 1951), US-amerikanische SchauspielerinKaren Allen (* 1951)

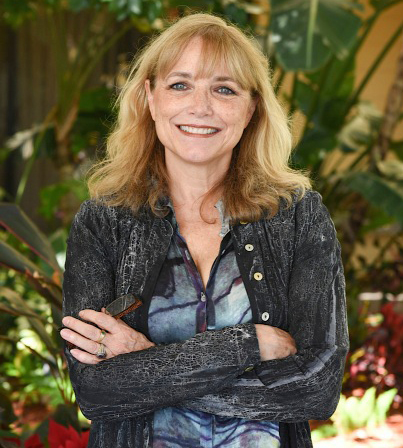
Karen Allen (* 1951)

- Allen, Kate (* 1970), österreichische Triathletin
- Allen, Kate (* 1974), australische Hockeyspielerin
- Allen, Kate (* 1985), irische Opernsängerin in der Stimmlage Mezzosopran
- Allen, Katy, Schauspielerin
- Allen, Keegan (* 1989), US-amerikanischer Schauspieler
- Allen, Keenan (* 1992), US-amerikanischer American-Football-Spieler
- Allen, Keith (1923–2014), kanadischer Eishockeyspieler, -trainer und -funktionär
- Allen, Keith (* 1953), walisischer Schauspieler, Komiker, Musiker, Autor und Showmaster
- Allen, Kevin (* 1961), englischer Fußballspieler
- Allen, Kevin (* 1962), britischer Schauspieler und Filmregisseur
- Allen, Kirk (* 1971), kanadischer Skispringer
- Allen, Kolie (* 2000), US-amerikanische Tennisspielerin
- Allen, Kris (* 1985), US-amerikanischer Singer-Songwriter
- Allen, Krista (* 1971), US-amerikanische SchauspielerinKrista Allen (* 1971)

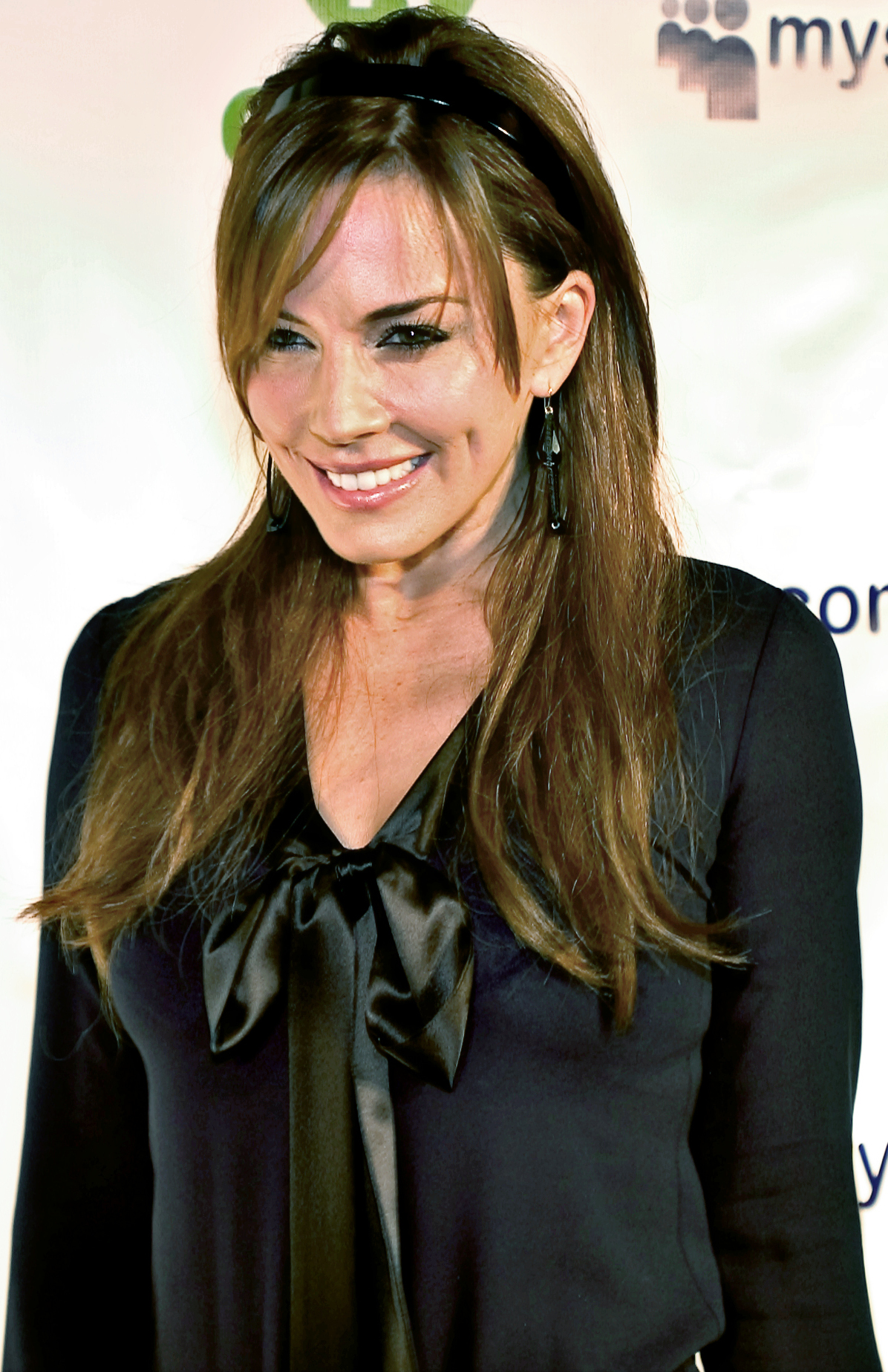
Krista Allen (* 1971)

- Allen, Kyle (* 1994), US-amerikanischer Schauspieler
- Allen, Kyle (* 1996), US-amerikanischer American-Football-Spieler

##### Allen, L
- Allen, Larry (1971–2024), US-amerikanischer American-Football-Spieler
- Allen, Laura (* 1974), US-amerikanische Schauspielerin
- Allen, Laura (* 1986), britische Haar- und Make-up-Künstlerin
- Allen, Lee (1926–1994), US-amerikanischer R&B-Saxophonist
- Allen, Leighton (* 1973), englischer Fußballspieler
- Allen, Leland C. (1926–2012), US-amerikanischer Chemiker
- Allen, Lemuel (1839–1918), US-amerikanischer Politiker
- Allen, Leo E. (1898–1973), US-amerikanischer Politiker
- Allen, Les (* 1937), englischer Fußballspieler und -trainer
- Allen, Leslie (* 1957), US-amerikanische Tennisspielerin
- Allen, Lettie Annie (1901–1980), neuseeländische Politikerin und Aktivistin
- Allen, Lew Jr. (1925–2010), US-amerikanischer General der United States Air Force
- Allen, Lewis (1905–2000), britischer Filmregisseur
- Allen, Lewis M. (1922–2003), US-amerikanischer Film- und Theaterproduzent
- Allen, Liliana (* 1970), mexikanische Sprinterin kubanischer Herkunft
- Allen, Lily (* 1985), britische Sängerin, Songwriterin und SchauspielerinLily Allen (* 1985)

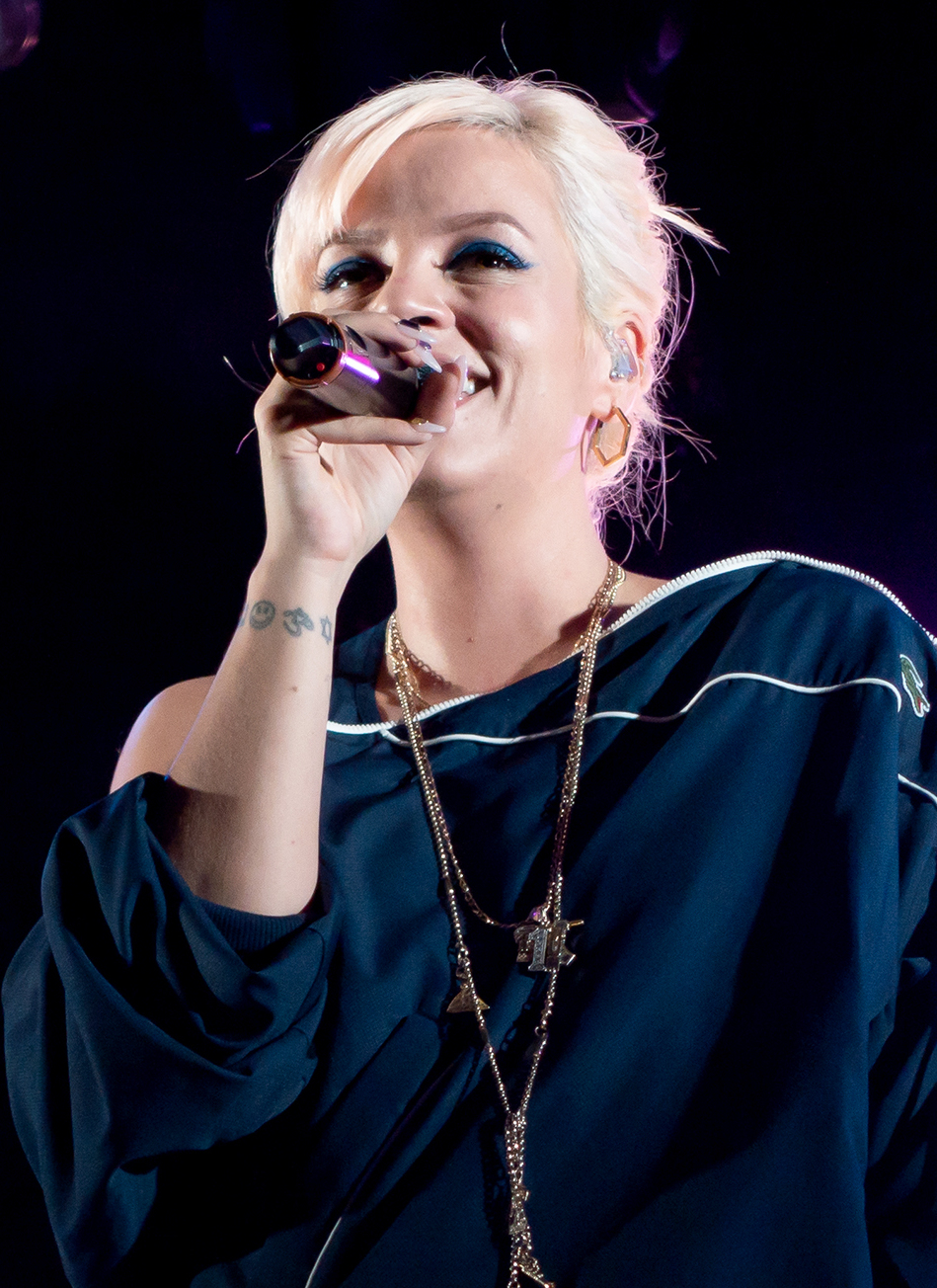
Lily Allen (* 1985)

- Allen, Linda (* 1954), US-amerikanische Wirtschaftswissenschaftlerin
- Allen, Linda J. S., US-amerikanische Biomathematikerin
- Allen, Lisa-Marie (* 1960), US-amerikanische Eiskunstläuferin
- Allen, Lorcan (* 1940), irischer Politiker (Fianna Fáil)
- Allen, Louise (* 1962), US-amerikanische Tennisspielerin

##### Allen, M
- Allen, M. Catherine (1851–1922), Älteste und Mitglied des Zentralen Ministeriums der US-amerikanischen Religionsgemeinschaft Shaker
- Allen, Malik (* 1978), US-amerikanischer Basketballspieler
- Allen, Marcus (* 1960), US-amerikanischer Footballspieler
- Allen, Marit (1941–2007), britische Kostümbildnerin
- Allen, Marjory (1897–1976), britische Landschaftsarchitektin und Kinderrechtsaktivistin
- Allen, Mark (* 1958), US-amerikanischer Triathlet
- Allen, Mark (* 1963), englischer Fußballspieler
- Allen, Mark (* 1986), nordirischer SnookerspielerMark Allen (* 1986)

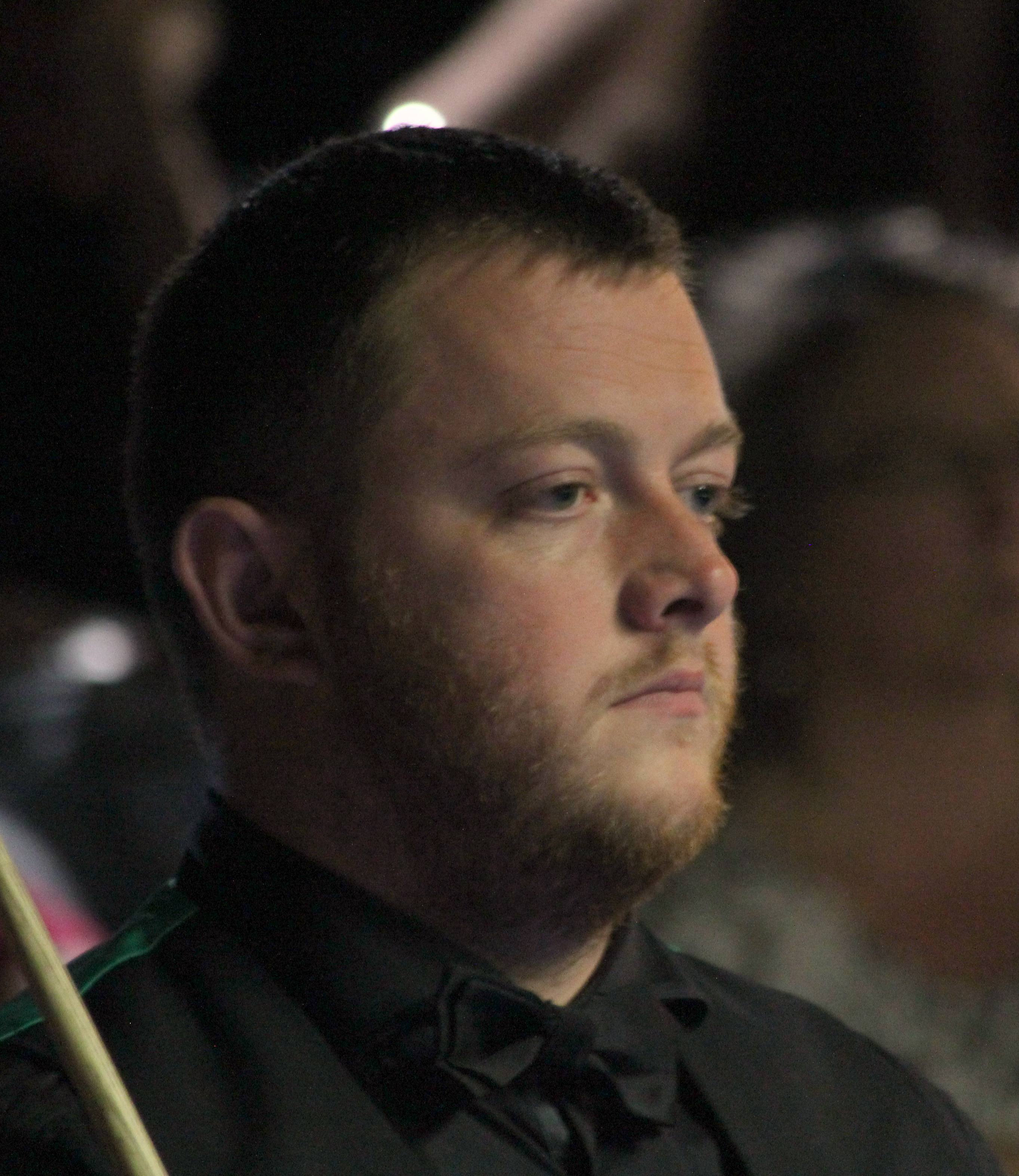
Mark Allen (* 1986)

- Allen, Marko (* 1967), finnischer Eishockeyspieler und -trainer
- Allen, Marshall (* 1924), US-amerikanischer Altsaxophonist des Avantgarde- und Free Jazz
- Allen, Martin (* 1956), britischer Numismatiker
- Allen, Martin (* 1958), britischer Autor und Geschichtsrevisionist
- Allen, Martin F. (1842–1927), US-amerikanischer Politiker, Bankier, Landwirt und Geschäftsmann
- Allen, Mary Sophia (1878–1964), britische Suffragette, Polizistin und Faschistin
- Allen, Maryon Pittman (1925–2018), US-amerikanische Journalistin und Politikerin
- Allen, Maud Perceval (1880–1955), englische Konzert-, Oratorien- und Opernsängerin (Sopran)
- Allen, Melba Till (1933–1989), US-amerikanische Politikerin (Demokratische Partei)
- Allen, Mervyn (1909–1976), walisischer Fußballspieler
- Allen, Michael (* 1964), US-amerikanischer Journalist
- Allen, Miguel (* 2003), spanischer Basketballspieler
- Allen, Mike (* 1935), US-amerikanischer Radrennfahrer
- Allen, Mike (* 1949), englischer Fußballspieler
- Allen, Milton Pentonville (1888–1981), Gouverneur von St. Christopher, Nevis und Anguilla
- Allen, Myles R. (* 1965), britischer Klimaforscher und Hochschullehrer

##### Allen, N
- Allen, Nancy (* 1950), US-amerikanische Schauspielerin
- Allen, Nancy (* 1954), US-amerikanische Harfenistin
- Allen, Nathaniel (1780–1832), US-amerikanischer Politiker
- Allen, Nathon (* 1995), jamaikanischer Sprinter
- Allen, Nellie Beatrice (1874–1961), US-amerikanische Landschaftsarchitektin
- Allen, Nicholas (* 1947), britisch-österreichischer Theaterpädagoge, Schauspieler und Regisseur

##### Allen, O
- Allen, Ollie (* 1986), englischer Fußballspieler
- Allen, Oscar K. (1882–1936), US-amerikanischer Politiker

##### Allen, P
- Allen, Patrick (1927–2006), britischer Schauspieler und Sprecher
- Allen, Patrick (* 1951), jamaikanischer adventistischer Pastor und Generalgouverneur des Landes
- Allen, Paul (1953–2018), US-amerikanischer UnternehmerPaul Allen (1953–2018)

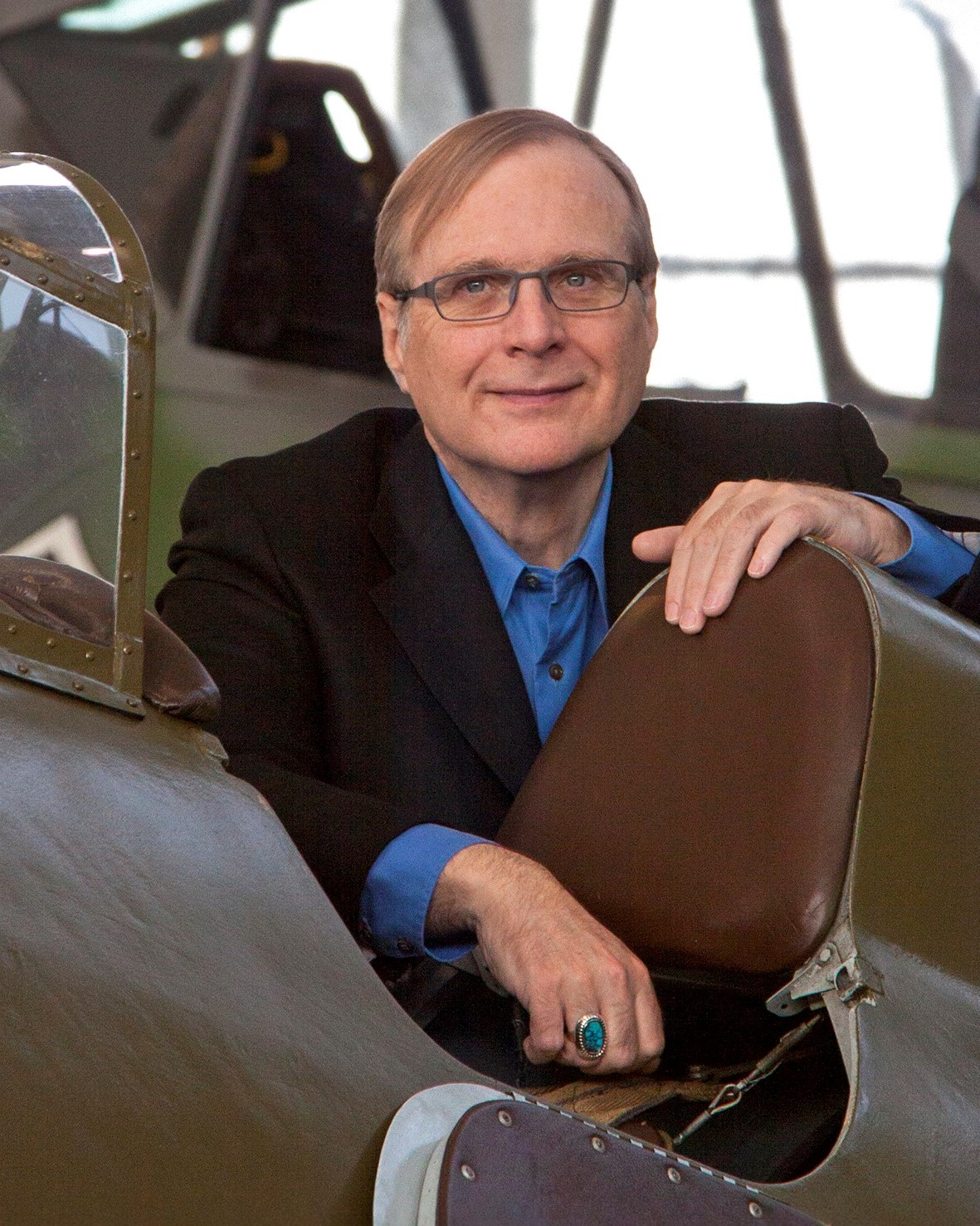
Paul Allen (1953–2018)

- Allen, Paul (* 1962), englischer Fußballspieler
- Allen, Paula Gunn (1939–2008), US-amerikanische Schriftstellerin
- Allen, Percy Benjamin (1913–1992), neuseeländischer Politiker
- Allen, Percy Stafford (1869–1933), britischer klassischer Philologe
- Allen, Perrin Manzer, US-amerikanischer Sänger, Musiker und Komponist
- Allen, Peter (1934–1993), englischer Fußballspieler
- Allen, Peter (1944–1992), australischer Komponist und Entertainer
- Allen, Peter (* 1952), kanadischer Komponist
- Allen, Philip (1785–1865), US-amerikanischer Politiker
- Allen, Philip (1902–1992), englischer Fußballspieler
- Allen, Philip, Baron Allen of Abbeydale (1912–2007), britischer Staatsbediensteter und Peer
- Allen, Phog (1885–1974), US-amerikanischer Basketballtrainer
- Allen, Polly (* 2001), britische Schauspielerin

##### Allen, Q
- Allen, Queenie (1911–2007), englische Badmintonspielerin

##### Allen, R
- Allen, Rae (1926–2022), US-amerikanische Schauspielerin
- Allen, Ralph (1693–1764), britischer Unternehmer
- Allen, Ray (* 1975), US-amerikanischer BasketballspielerRay Allen (* 1975)

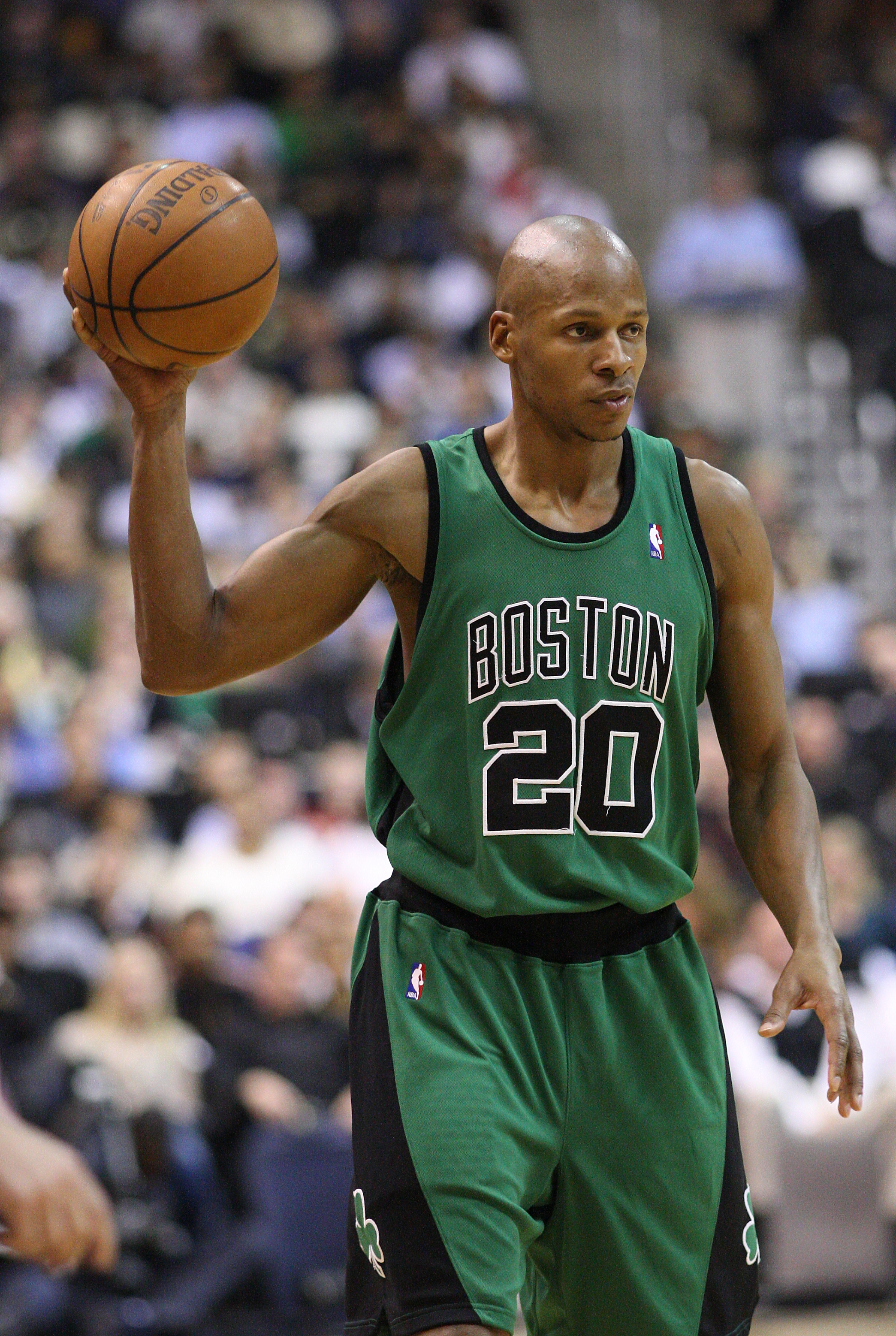
Ray Allen (* 1975)

- Allen, Reg (1917–1989), britischer Szenenbildner und Requisiteur
- Allen, Reg (1919–1976), englischer Fußballtorhüter
- Allen, Reginald Edgar (1931–2007), US-amerikanischer Gräzist und Philosophiehistoriker
- Allen, Rex (1920–1999), US-amerikanischer Country-Sänger und Schauspieler
- Allen, Ricardo (* 1991), US-amerikanischer American-Football-Spieler
- Allen, Richard (1760–1831), amerikanischer methodistischer Prediger, Kirchengründer und Bischof
- Allen, Richard (1932–2002), US-amerikanischer Session-Drummer für Motown
- Allen, Richard (* 1964), britischer Wildtierillustrator
- Allen, Richard B. (1927–2007), US-amerikanischer Jazzforscher
- Allen, Richard Hinckley (1838–1908), amerikanischer Naturforscher und Astronom
- Allen, Richard James (1902–1969), indischer Hockeyspieler
- Allen, Richard V. (1936–2024), US-amerikanischer Sicherheitsexperte und Nationaler Sicherheitsberater
- Allen, Richie (1936–2022), US-amerikanischer Surf-Sound-Musiker
- Allen, Rick (* 1963), englischer Schlagzeuger der Rockgruppe Def LeppardRick Allen (* 1963)

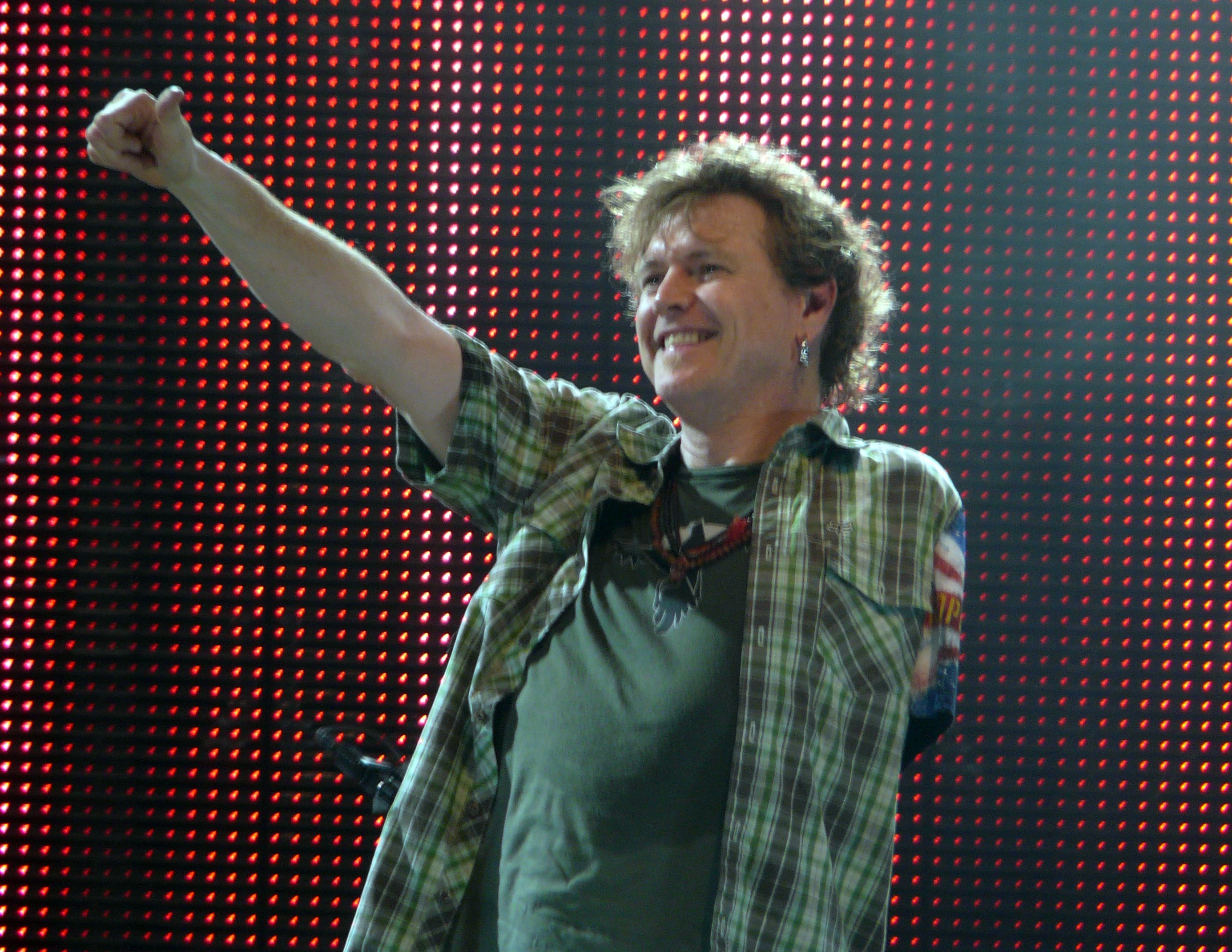
Rick Allen (* 1963)

- Allen, Rick W. (* 1951), US-amerikanischer Politiker
- Allen, Robert (1778–1844), US-amerikanischer Politiker
- Allen, Robert (1794–1859), US-amerikanischer Politiker
- Allen, Robert (1886–1981), englischer Fußballspieler
- Allen, Robert (1916–2001), englischer Fußballspieler
- Allen, Robert C. (* 1947), kanadisch-US-amerikanisch-britischer Wirtschafts-, Technik und Umwelthistoriker und Hochschullehrer
- Allen, Robert Edward Lee (1865–1951), US-amerikanischer Politiker
- Allen, Robert G. (1902–1963), US-amerikanischer Politiker
- Allen, Robert Porter (1905–1963), US-amerikanischer Ornithologe und Naturschützer
- Allen, Rock (* 1981), US-amerikanischer Boxer
- Allen, Rod (1944–2008), britischer Sänger und Bassist der Band The Fortunes
- Allen, Roderick R. (1894–1970), US-amerikanischer Offizier, Generalmajor der US-Army
- Allen, Roger (1909–1972), britischer Botschafter
- Allen, Roger (* 1952), kanadischer Skilangläufer
- Allen, Roger MacBride (* 1957), US-amerikanischer Science-Fiction-Schriftsteller
- Allen, Roland (1868–1947), britischer anglikanischer Pfarrer, Missionar und Autor
- Allen, Ron (1935–2006), englischer Fußballspieler
- Allen, Ronald (1930–1991), britischer Schauspieler
- Allen, Ronnie (1929–2001), englischer Fußballspieler und -trainer
- Allen, Rory (* 1977), englischer Fußballspieler
- Allen, Roseanne (1954–2009), kanadische Skilangläuferin
- Allen, Russell (* 1971), US-amerikanischer Progressive-Metal-SängerRussell Allen (* 1971)

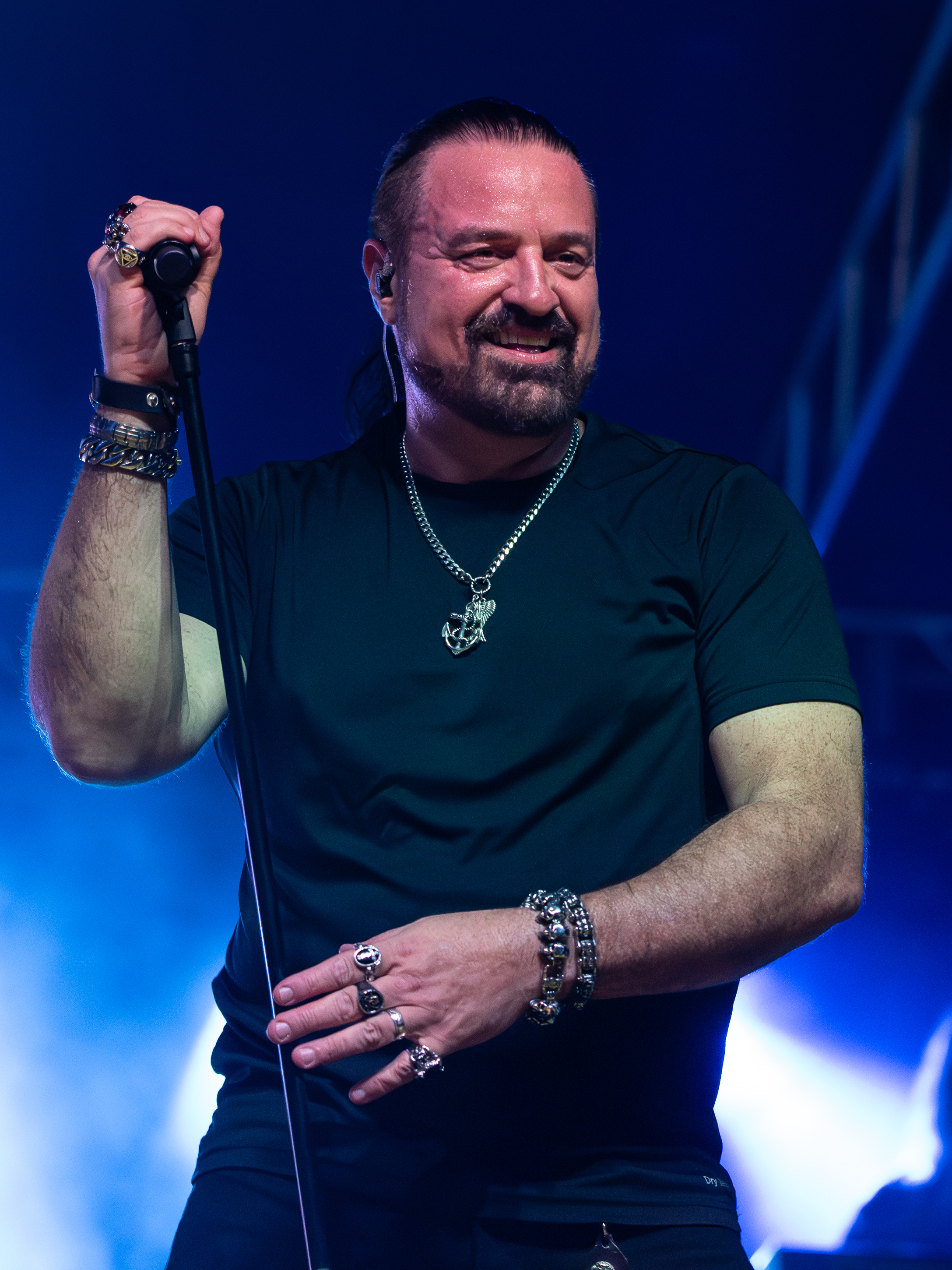
Russell Allen (* 1971)

##### Allen, S
- Allen, Sam (1909–1963), US-amerikanischer Jazzpianist der Swingarä
- Allen, Samuel Clesson (1772–1842), US-amerikanischer Politiker
- Allen, Sandy (1955–2008), US-amerikanische Größenrekordhalterin
- Allen, Sarah (* 1980), kanadische Schauspielerin
- Allen, Scott (* 1949), US-amerikanischer Eiskunstläufer
- Allen, Sheila (1930–2009), britische Soziologin
- Allen, Sheila (1932–2011), britische Schauspielerin
- Allen, Sian Barbara (1946–2025), US-amerikanische Film- und Fernsehschauspielerin und Autorin
- Allen, Siemon, südafrikanischer Installations-Künstler
- Allen, Stephen (1767–1852), US-amerikanischer Politiker
- Allen, Steve (1921–2000), US-amerikanischer Komiker, Schauspieler und MusikerSteve Allen (1921–2000)

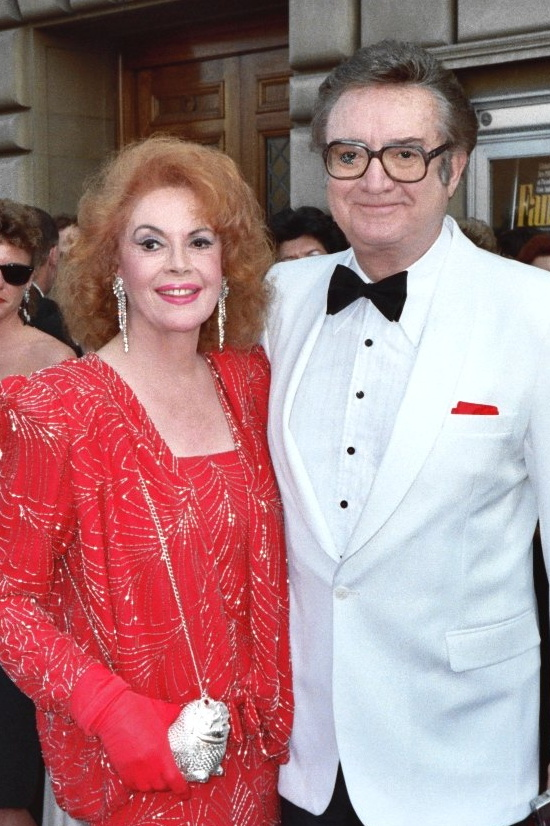
Steve Allen (1921–2000)

- Allen, Steve (* 1957), britischer Popsänger
- Allén, Sture (1928–2022), schwedischer Sprachforscher
- Allen, Susan (* 1963), US-amerikanische Politikerin (nicht-binär)

##### Allen, T
- Allen, Tanya (* 1975), kanadische Schauspielerin
- Allen, Ted (* 1965), US-amerikanischer Autor
- Allen, Teddy G. (* 1936), US-amerikanischer Offizier, Generalleutnant der US-Army
- Allen, Teigen (* 1994), australische Fußballspielerin
- Allen, Terry (1924–1987), britischer Boxer
- Allen, Terry (* 1943), US-amerikanischer Country-Musiker und Songwriter
- Allen, Terry de la Mesa (1888–1969), US-amerikanischer Generalmajor
- Allen, Tessa (* 1996), US-amerikanische Schauspielerin
- Allen, Thad W. (* 1949), US-amerikanischer Militär, Kommandant der United States Coast Guard
- Allen, Thomas (1542–1632), britischer Mathematiker, Gelehrter und Astrologe
- Allen, Thomas (1813–1882), US-amerikanischer Politiker
- Allen, Thomas (1849–1924), US-amerikanischer Landschafts- und Genremaler der Düsseldorfer Schule
- Allen, Thomas (* 1944), englischer Opernsänger (Bariton)
- Allen, Thomas William (1862–1950), britischer Altphilologe (Gräzist)
- Allen, Tim (* 1953), US-amerikanischer SchauspielerTim Allen (* 1953)

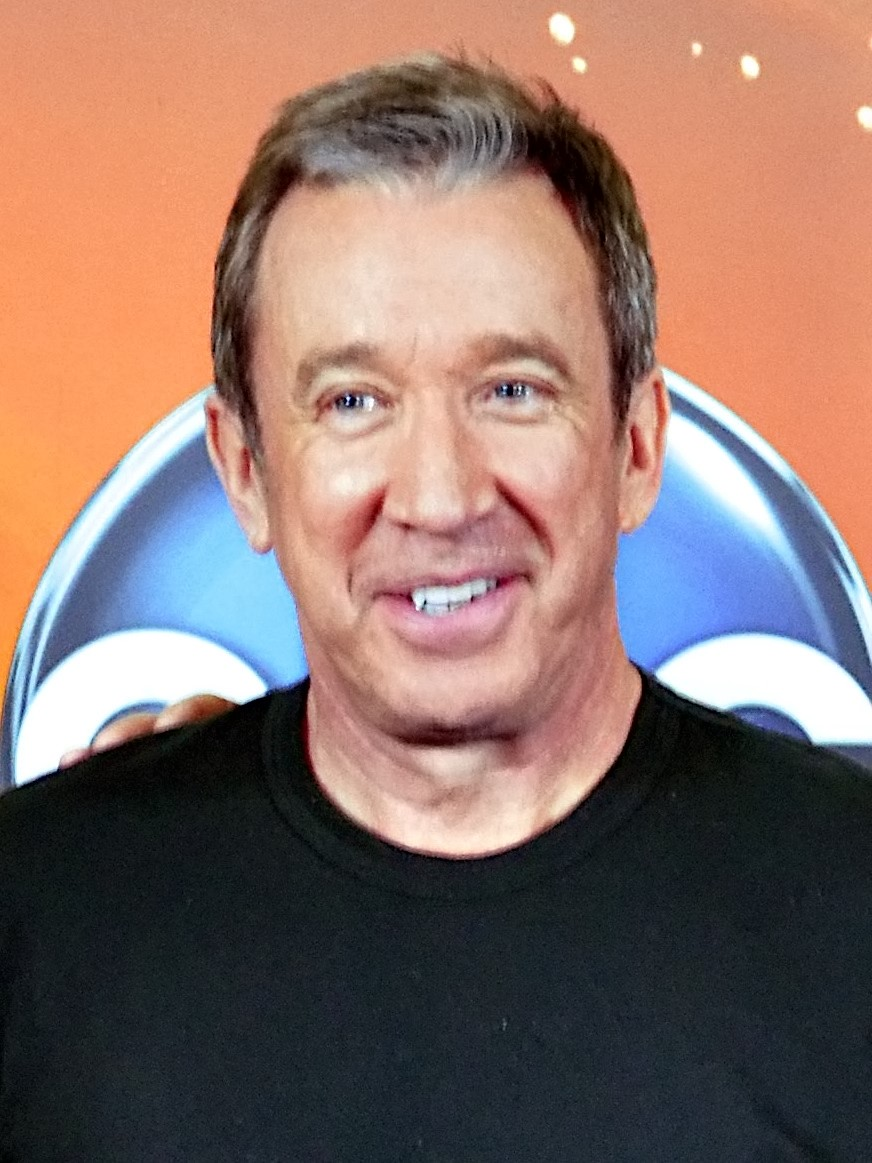
Tim Allen (* 1953)

- Allen, Tom (1840–1904), englischer Boxer in der Bare-knuckle-Ära
- Allen, Tom (* 1945), US-amerikanischer Politiker
- Allen, Tom (* 1965), US-amerikanischer Opernsänger (Tenor)
- Allen, Tommy (1897–1968), englischer Fußballspieler
- Allen, Tony (1932–2018), amerikanischer Doo-Wop-Sänger
- Allen, Tony (1939–2022), englischer Fußballspieler
- Allen, Tony (1940–2020), nigerianischer Schlagzeuger und Pionier des Afrobeat
- Allen, Tony (* 1982), US-amerikanischer Basketballspieler
- Allen, Tyrone (* 1995), US-amerikanischer Jazzmusiker (Bass)

##### Allen, V
- Allen, Victoria (* 2001), britische Tennisspielerin
- Allen, Viola (1867–1948), Theater- und Stummfilmschauspielerin

##### Allen, W
- Allen, Walter (1889–1948), englischer Fußballspieler
- Allen, Wendy (* 1944), US-amerikanische Skirennläuferin
- Allen, Willard Myron (1904–1993), US-amerikanischer Gynäkologe
- Allen, William (1532–1594), englischer Kardinal und Politiker
- Allen, William (1770–1843), britischer Wissenschaftler, Unternehmer, Sozialreformer, Abolitionist und Philanthrop
- Allen, William (1803–1879), US-amerikanischer Politiker
- Allen, William (1827–1881), US-amerikanischer Politiker
- Allen, William (* 1947), US-amerikanischer Segler
- Allen, William E., US-amerikanischer Regierungsbeamter
- Allen, William F. (1883–1946), US-amerikanischer Politiker
- Allen, William Fitch (1808–1878), US-amerikanischer Jurist und Politiker (Demokratische Partei)
- Allen, William J. (1829–1901), US-amerikanischer Jurist und Politiker
- Allen, William McPherson (1900–1985), US-amerikanischer Manager (Boeing)
- Allen, William R. (1871–1953), US-amerikanischer Politiker
- Allen, William S. (1857–1926), US-amerikanischer Politiker (Republikanische Partei)
- Allen, William Sheridan (1932–2013), US-amerikanischer Historiker
- Allen, William V. (1847–1924), US-amerikanischer Politiker
- Allen, William Wirt (1835–1894), Brigadegeneral des konföderierten Heeres im Sezessionskrieg
- Allen, Willis (1806–1859), US-amerikanischer Politiker
- Allen, Woody (* 1935), US-amerikanischer Filmregisseur, Autor, Schauspieler und KomikerWoody Allen (* 1935)

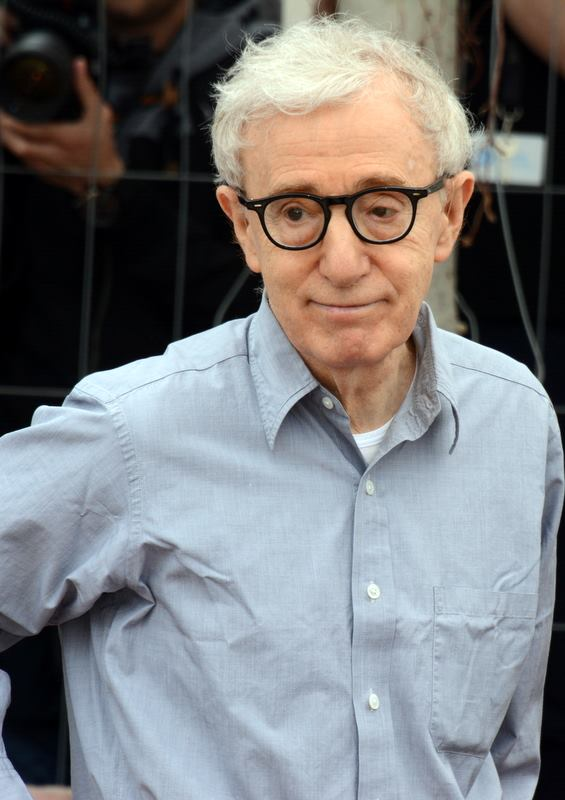
Woody Allen (* 1935)

- Allen, Wyatt (* 1979), US-amerikanischer Ruderer

##### Allen, Y
- Allen, Yasemin (* 1989), englisch-türkische Schauspielerin
- Allen, Young John (1836–1907), US-amerikanischer Missionar

##### Allen-

###### Allen-G
- Allen-Gale, Luke (* 1984), britischer Filmschauspieler, Bühnenschauspieler und Fernsehschauspieler

###### Allen-M
- Allen-Miller, Raine, britische Filmregisseurin

##### Allenb
- Allenbach, Frieda (1907–2002), Schweizer Grafik-Designerin und Zeichnerin
- Allenbach, René (1889–1958), französischer Maler, Illustrator, Kupferstecher und Radierer
- Allenbach, Theo (1925–2004), Schweizer Skisportler
- Allenberg, Jens-Rainer (* 1942), deutscher Chirurg und Künstler
- Allenberger, Josef (1924–2004), österreichischer Scharfschütze
- Allenby, Dudley, 2. Viscount Allenby (1903–1984), britischer Adliger, Politiker und Militär
- Allenby, Edmund, 1. Viscount Allenby (1861–1936), britischer Feldmarschall
- Allenby, Greg (* 1956), US-amerikanischer Wirtschaftswissenschaftler
- Allenby, Kate (* 1974), britische Pentathletin und Fechterin
- Allenby, Michael, 3. Viscount Allenby (1931–2014), britischer Adliger, Politiker und Offizier
- Allenby, Robert (* 1971), australischer Golfer

##### Allend
- Allende Padín, Ramón (1845–1884), Mediziner, Politiker der radikalen Partei Chiles und Freimaurer
- Allende Sarón, Pedro Humberto (1885–1959), chilenischer Komponist
- Allende, Alfredo, chilenischer Schauspieler
- Allende, Damian de (* 1991), südafrikanischer Rugby-Union-Spieler
- Allende, Fernando (* 1952), mexikanischer Schauspieler, Filmproduzent, Sänger und Maler
- Allende, Ignacio (1769–1811), mexikanischer Unabhängigkeitskämpfer
- Allende, Isabel (* 1942), chilenische SchriftstellerinIsabel Allende (* 1942)

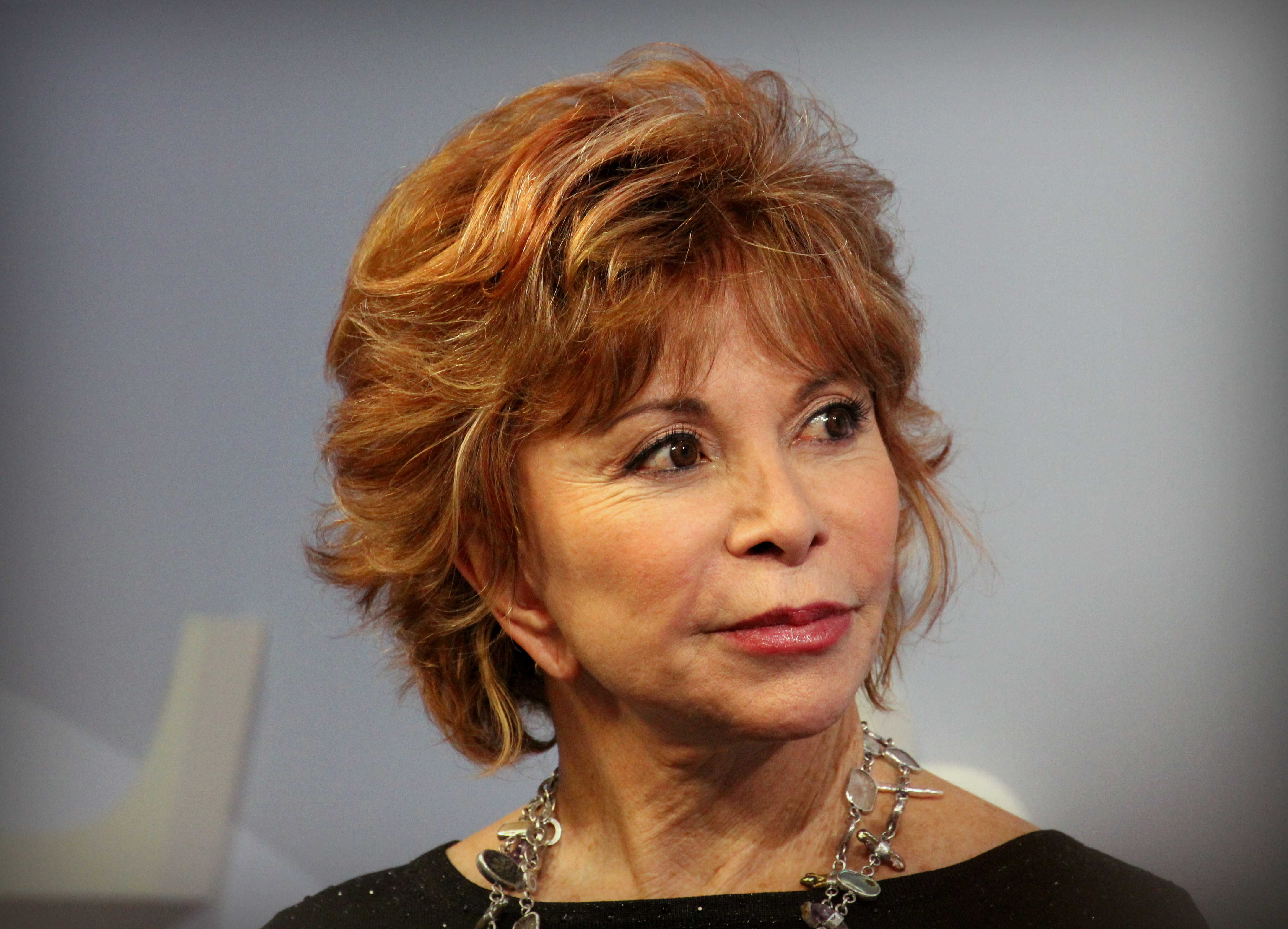
Isabel Allende (* 1942)

- Allende, Isabel (* 1945), chilenische Politikerin, Tochter Salvador Allendes
- Allende, Marcelo (* 1999), chilenischer Fußballspieler
- Allende, Salvador (1908–1973), chilenischer Arzt und PräsidentSalvador Allende (1908–1973)

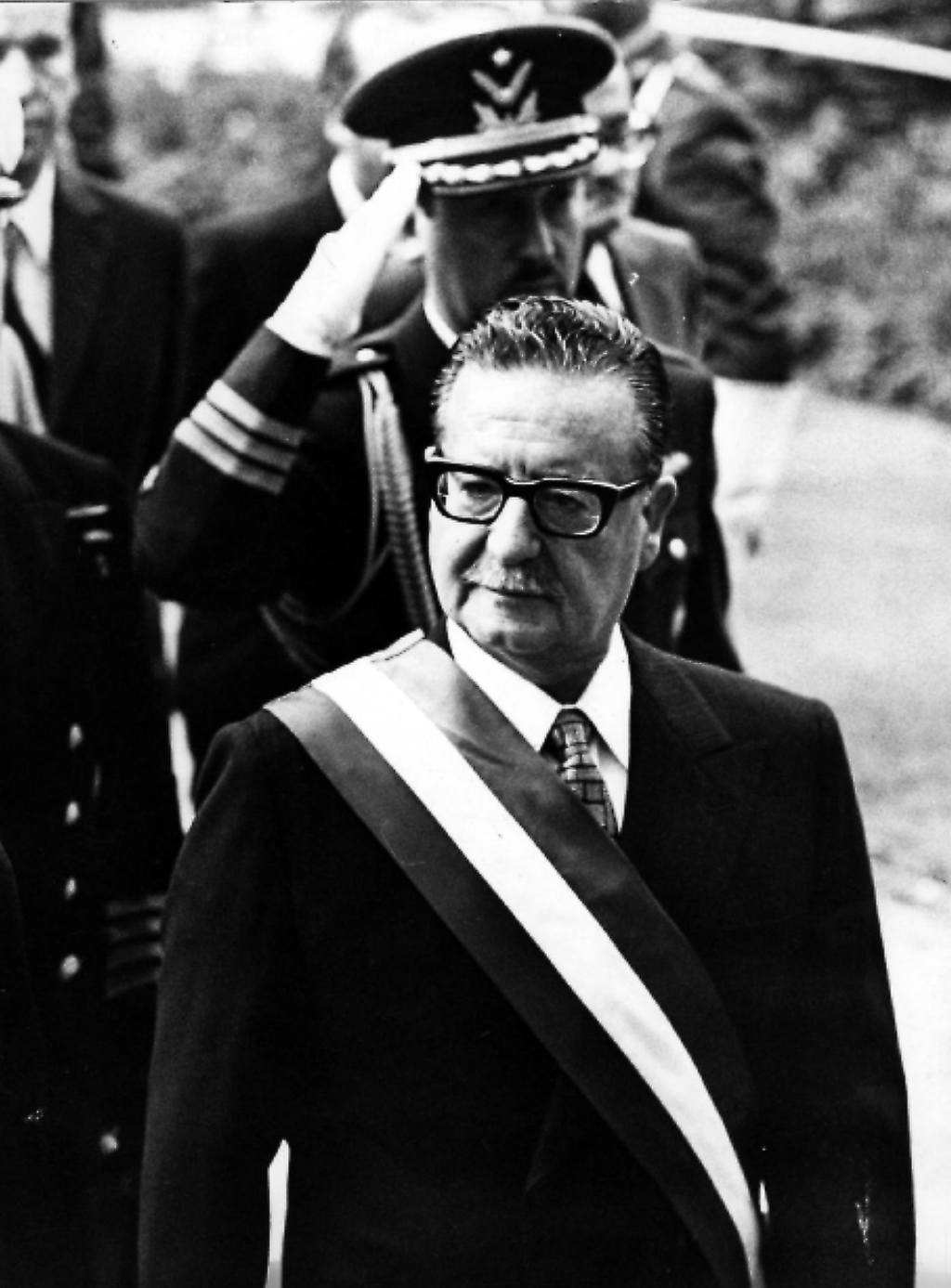
Salvador Allende (1908–1973)

- Allende-Blin, Juan (* 1928), chilenischer Komponist
- Allende-Salazar, Juan (1882–1938), spanischer Kunsthistoriker
- Allender, Dan (* 1952), US-amerikanischer Psychologe, Therapeut, Buchautor und Referent
- Allender, Nina E. (1873–1957), US-amerikanische Künstlerin, Cartoonistin und Feministin
- Allendesalazar Muñoz de Salazar, Manuel (1856–1923), Ministerpräsident von Spanien
- Allendoerfer, Carl B. (1911–1974), US-amerikanischer Mathematiker
- Allendorf, Adam (1845–1924), deutscher Malermeister und Stuckateur
- Allendorf, Johann Ludwig Konrad (1693–1773), deutscher Pädagoge, lutherischer Pfarrer und Kirchenliederdichter
- Allendorf, Marie-Luise (1927–2010), deutsche Journalistin, Chefredakteurin der Zeitschrift „Für Dich“
- Allendorf, Michael (* 1986), deutscher Handballspieler
- Allendörfer, Johann Adam (1778–1848), Landtagsabgeordneter Herzogtum Nassau

##### Alleno
- Alléno, Yannick (* 1968), französischer Koch

##### Allens
- Allenspach, Adrian (* 1969), Schweizer Fussballspieler und -trainer
- Allenspach, Heinz (1928–2022), Schweizer Politiker (FDP)
- Allenspach, Max (1898–1983), Schweizer Lehrer, Schriftsteller, Kulturkritiker und Lyriker
- Allenstein, Olga (* 1952), deutsche Malerin und Objektkünstlerin
- Allenstein, Ursel (* 1978), deutsche literarische Übersetzerin
- Allenstein, Walter (1906–1992), deutscher Offizier, zuletzt Generalleutnant

#### Aller
- Aller, Arvo (* 1973), estnischer Politiker, Minister
- Aller, Heinrich (* 1947), deutscher Politiker (SPD), MdL
- Aller, Lawrence (1913–2003), US-amerikanischer Astronom
- Aller, Robert, US-amerikanischer Filmproduzent und Drehbuchautor
- Allerbeck, Klaus (* 1944), deutscher Soziologe
- Allerhand, Jacob (1930–2006), deutsch-österreichischer Hochschullehrer für Judaistik, Hebraistik und Jiddisch
- Allerhand, Maurycy (1868–1942), polnischer Hochschullehrer für Rechtswissenschaften, Opfer des Holocaust
- Allerheiligen, Johann Diedrich (1875–1937), deutscher Politiker (DDP), MdBB und Bremer Senator
- Allerkamp, Franz, deutscher Architekt
- Allers, Arthur (1875–1961), norwegischer Segler
- Allers, Christian Wilhelm (1857–1915), deutscher Zeichner, Maler und IllustratorChristian Wilhelm Allers (1857–1915)

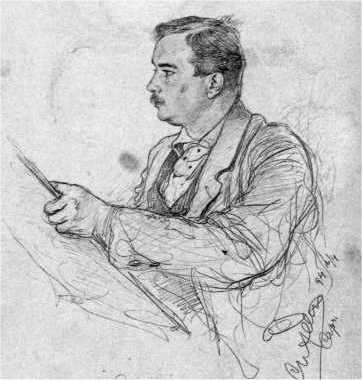
Christian Wilhelm Allers (1857–1915)

- Allers, David (* 1976), deutscher Schauspieler
- Allers, Dietrich (1910–1975), deutscher Jurist, in das „Euthanasie“-Programm involviert
- Allers, Franz (1905–1995), US-amerikanischer Dirigent
- Allers, Hans-Günther (1935–2024), deutscher freischaffender Komponist
- Allers, Jens (* 1974), deutscher American-Football-Spieler
- Allers, Roger (* 1949), US-amerikanischer Filmregisseur, Drehbuchautor und Animator
- Allers, Rudolf (1883–1963), österreichisch-amerikanischer Psychiater und Philosoph
- Allers, Theodor, deutscher Bildhauer
- Allers-Liburd, Zahria (* 2002), Sprinterin aus St. Kitts und Nevis
- Allerson, Alexander (* 1930), deutscher Schauspieler
- Allerstedt, Heinrich von, deutscher Domherr
- Allerstorfer, Daniel (* 1992), österreichischer Judoka
- Allert, Ejler (1881–1953), dänischer Ruderer
- Allert, Franz (* 1955), deutscher Tanzsportfunktionär, Beamter
- Allert, Heidrun (* 1969), deutsche Erziehungswissenschaftlerin
- Allert, Maximilian (1834–1888), preußischer Verwaltungsbeamter und auftragsweise Landrat des Siegkreises
- Allert, Tilman (* 1947), deutscher Soziologe, Autor und Hochschullehrer
- Allert-Wybranietz, Kristiane (1955–2017), deutsche Schriftstellerin
- Allerton, Isaac (* 1586), englischer Auswanderer und Pilgervater
- Allertz, Robert (* 1951), deutscher Publizist, ehemaliger Spezialglasfacharbeiter, Diplomjournalist, Oberleutnant zur See
- Allery Monterosato, Tommaso di Maria (1841–1927), italienischer Malakologe

#### Alles
- Alles, Friedrich (1905–1968), deutscher Politiker (CDU), MdL
- Alles, Gustavo (* 1989), uruguayischer Fußballspieler
- Alles, Julio (* 1900), argentinischer Ruderer
- Alles, Randolph (* 1954), US-amerikanischer Regierungsbeamter, Direktor des United States Secret Service
- Alles, Rolf (* 1933), deutscher Rudersportler
- Alles, Sarah (* 1986), deutsche Schauspielerin und Synchronsprecherin
- Allesch, Christian (1951–2022), österreichischer Psychologe und Politiker (FPÖ, LIF, NEOS)
- Allesch, Ea von (1875–1953), österreichische Journalistin und MuseEa von Allesch (1875–1953)

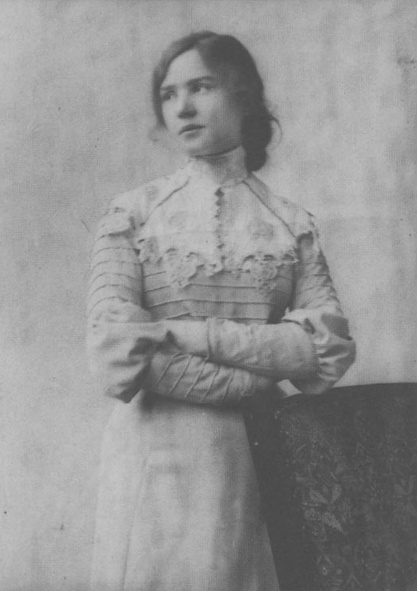
Ea von Allesch (1875–1953)

- Allesch, Elly (1853–1944), deutsche Schriftstellerin
- Allesch, Gustav Johannes von (1882–1967), deutscher Psychologe
- Allesch, Marianna von (1886–1972), deutsch-amerikanische Kunstgewerblerin, Glaskünstlerin und vielseitige Designerin
- Allesch-Alescha, Theodor (1898–1991), österreichischer Maler und Graphiker
- Allescher, Andreas (1828–1903), deutscher Mykologe
- Allespach, Martin (* 1962), deutscher Hochschullehrer und Gewerkschafter
- Allessa (* 1979), österreichische Schlagersängerin
- Allestein, Emma (1810–1873), deutsche Kochbuchautorin

#### Allet
- Allet, Alexis (1820–1888), Schweizer Politiker und Richter
- Allet, Bartholomäus, Schweizer Vogt, Bannerherr und Offizier in fremden Diensten
- Allet, Jakob († 1678), Schweizer Politiker und Offizier
- Allet, Peter († 1569), Schweizer Vogt, Bannerherr und Landeshauptmann
- Allet-Coche, Sophie (* 1962), französische Filmregisseurin
- Alletag-Held, Elisabeth (1904–1993), deutsche Ärztin

#### Allev
- Alleva, Vania (* 1969), Präsidentin der Schweizer Gewerkschaft UniaVania Alleva (* 1969)

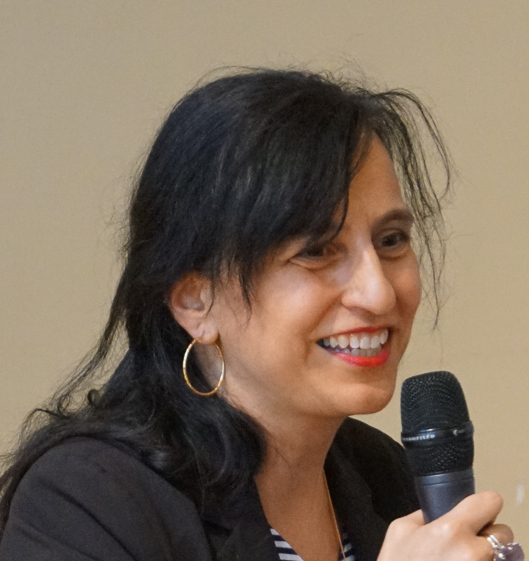
Vania Alleva (* 1969)

- Allevi, Giuseppe († 1670), italienischer Komponist der Frühbarock
- Allevinah, Jim (* 1995), gabunisch-französischer Fußballspieler

#### Allew
- Alleway, Rebecca, Szenenbildnerin und Artdirectorin
- Alleweldt, Gerhardt (1927–2005), deutscher Weinbauexperte und Rebenzüchter
- Alleweldt, Ralf (* 1960), deutscher Rechtswissenschaftler
- Allewelt, Zacharias (1682–1744), dänisch-norwegischer Seefahrer

#### Allex
- Allex, Anne (1958–2023), deutsche sozialpolitische Aktivistin

#### Alley
- Alley, Alphonse Amadou (1930–1987), beninischer Präsident
- Alley, John B. (1817–1896), US-amerikanischer Politiker
- Alley, Kirstie (1951–2022), US-amerikanische SchauspielerinKirstie Alley (1951–2022)

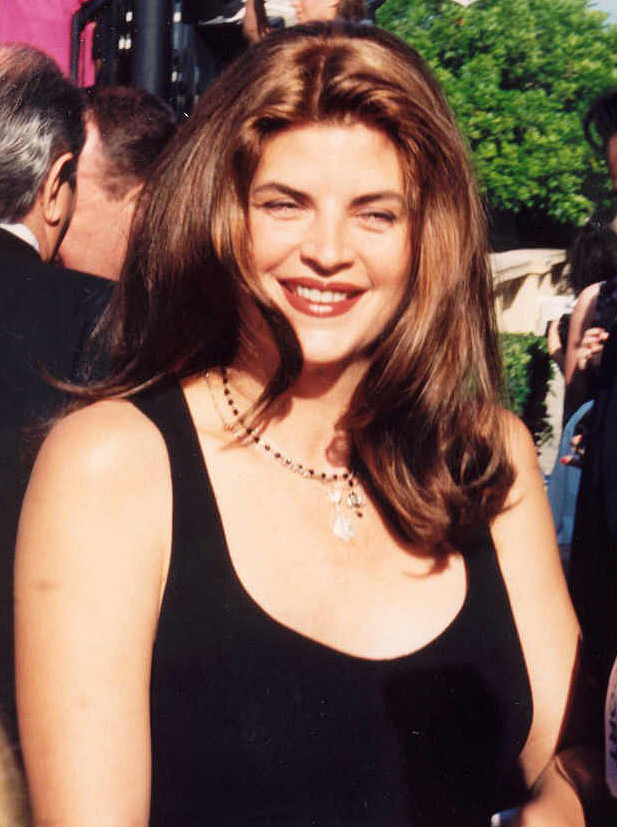
Kirstie Alley (1951–2022)

- Alley, Rewi (1897–1987), neuseeländisch-chinesischer Autor und Pädagoge
- Alley, Richard (* 1957), US-amerikanischer Geologe und Hochschullehrer
- Alley, Tom (1889–1953), US-amerikanischer Automobilrennfahrer
- Alley, Vernon (1915–2004), US-amerikanischer Jazz-Bassist und Hörfunkmoderator
- Alleyn, Edward (1566–1626), englischer Schauspieler
- Alleyne, Aaliyah (* 1994), Cricketspielerin der West Indies
- Alleyne, Andy (1951–2012), barbadischer Fußballspieler
- Alleyne, Archie (1933–2015), kanadischer Jazz-Musiker
- Alleyne, Brian (* 1943), dominicanischer Politiker und Jurist
- Alleyne, Francis Dean (* 1951), guyanischer Bischof von Georgetown
- Alleyne, Jade (* 2001), schottische Schauspielerin
- Alleyne, Robert (* 1968), englischer Fußballspieler
- Alleyne-Forte, Ade (* 1988), Sprinter aus Trinidad und Tobago
- Alleyne-Johnson, Ed (* 1959), britischer E-Violinist und Straßenmusiker

### Allf
- Allfarth, Felix (1901–1923), deutscher PutschistFelix Allfarth (1901–1923)

Felix Allfarth (1901–1923)

- Allfeld, Hans (* 1881), deutscher Diplomat
- Allfeld, Johann Philipp (1819–1890), deutscher Stenograf
- Allfeld, Philipp (1852–1940), deutscher Jurist, Hochschullehrer und Komponist
- Allfrey, Charles Walter (1895–1964), britischer Generalleutnant
- Allfrey, Katherine (1910–2001), deutsch-britische Kinder- und Jugendbuch-Autorin
- Allfrey, Phyllis Shand (1908–1986), dominicanische Politikerin und Schriftstellerin

### Allg
- Allgaier, Antje-Kathrin (* 1974), deutsche Psychologin
- Allgaier, Dietmar (* 1966), deutscher Kommunalpolitiker (CDU), Landrat des Landkreises Ludwigsburg
- Allgaier, Felix (* 2003), deutscher Fußballspieler
- Allgaier, Franz (* 1935), deutscher Radrennfahrer
- Allgaier, Johann Baptist (1763–1823), österreichischer Schachspieler
- Allgaier, Karl (1953–2022), deutscher Sprachwissenschaftler und Mundartforscher
- Allgaier, Pia (* 1992), deutsche Sängerin
- Allgårdh, Christer (* 1967), schwedischer Tennisspieler
- Allgäuer, Christoph, österreichischer Orgelbauer in Würflach
- Allgäuer, Daniel (* 1964), österreichischer Politiker (FPÖ), Landtagsabgeordneter
- Allgäuer, Helmut (1939–2012), österreichischer Orgelbauer
- Allgäuer, Jörg (* 1966), deutsch-amerikanischer Manager
- Allgäuer, Lukas (* 1994), österreichischer Fußballspieler
- Allgäuer, Robert (1937–2024), Liechtensteiner Autor und Verleger
- Allgäuer, Stefan (1871–1934), österreichischer Politiker (CSP), Landtagsabgeordneter zum Vorarlberger Landtag
- Allgayer, Angelika (* 1978), deutsche Juristin, Richterin am Bundesgerichtshof
- Allgayer, Heike (* 1969), deutsche Medizinerin und Hochschullehrerin
- Allgayer, Klaus (1978–2024), deutscher und Schweizer Skispringer
- Allgayer, Lilo (1915–2009), deutsche Fechterin, mehrmalige deutsche Meisterin und Olympiateilnehmerin
- Allgayer, Lorenz (1835–1901), österreichischer Maler, Bildhauer und Gymnasiallehrer
- Allgayer, Peter (* 1972), deutscher Jurist und Richter am Bundesgerichtshof
- Allgayer, Urbano José (1924–2019), brasilianischer Geistlicher und römisch-katholischer Bischof von Passo Fundo
- Allgeier, Arthur (1882–1952), deutscher katholischer Alttestamentler
- Allgeier, Bastian (* 2002), deutscher Fußballspieler
- Allgeier, Hans-Jörg (* 1943), deutscher Kameramann
- Allgeier, Isabelle (* 1966), deutsche Filmeditorin
- Allgeier, Maximilian (* 1982), deutscher Schauspieler
- Allgeier, Monica (* 1979), US-amerikanische Schauspielerin
- Allgeier, Rudolf (1901–1988), deutscher Lehrer und NSDAP-Funktionär
- Allgeier, Sepp (1895–1968), deutscher Kameramann, Fotograf, Drehbuchautor, Filmschauspieler und FilmregisseurSepp Allgeier (1895–1968)

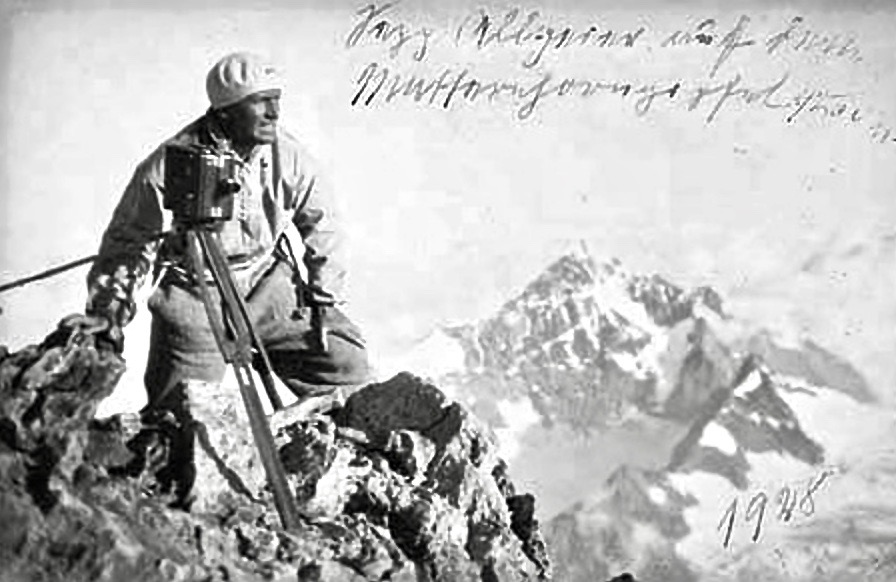
Sepp Allgeier (1895–1968)

- Allgeier, Tyler (* 2000), US-amerikanischer American-Football-Spieler
- Allgén, Claude Loyola (1920–1990), schwedischer Komponist und Bratschist
- Allgeuer, Anton (1915–1996), österreichischer Verwaltungsjurist, Bezirkshauptmann von Bregenz (1956 bis 1980)
- Allgeyer, Benedikt (1815–1849), deutscher Orgelbauer
- Allgeyer, Emil August (1856–1924), Spiritanerpater, Apostolischer Vikar von Sansibar, Titularbischof
- Allgeyer, Franz Konrad (* 1731), deutscher Orgelbauer
- Allgeyer, Johann Georg d. Ä., deutscher Orgelbauer
- Allgeyer, Johann Georg d. J. († 1806), deutscher Orgelbauer
- Allgeyer, Joseph († 1781), deutscher Orgelbauer
- Allgeyer, Joseph Narzissus (1734–1802), deutscher Orgelbauer
- Allgeyer, Joseph Nikolaus (1775–1843), deutscher Orgelbauer
- Allgeyer, Julius (1829–1900), deutscher Kupferstecher, Fotograf und Schriftsteller
- Allgoewer, Elisabeth (* 1964), deutsche Ökonomin
- Allgood, Bill, US-amerikanischer Basketballspieler
- Allgood, Miles C. (1878–1977), US-amerikanischer Rechtsanwalt und Politiker
- Allgood, Sara (1879–1950), US-amerikanische Schauspielerin irischer Herkunft
- Allgöwer, Frank (* 1962), deutscher Ingenieur und Wissenschaftler
- Allgöwer, Karl (* 1957), deutscher Fußballspieler
- Allgöwer, Martin (1917–2007), Schweizer Chirurg und Hochschullehrer in Basel
- Allgöwer, Ralf (* 1964), deutscher Fußballspieler
- Allgöwer, Walter (1912–1980), Schweizer Politiker
- Allgöwer, Werner (1879–1966), Schweizer Politiker (SP)
- Allgurin, Ellen (* 1994), schwedische Tennisspielerin

### Allh
- Allhelg, Gregor († 1676), schweizerischer Bildhauer und Architekt
- Allhoff, Dieter (* 1943), deutscher Sprechwissenschaftler
- Allhoff, Tim (* 1980), deutscher Jazz-Pianist und Komponist
- Allhusen, Carl Georg (1798–1866), deutscher Frühsozialist
- Allhusen, Derek (1914–2000), englischer moderner Fünfkämpfer und Vielseitigkeitsreiter, Pferdezüchter

### Alli
- Alli, Chris (1944–2023), nigerianischer Offizier
- Alli, Dele (* 1996), englischer FußballspielerDele Alli (* 1996)

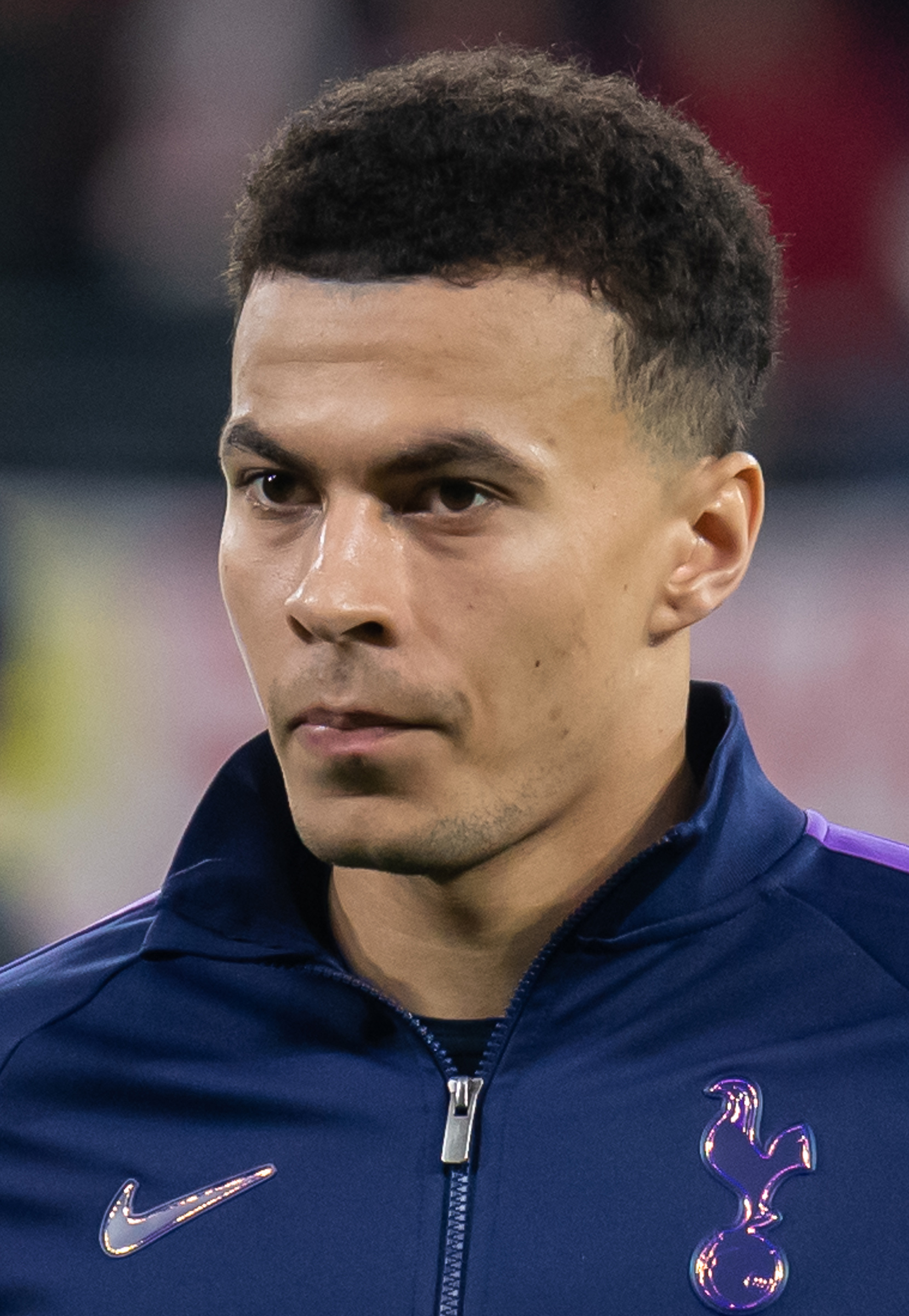
Dele Alli (* 1996)

- Alli, Victor, US-amerikanischer Schauspieler
- Alli, Waheed (* 1964), britischer Medienunternehmer und Politiker
- Alli, Wale Musa (* 2000), nigerianischer Fußballspieler
- Alli, Yusuf (* 1960), nigerianischer Weitspringer
- Alli-Pani, Beatrice (* 1932), Schweizer Sängerin, Chorleiterin und Komponistin
- Alliance, David, Baron Alliance (1932–2025), britischer Politiker (Liberal Democrats) und Unternehmer
- Alliata, Alessandro (* 1999), Schweizer Unihockeyspielerin
- Alliata, Francesco (1919–2015), italienischer Filmproduzent und Dokumentarfilmregisseur
- Alliata, Giovanni († 1816), italienischer Priester
- Allice, Éva (* 2002), marokkanische Fußballspielerin
- Allie (* 1987), kanadische Wrestlerin
- Allié, Manfred (* 1955), deutscher Autor und Übersetzer
- Allie, Miss (* 1990), deutsche Singer-SongwriterinMiss Allie (* 1990)

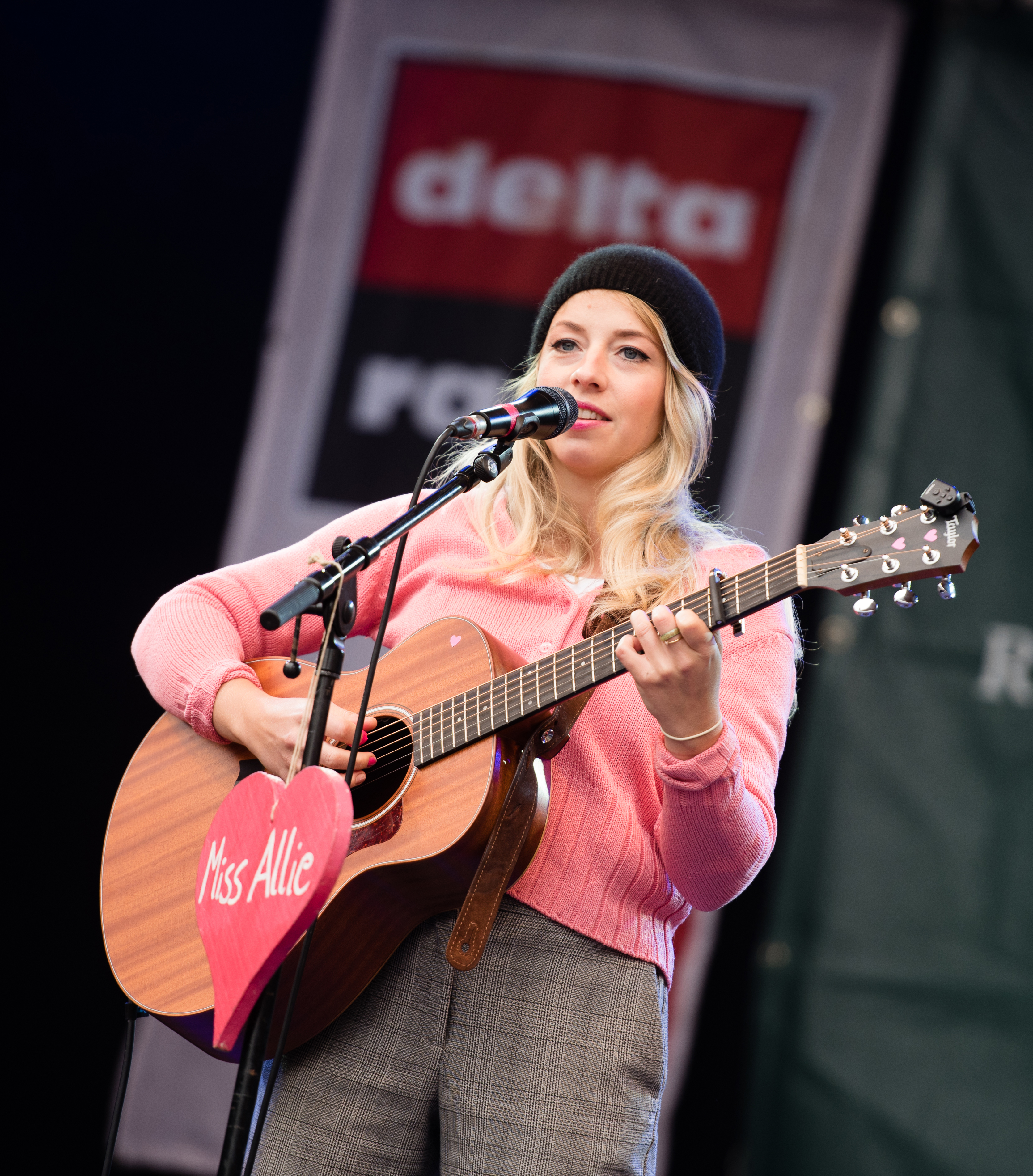
Miss Allie (* 1990)

- Alliegro y Milá, Anselmo (1899–1961), kubanischer Politiker
- Allien, Ellen (* 1968), deutsche Techno- und Electro-DJ, Musikproduzentin und Labelinhaberin
- Allienus, Aulus, römischer Politiker und Feldherr
- Allier, Carolina (* 1941), mexikanische Badmintonspielerin
- Allier, Pierre (1908–1968), französischer Jazztrompeter, Arrangeur und Bandleader
- Allières, Annick (* 1930), französische Schauspielerin
- Allières, Jacques (1929–2000), französischer Romanist, Dialektologe und Baskologe
- Alliette, Jean-François (1738–1791), französischer Okkultist und Tarotforscher
- Allievi, Sergio (* 1964), deutscher Fußballspieler
- Allig, Dieter (* 1959), deutscher Fußballspieler
- Allig, Manfred (* 1957), deutscher Fußballspieler
- Alligatoah (* 1989), deutscher Rapper, Sänger, DJ und ProduzentAlligatoah (* 1989)

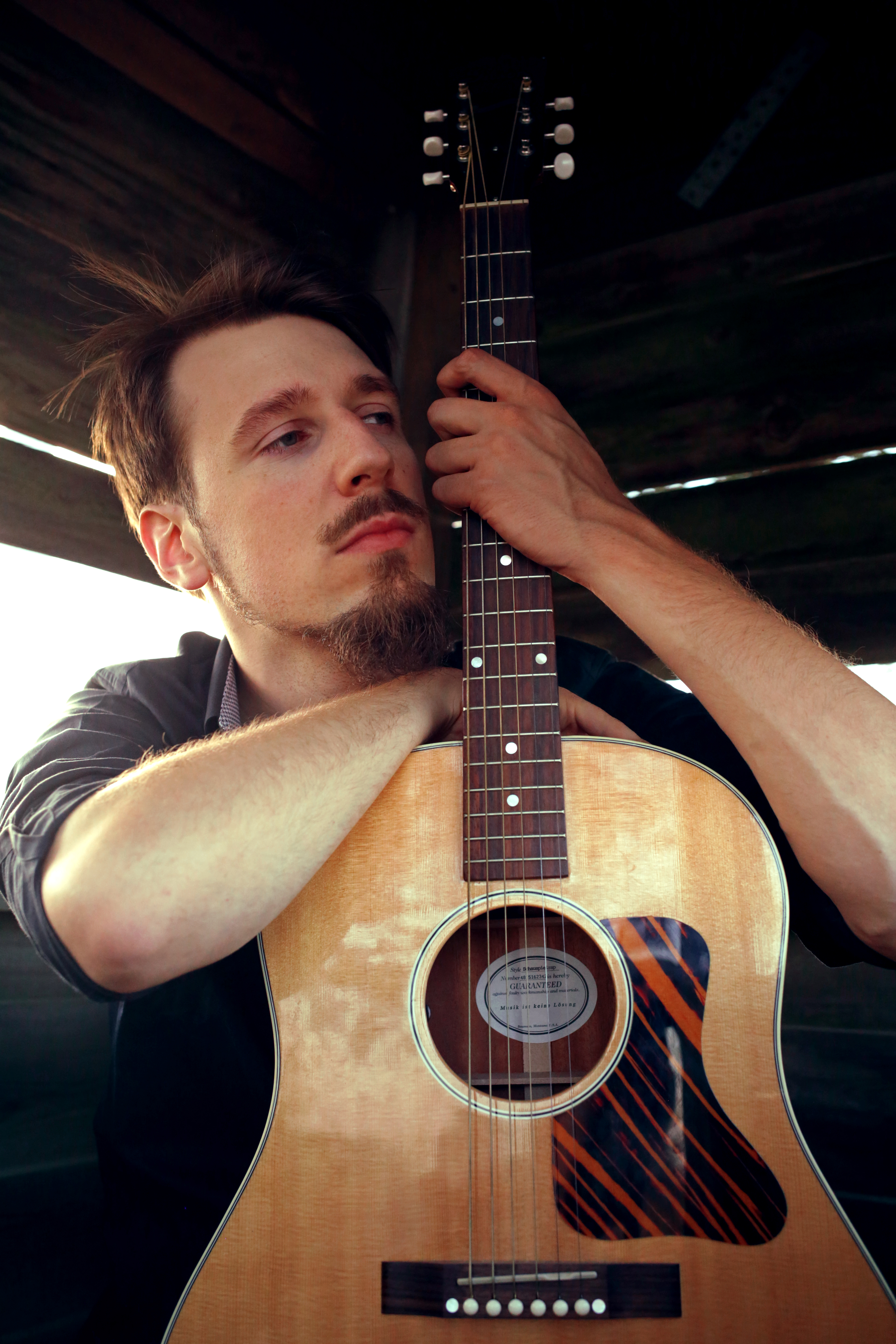
Alligatoah (* 1989)

- Alligood, Hannah, US-amerikanische Schauspielerin
- Allihn, Felix Richard (1854–1915), deutscher Chemiker
- Allihn, Ingeborg (* 1936), deutsche Musikwissenschaftlerin, Autorin und Rundfunkjournalistin
- Allihn, Jochen (1922–1994), deutscher Dirigent und Komponist
- Allihn, Max (1841–1910), deutscher Schriftsteller, Pfarrer, Lehrer und Amateurfotograf
- Allihn, Wolf E. (* 1932), deutscher Pädagoge und Schriftsteller
- Allik, Hendrik (1901–1989), sowjetischer Politiker, Parteifunktionär und Diplomat
- Allik, Jaak (* 1946), estnischer Politiker, Mitglied des Riigikogu und Theaterregisseur
- Allik, Karli (* 1996), estnischer Volleyballspieler
- Allik, Peeter (1966–2019), estnischer Künstler
- Allikmaa, Margus (* 1961), estnischer Journalist, Kulturschaffender und Politiker
- Alliksaar, Artur (1923–1966), estnischer Lyriker
- Alliku, Rauno (* 1990), estnischer Fußballspieler
- Allilujewa, Nadeschda Sergejewna (1901–1932), zweite Ehefrau Josef Stalins
- Allilujewa, Swetlana Iossifowna (1926–2011), russische Lehrerin, Tochter von Josef StalinSwetlana Iossifowna Allilujewa (1926–2011)

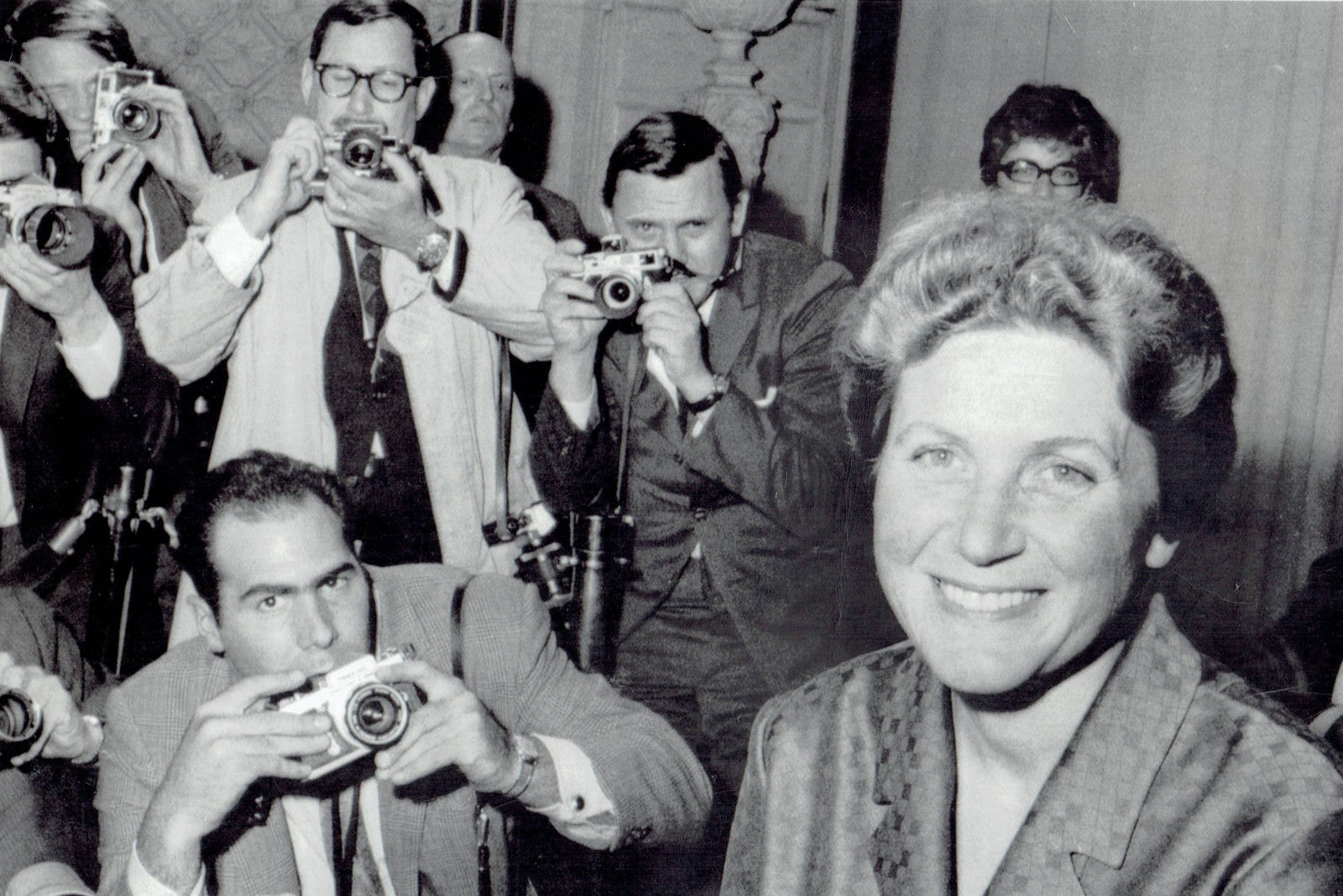
Swetlana Iossifowna Allilujewa (1926–2011)

- Allimadi, Otema (1929–2001), ugandischer Politiker
- Allin, Darby (* 1993), US-amerikanischer Wrestler
- Allin, GG (1956–1993), US-amerikanischer Punkrock-Musiker
- Allin, John Maury (1921–1998), US-amerikanischer Geistlicher, Oberhaupt der Episcopal Church in the USA
- Allin, Roger (1848–1936), US-amerikanischer Politiker
- Allina, Heinrich (1878–1953), österreichischer Politiker und Publizist
- Allinckx, Ambre (* 2002), Schweizer Squashspielerin
- Alling, Morgan (* 1968), schwedischer Schauspieler, Synchronsprecher, Drehbuchautor, Schriftsteller und Regisseur
- Allinger, Gustav (1891–1974), deutscher Landschaftsarchitekt
- Allinger, Norman L. (1928–2020), US-amerikanischer theoretischer Chemiker
- Allingham, Helen (1848–1926), britische Genremalerin und Illustratorin
- Allingham, Henry (1896–2009), britischer AltersrekordlerHenry Allingham (1896–2009)

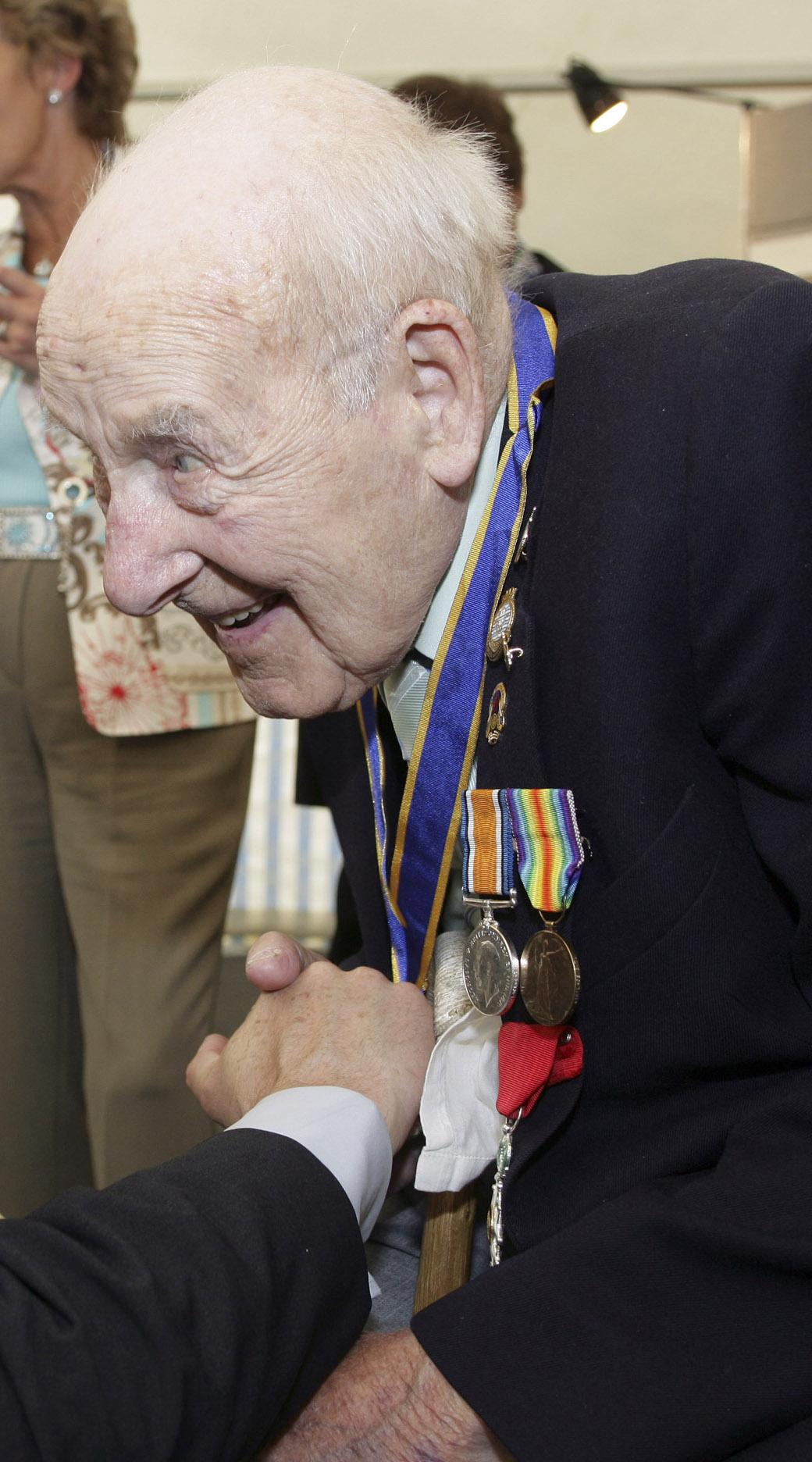
Henry Allingham (1896–2009)

- Allingham, Margery (1904–1966), englische Krimi-Schriftstellerin
- Allingham, William († 1889), irischer Literat und Dichter
- Allinson, Charlie (1901–1975), englischer Fußballspieler
- Allinson, Francis Greenleaf (1856–1931), US-amerikanischer Klassischer Philologe
- Allinson, Ian (* 1957), englischer Fußballspieler und -trainer
- Allinson, Jamie (* 1978), englischer Fußballspieler
- Allinson, Leonard (1926–2022), britischer Diplomat
- Allio, Andrea der Ältere, italienischer Barock-Baumeister in Wien
- Allio, Andrea der Jüngere († 1645), italienischer Barock-Baumeister in Wien
- Allio, Domenico dell’ († 1563), italienischer Baumeister
- Allio, Donato Felice d’ (1677–1761), österreichischer Architekt des Barock
- Allio, René (1924–1995), französischer Filmregisseur und Drehbuchautor
- Allioli, Joseph Franz von (1793–1873), deutscher katholischer Theologe, Priester, Autor einer deutschsprachigen Bibelübersetzung
- Allione, Agustín (* 1994), argentinischer Fußballspieler
- Allione, Grégory (* 1971), französischer Feuerwehrmann und Politiker
- Allione, Tsültrim (* 1947), US-amerikanische buddhistische Autorin und Lehrerin
- Allioni, Carlo (1728–1804), italienischer Arzt, Zoologe, Paläontologe und Botaniker
- Alliot, Lucien (1877–1967), französischer Bildhauer
- Alliot, Philippe (* 1954), französischer AutorennfahrerPhilippe Alliot (* 1954)

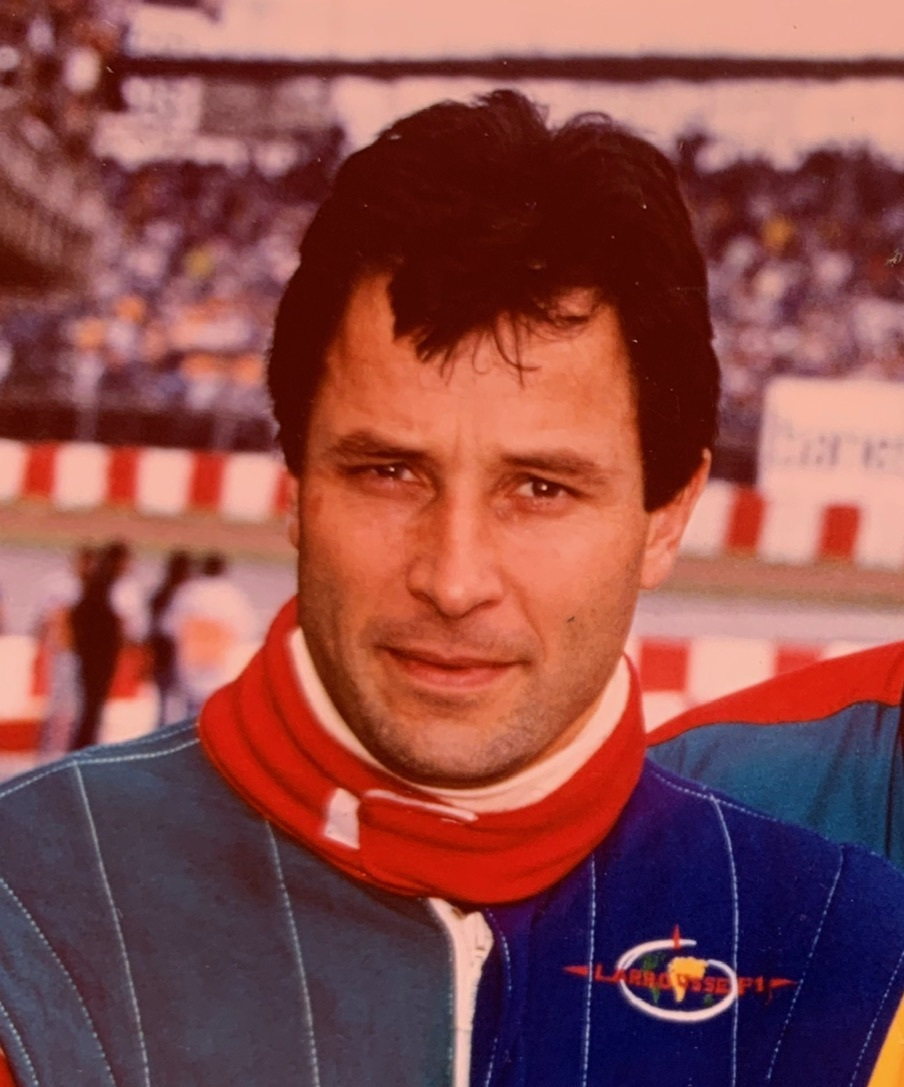
Philippe Alliot (* 1954)

- Alliot-Marie, Michèle (* 1946), französische Politikerin, MdEP
- Allioui, Samir (* 1983), niederländischer Politiker, Mitbegründer und Vorsitzender der Piratenpartij Nederland (PPNL) und Co-Präsident der Pirate Parties International (PPI)
- Allipour, Bijan (1949–2023), iranischer Unternehmer
- Alliprandi, Giovanni Battista († 1720), Architekt des Barock
- Allis, Charles David (1951–2023), US-amerikanischer Biologe und Professor an der Rockefeller University in New York City
- Allis, John (* 1942), US-amerikanischer Radrennfahrer
- Allis, Victor (* 1965), niederländischer Informatiker
- Allisio, Franck (* 1980), französischer Politiker
- Allison, Abraham K. (1810–1893), US-amerikanischer Politiker
- Allison, Ben (* 1966), US-amerikanischer Jazzmusiker
- Allison, Bernard (* 1965), US-amerikanischer Blues-Gitarrist
- Allison, Bobby (1937–2024), US-amerikanischer NASCAR-Rennfahrer und Meister
- Allison, Champion (* 1998), US-amerikanischer Sprinter
- Allison, Clay (1840–1887), US-amerikanischer RevolverheldClay Allison (1840–1887)

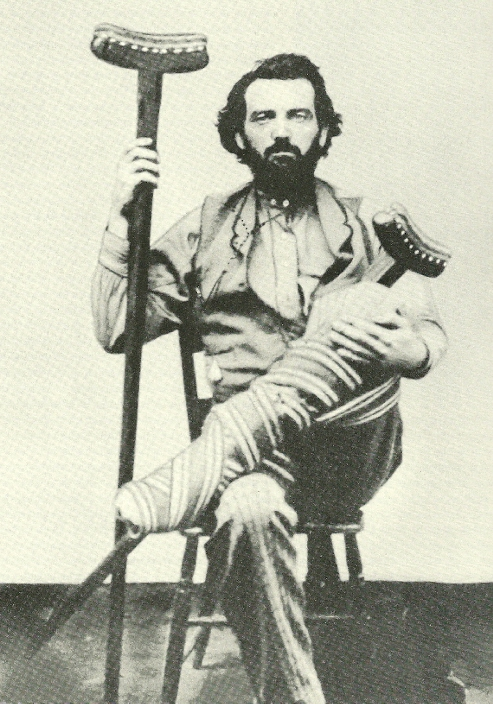
Clay Allison (1840–1887)

- Allison, Cliff (1932–2005), englischer Formel-1-Rennfahrer
- Allison, Davey (1961–1993), US-amerikanischer Automobilrennfahrer
- Allison, David (* 1873), französisch-englischer Fußballspieler
- Allison, Dean (* 1965), kanadischer Politiker der Konservativen Partei Kanadas
- Allison, Don, kanadischer Schauspieler
- Allison, Donnie (* 1939), US-amerikanischer Motorsportler und NASCAR-Rennfahrer
- Allison, Dorothy (1949–2024), US-amerikanische Autorin
- Allison, Dot (* 1969), schottische Sängerin
- Allison, Gene (1934–2004), US-amerikanischer Sänger
- Allison, George (1883–1957), englischer Fußballtrainer und Sportjournalist
- Allison, Geronimo (* 1994), US-amerikanischer American-Football-Spieler
- Allison, Graham T. (* 1940), US-amerikanischer Politikwissenschaftler
- Allison, Guy (* 1959), US-amerikanischer Rockmusiker und Komponist
- Allison, Harold (1930–2025), australischer Politiker, Abgeordneter und Minister
- Allison, Henry E. (1937–2023), amerikanischer Kantforscher
- Allison, Hugh (* 1982), britischer Dramatiker, Lichtplaner, Regisseur und Schauspieler
- Allison, James (* 1968), britischer MotorsportingenieurJames Allison (* 1968)

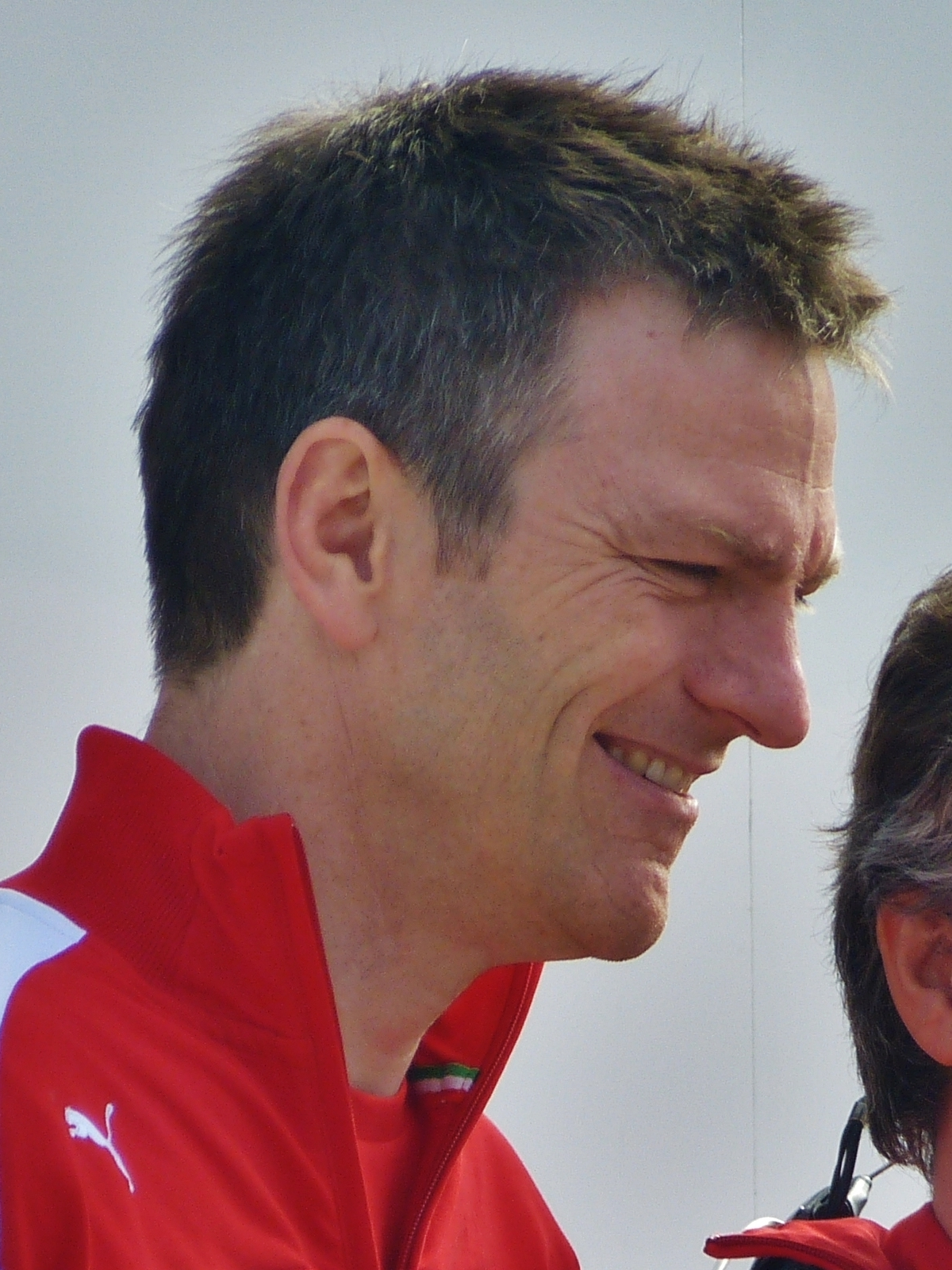
James Allison (* 1968)

- Allison, James Ashbury (1872–1928), US-amerikanischer Geschäftsmann und Unternehmer
- Allison, James junior (1772–1854), US-amerikanischer Politiker
- Allison, James P. (* 1948), US-amerikanischer Immunologe
- Allison, Jamie (* 1975), kanadischer Eishockeyspieler und -trainer
- Allison, Jason (* 1975), kanadischer Eishockeyspieler
- Allison, Jerry (1939–2022), US-amerikanischer Schlagzeuger und Songwriter
- Allison, Joan (* 1947), britische Mittelstreckenläuferin
- Allison, John (1812–1878), US-amerikanischer Politiker
- Allison, John (* 1943), britischer Air Chief Marshal
- Allison, John Moore (1905–1978), US-amerikanischer Diplomat
- Allison, Luther (1939–1997), US-amerikanischer Blues-Gitarrist
- Allison, Malcolm (1927–2010), englischer Fußballspieler und -trainer
- Allison, Matilda (1888–1973), amerikanische Pädagogin
- Allison, May (1890–1989), US-amerikanische Schauspielerin
- Allison, Mike (* 1961), kanadischer Eishockeyspieler und -trainer
- Allison, Mose (1927–2016), US-amerikanischer Jazz-Pianist und Sänger
- Allison, Patricia (* 1994), englische SchauspielerinPatricia Allison (* 1994)

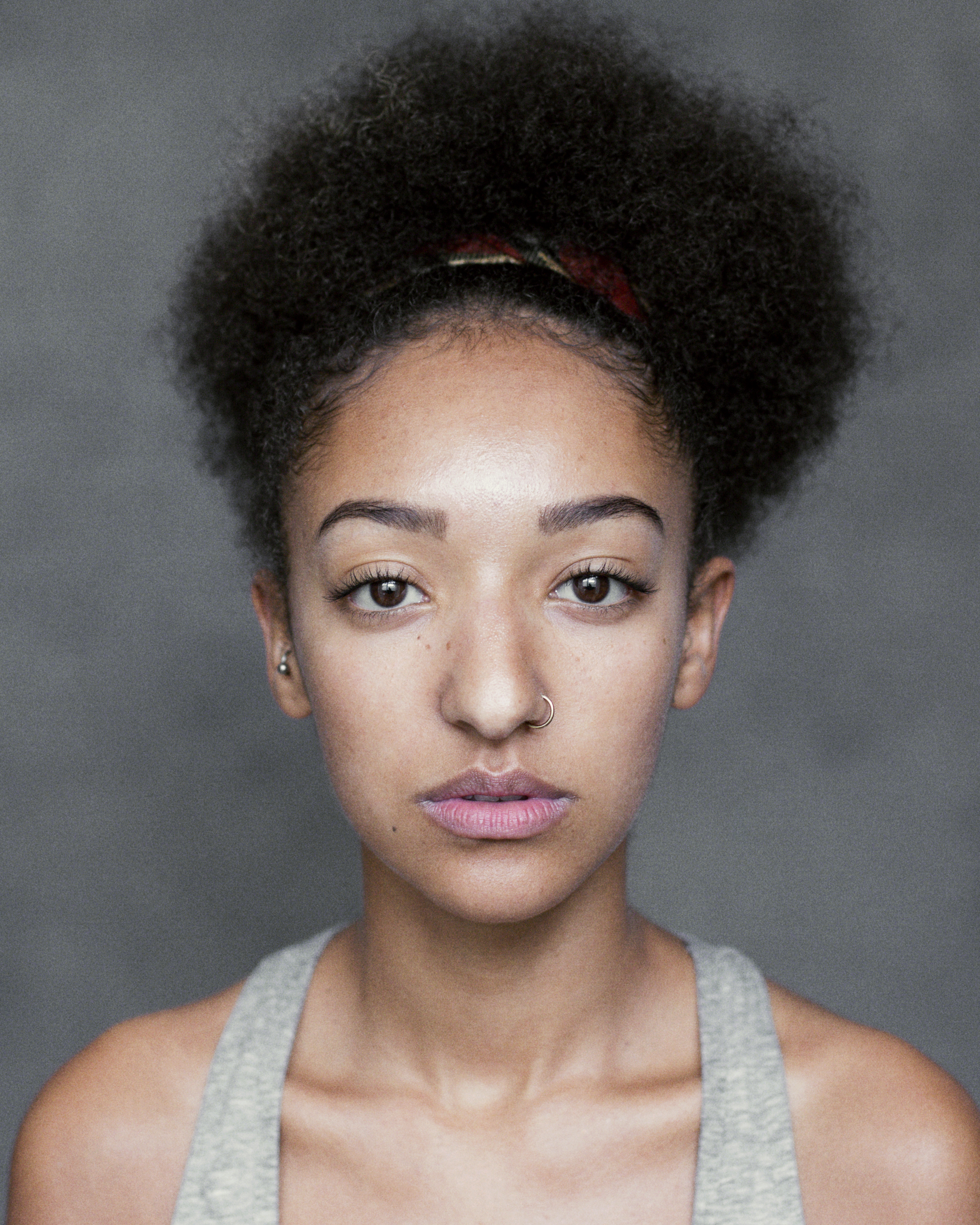
Patricia Allison (* 1994)

- Allison, Penelope M. (* 1954), neuseeländische Klassische Archäologin
- Allison, Robert (1777–1840), US-amerikanischer Politiker
- Allison, Sam (* 1980), englischer Fußballschiedsrichter
- Allison, Samuel K. (1900–1965), US-amerikanischer Physiker
- Allison, Sophia Nahli (* 1987), US-amerikanische Dokumentarfilmerin
- Allison, Tom (1921–2010), englischer Fußballspieler
- Allison, William B. (1829–1908), US-amerikanischer Politiker (Republikanische Partei)
- Allison, Wilmer (1904–1977), US-amerikanischer Tennisspieler
- Allissat, Klaus (* 1938), deutscher Fechter und Olympiateilnehmer
- Allister, Claud (1888–1970), britischer Schauspieler
- Allister, Cliff (* 1957), deutscher Science-Fiction-AutorCliff Allister (* 1957)

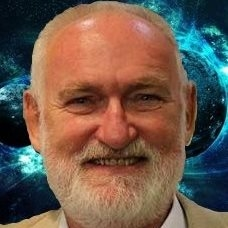
Cliff Allister (* 1957)

- Allister, Donald (* 1952), englischer Geistlicher, Bischof von Peterborough der Church of England, Mitglied des House of Lords
- Allister, Jim (* 1953), britischer Politiker der Traditional Unionist Voice, MdEP
- Allitt, Beverley (* 1968), britische Serienmörderin
- Allitt, Patrick (* 1956), britischer Historiker
- Allius Albinus, Gaius, römischer Konsul (246)
- Allius Maximus, Quintus, römischer Suffektkonsul 49
- Allius Volusianus, Lucius, römischer Senator
- Allius, Matthäus Heinrich (1662–1734), deutscher Jurist und Hofrat
- Allix de Vaux, Jacques Alexandre François (1768–1836), französischer General und Graf
- Allix, Jules (1818–1903), französischer Journalist und Politiker, aktiv während der Pariser Kommune
- Allix, Paul (1888–1974), französischer Organist und Komponist
- Allix, Pierre (1641–1717), französisch-reformierter Theologe
- Allizé, Henri (1860–1930), französischer Diplomat

### Allj
- Allj (* 1994), russischer Hip-Hop-Musiker

### Allk
- Allkanjari, Arbër (* 1989), albanischer Fußballspieler
- Allkemper, Lennart (* 1992), deutscher Jazzmusiker (Saxophon, Komposition)

### Allm
- Allmacher, Johann Friedrich (1648–1686), deutscher Arzt und Chirurg
- Allmaier, Barbara (* 2003), österreichische Rennrodlerin
- Allmaier, Michael (* 1969), deutscher Redakteur und Autor
- Allman, Devon (* 1972), US-amerikanischer Bluesrock-Gitarrist, Sänger, Songwriter und Musikproduzent
- Allman, Dick (1883–1943), englischer Fußballspieler
- Allman, Duane (1946–1971), US-amerikanischer Rock- und Blues-GitarristDuane Allman (1946–1971)

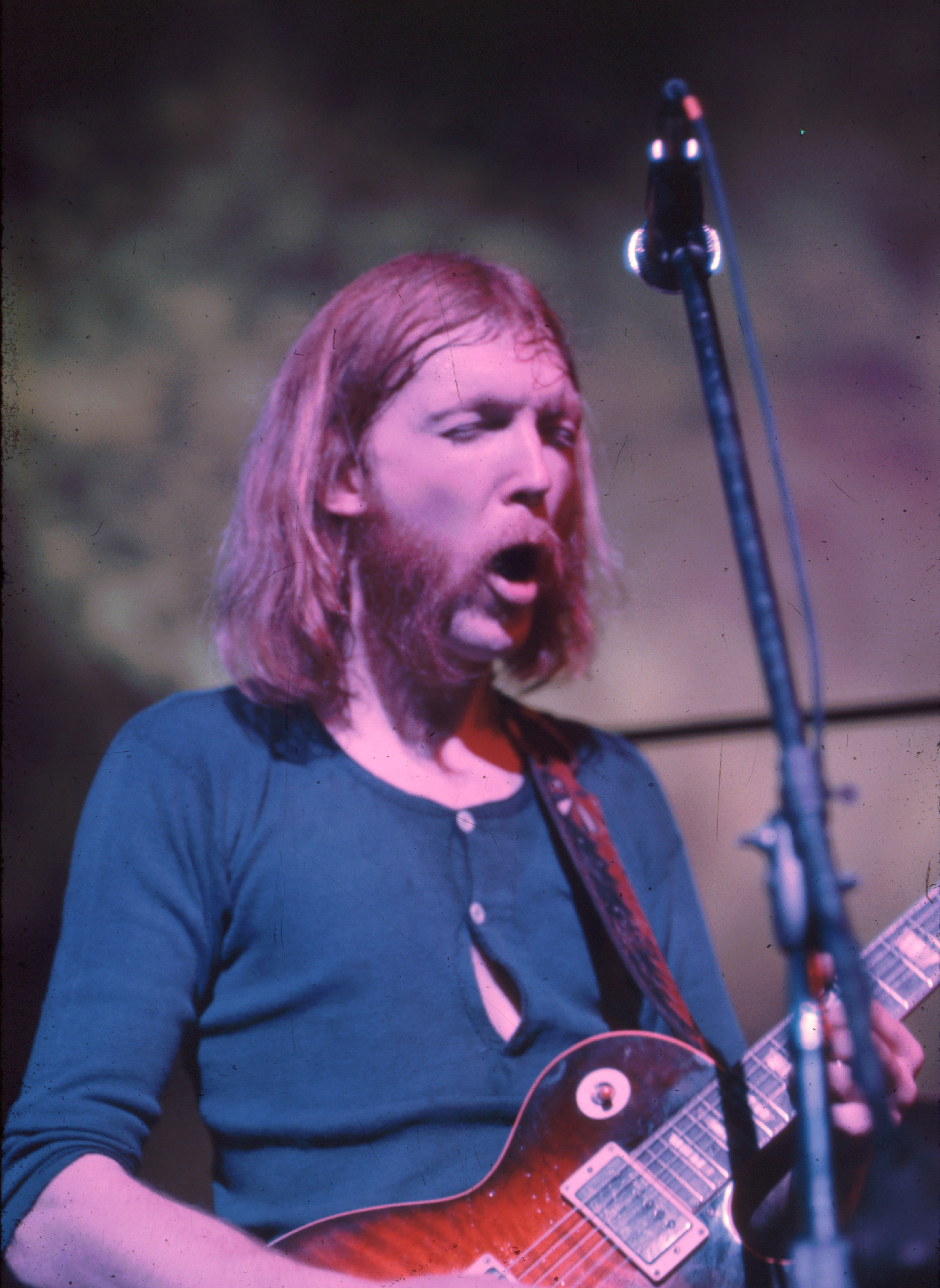
Duane Allman (1946–1971)

- Allman, Elijah Blue (* 1976), US-amerikanischer Sänger und Gitarrist
- Allman, Eric (* 1955), US-amerikanischer Informatiker
- Allman, George James (1812–1898), irischer Botaniker
- Allman, George Johnston (1824–1904), irischer Mathematiker und Mathematikhistoriker
- Allman, Gregg (1947–2017), US-amerikanischer Rockmusiker, Sänger und SongwriterGregg Allman (1947–2017)

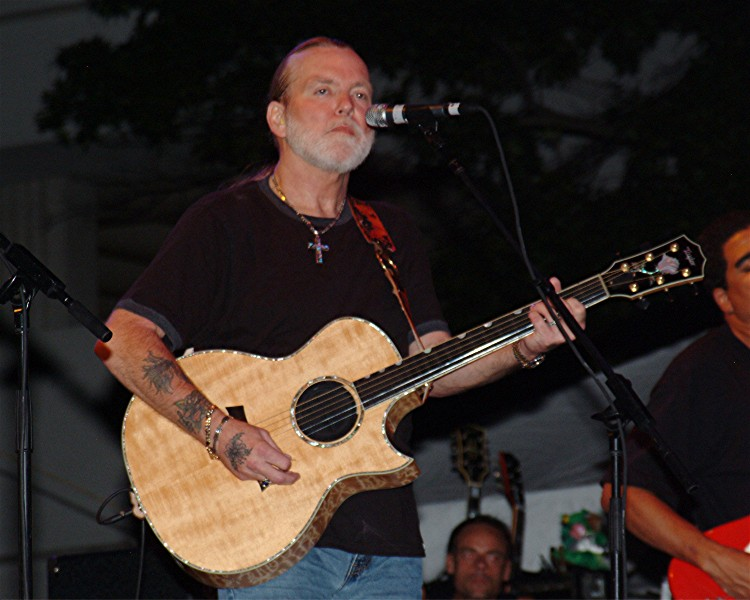
Gregg Allman (1947–2017)

- Allman, Jamie Anne (* 1977), US-amerikanische Schauspielerin
- Allman, Marshall (* 1984), US-amerikanischer Schauspieler
- Allman, T. D. (1944–2024), US-amerikanischer Journalist und Buchautor
- Allman, Valarie (* 1995), US-amerikanische Diskuswerferin
- Allmand, Warren (1932–2016), kanadischer Jurist und Politiker der Liberalen Partei Kanadas
- Allmang, Philipp (1799–1867), deutscher evangelischer Geistlicher und Politiker
- Allmann, Aline (* 1994), deutsch Fußballspielerin
- Allmann, Carl (1911–1999), deutscher Politiker (CDU)
- Allmann, Ferdinand (1828–1912), Landtagsabgeordneter Großherzogtum Hessen
- Allmann, Gela (* 1984), deutsche Trailrunning- und Skitourenläuferin, Model, Autorin und Coach
- Allmann, Rudolf (1901–1991), deutscher Lehrer, Heimatforscher und Ortschronist
- Allmann, Rudolf (* 1931), deutscher Kristallograph
- Allmannsdorfer, Marco (* 1993), österreichischer Fußballspieler
- Allmayer, Hermann (1900–1977), österreichischer Journalist, hauptsächlich bei Organen von NSDAP und SPÖ
- Allmayer, Johannes (* 1978), deutscher Schauspieler
- Allmayer, Josefine (1904–1977), österreichische Scherenschnittkünstlerin
- Allmayer-Beck, Johann Christoph (1918–2017), österreichischer Offizier, Historiker und Autor
- Allmayr, Anton (1761–1844), österreichischer Beamter
- Allmen, Franjo von (* 2001), Schweizer Skirennläufer
- Allmen, Fred von (* 1943), Schweizer Meditationslehrer und Autor
- Allmen, Hansueli von (* 1946), Schweizer Politiker (SP)
- Allmen, Heinz von (1913–2003), Schweizer Skirennläufer
- Allmen, Jean-Jacques von (1917–1994), Schweizer evangelischer Geistlicher und Hochschullehrer
- Allmen, Marcel von (1981–2001), Schweizer Mitglied einer rechtsextremen Organisation
- Allmen, Oskar von (1898–1932), Schweizer Klassischer Philologe
- Allmen, Patrick von (* 1985), Schweizer Naturbahnrodler
- Allmen, Peter von (* 1978), Schweizer Skilangläufer
- Allmendinger, A. J. (* 1981), US-amerikanischer Automobilrennfahrer
- Allmendinger, Jutta (* 1956), deutsche SoziologinJutta Allmendinger (* 1956)

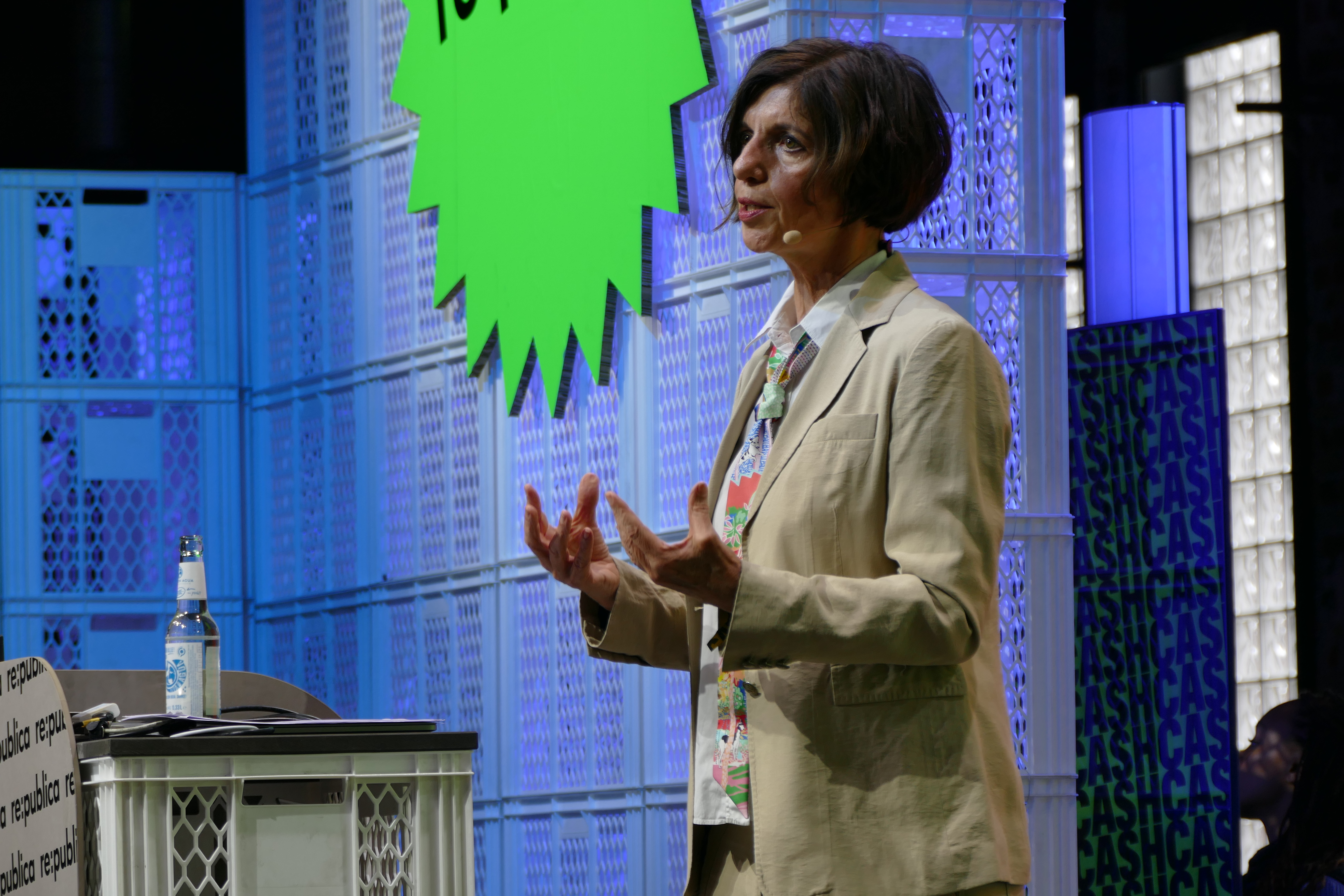
Jutta Allmendinger (* 1956)

- Allmendinger, Karl (1863–1946), deutscher Lehrer, Volksschriftsteller und Komponist
- Allmendinger, Karl (1891–1965), deutscher General der Infanterie im Zweiten Weltkrieg
- Allmenröder, Karl (1828–1912), deutscher Geistlicher und Archivar
- Allmenröder, Karl (1861–1926), deutscher Jugendrichter
- Allmenröder, Karl (1896–1917), deutscher Jagdflieger des Ersten Weltkriegs
- Allmer, Franz (1916–2008), österreichischer Geodät
- Allmer, Henning (* 1940), deutscher Sportpsychologe, Hochschullehrer
- Allmer, Paul (1861–1914), sächsischer Oberst und Träger hoher Auszeichnungen
- Allmeroth, Heinrich (1901–1961), deutscher Sänger, Intendant und Politiker
- Allmers, Curt (1902–1972), deutscher Historiker und Pädagoge in Bremen
- Allmers, Elisabeth (1930–2024), deutsche Verlegerin
- Allmers, Hermann (1821–1902), deutscher Schriftsteller und Kulturhistoriker
- Allmers, Robert (1872–1951), deutscher Industrieller und Präsident des Reichsverbandes der deutschen Automobilindustrie
- Allmond, Peck (* 1962), US-amerikanischer Jazzmusiker und Komponist

### Alln
- Allner, Margret (1942–2000), deutsche Schauspielerin und Synchronsprecherin
- Allnoch, Anton Leopold (1806–1888), deutscher Politiker, MdR
- Allnoch, Georg (1879–1961), deutscher Politiker (DNVP), MdL

### Allo
- Allo, Andy (* 1989), kamerunische Singer-Songwriterin, Pianistin, Model und Schauspielerin
- Allo, Ernest-Bernard (1873–1945), französischer Dominikaner und Theologe sowie Rektor der Universität Freiburg (Schweiz)
- Allo, Julius (1901–1984), österreichischer Maler
- Alloa, Emmanuel (* 1980), deutscher Philosoph
- Allobichus († 410), weströmischer Heermeister
- Allocchio, Antonio (1888–1956), italienischer Degenfechter
- Allocchio, Stefano (* 1962), italienischer Radrennfahrer
- Allöder, Karl (1898–1981), deutscher Bildhauer, Maler und Geigenbauer
- Allofs, Klaus (* 1956), deutscher Fußballspieler und -managerKlaus Allofs (* 1956)

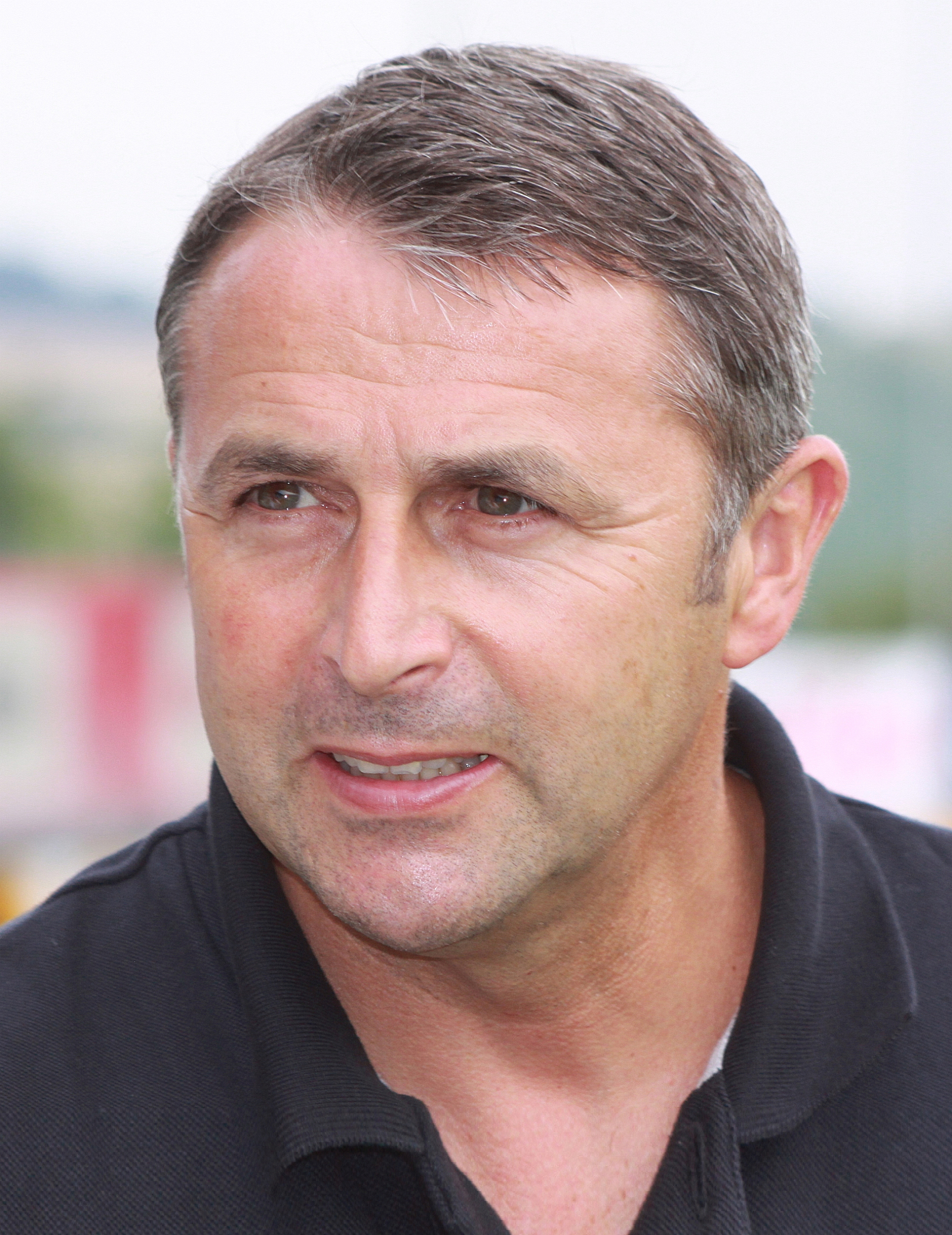
Klaus Allofs (* 1956)

- Allofs, Thomas (* 1959), deutscher Fußballspieler
- Alloh, Audrey (* 1987), italienische Leichtathletin
- Allolio, Bruno (1949–2015), deutscher Internist, Endokrinologe und Hochschullehrer
- Allom, Tom, englischer Musikproduzent und Tontechniker
- Allon, Jigal (1918–1980), israelischer Politiker der ArbeitsparteiJigal Allon (1918–1980)

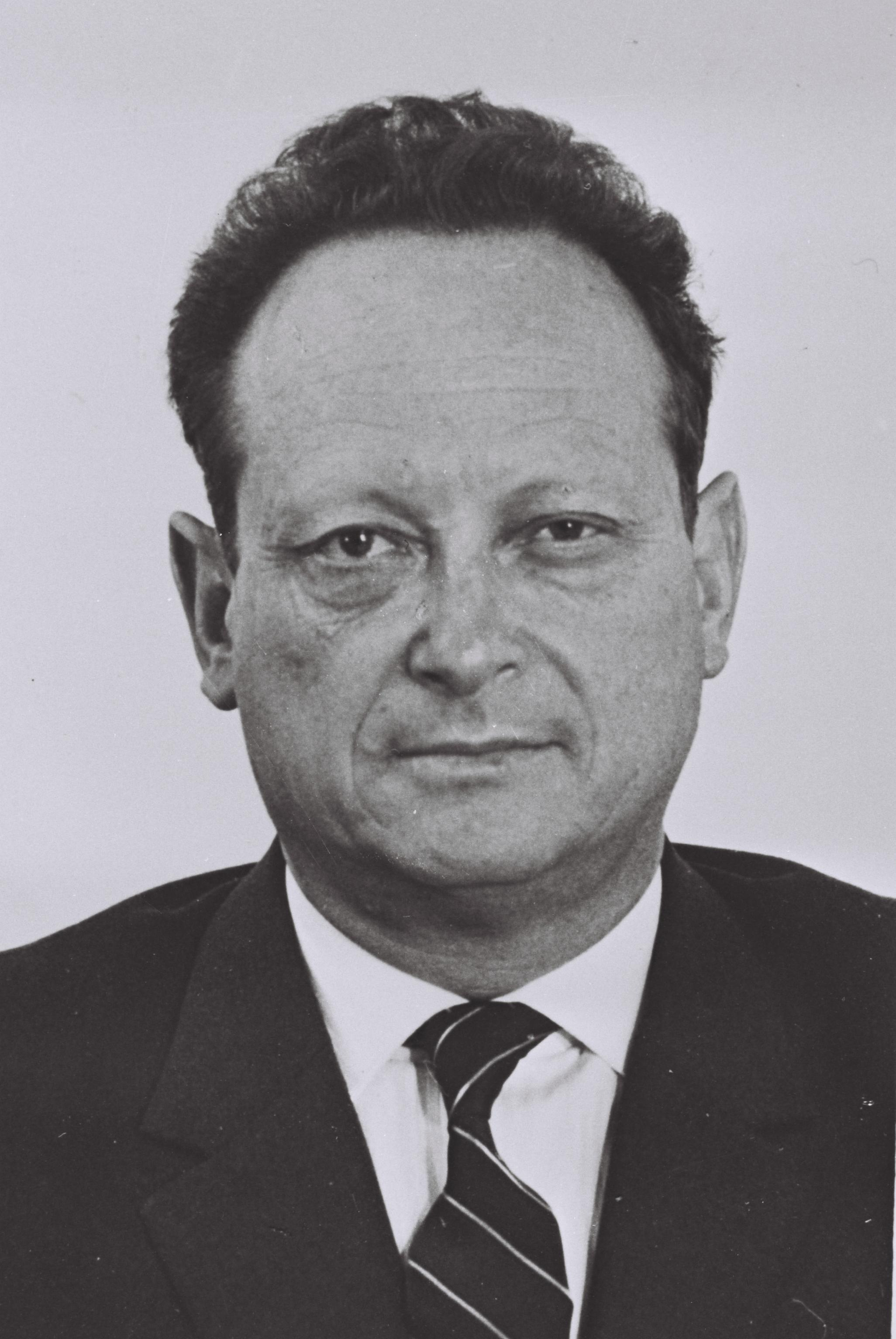
Jigal Allon (1918–1980)

- Alloncle, Charles (* 1993), französischer Politiker (Les Républicains)
- Allongé, Auguste (1833–1898), französischer Landschaftsmaler, Aquarellist, Zeichner und Kupferstecher
- Allonge, Matthias (* 1962), deutscher Handballspieler und -trainer
- Allonge, René (* 1973), deutscher Kriminalist
- Alloni, Fernando (1925–2015), italienischer Eisschnellläufer
- Allonville de Louville, Jacques d’ (1671–1732), französischer Astronom und Mathematiker
- Allora, Jennifer (* 1974), US-amerikanische bildende Künstlerin in Puerto Rico
- Allori, Alessandro (1535–1607), italienischer Maler des Manierismus
- Allori, Cristofano (1577–1621), italienischer Maler
- Allorio, Carlo (1891–1969), römisch-katholischer Bischof von Pavia (1942–1968)
- Allot, François (* 1951), französischer Comiczeichner
- Allotey, Francis (1932–2017), ghanaischer Physiker und Mathematiker
- Allotey, Patrick (1978–2007), ghanaischer Fußballspieler
- Allotey, Stanley (* 1942), ghanaischer Sprinter
- Allott, Gordon L. (1907–1989), US-amerikanischer Politiker
- Allou, Bernard (* 1975), ivorischer Fußballspieler
- Allouache, Merzak (* 1944), algerischer Filmregisseur und Drehbuchautor
- Allouard, Henri (1844–1929), französischer Maler, Illustrator und Bildhauer
- Allouche, Harry, französischer Pianist, Orchesterleiter und Filmkomponist
- Allouche, Jean-Paul (* 1953), französischer Mathematiker
- Allouche, Joël (* 1960), französischer Jazzschlagzeuger
- Alloudi, Soufiane (* 1983), marokkanischer Fußballspieler
- Alloush, Kinda (* 1982), syrische Schauspielerin
- Alloush, Zahran (1971–2015), syrischer Rebellenführer
- Alloway, Lawrence (1926–1990), englischer Kunstkritiker und Kurator
- Alloysius, Micheal Henry (* 1991), nigerianischer Fußballspieler

### Allp
- Allport, Floyd (1890–1978), US-amerikanischer Sozialpsychologe
- Allport, Gordon (1897–1967), Sozialpsychologe und Mitbegründer der Humanistischen PsychologieGordon Allport (1897–1967)

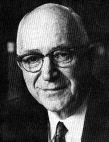
Gordon Allport (1897–1967)

- Allport, Russell († 1914), australischer Elektroingenieur und Schienenfahrzeugbauer
- Allpress, Bruce (1930–2020), neuseeländischer Schauspieler

### Allr
- Allram, Adele Elise (1826–1861), österreichische Schauspielerin
- Allram, Babette (1794–1872), deutsche Opernsängerin und Theaterschauspielerin
- Allram, Gabriele (1824–1884), deutsche Theaterschauspielerin und Sängerin
- Allram, Josef (1778–1835), deutscher Theaterschauspieler und Dichter
- Allram, Josef (1860–1941), österreichischer Heimatdichter und Lehrer
- Allred, Albert L. (* 1931), US-amerikanischer Chemiker
- Allred, Bill (1936–2024), US-amerikanischer Jazzmusiker und Bandleader
- Allred, Colin (* 1983), amerikanischer Footballspieler und Politiker der Demokratischen Partei
- Allred, Corbin (* 1979), US-amerikanischer Filmschauspieler
- Allred, Gloria (* 1941), US-amerikanische Rechtsanwältin und Bürgerrechtlerin
- Allred, James (1899–1959), US-amerikanischer Politiker und Gouverneur des Bundesstaates Texas (1935–1939)
- Allred, John (* 1962), US-amerikanischer Jazz-Posaunist und Songwriter
- Allred, Loren (* 1989), US-amerikanische Sängerin und SongwriterinLoren Allred (* 1989)

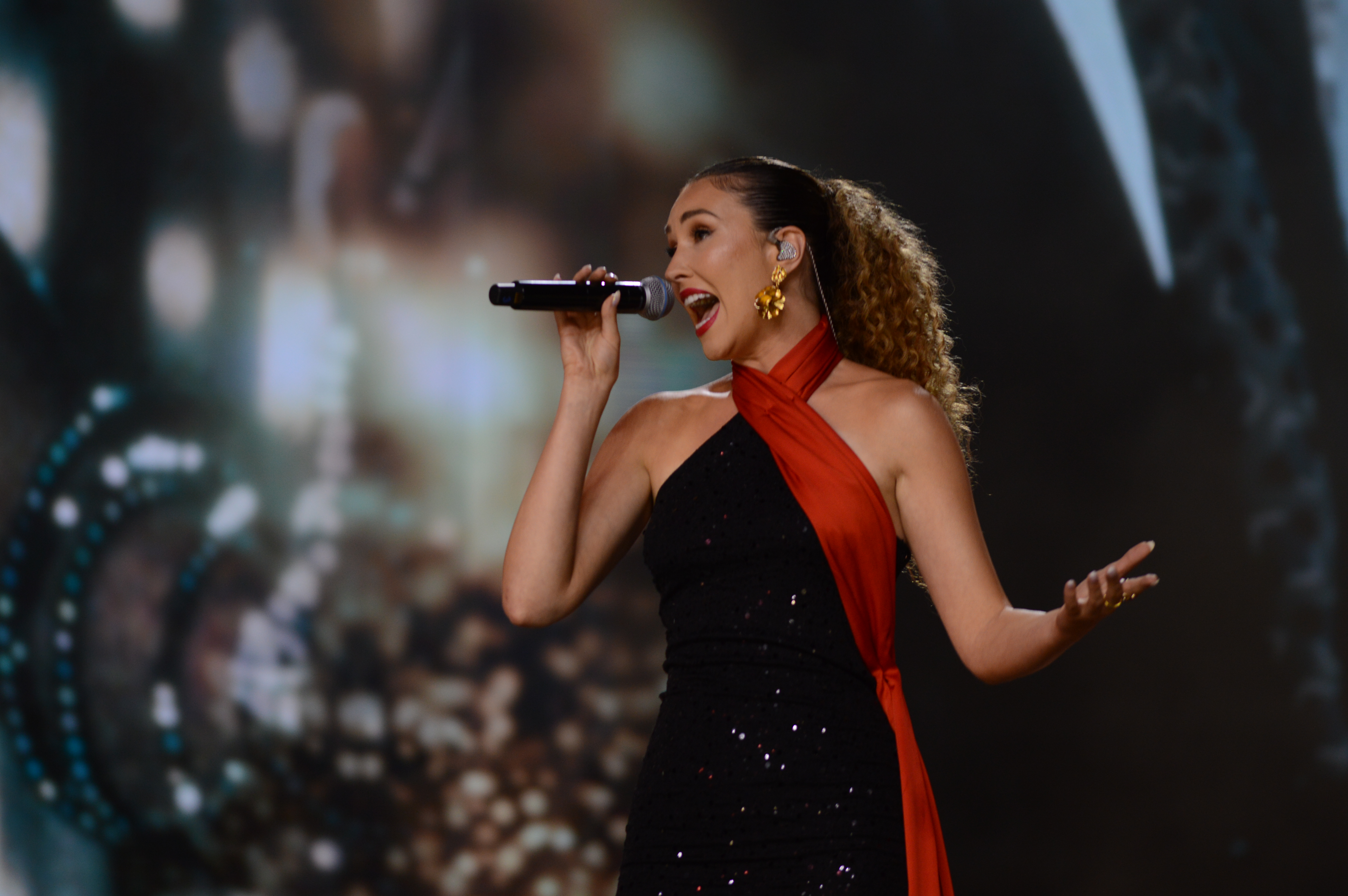
Loren Allred (* 1989)

- Allred, Rulon C. (1906–1977), US-amerikanischer Mormonenprediger
- Allroggen, Gerhard (* 1936), deutscher Musikwissenschaftler

### Alls
- Allsopp, Daniel (* 1978), australischer Fußballspieler
- Allsopp, James (* 1981), britischer Fusion- und Jazzmusiker (Saxophon, Klarinette, Komposition)
- Allsopp, Kirstie (* 1973), britische Moderatorin und Journalistin
- Allsopp, Ted (1926–2024), australischer Geher
- Allsopp, Tommy (1880–1919), englischer Fußball- und Cricketspieler
- Allston, Aaron (1960–2014), US-amerikanischer Schriftsteller und Spieleautor
- Allston, Hanny (* 1986), australische Orientierungsläuferin
- Allston, Robert Francis Withers (1801–1864), Gouverneur von South Carolina
- Allston, Washington (1779–1843), US-amerikanischer Maler und Dichter

### Allt
- Alltschekow, Peter (* 1949), deutscher Politiker (SPD), MdB

### Allu
- Allucci, Carmela (* 1970), italienische Wasserballspielerin
- Allucingoli, Uberto († 1185), Kardinal der Römischen Kirche
- Allué, Emilio Simeon (1935–2020), spanisch-US-amerikanischer Ordensgeistlicher und römisch-katholischer Weihbischof in Boston
- Allum, Bert (1930–2018), englischer Fußballspieler
- Allumari, Herrscher von Melid, dem heutigen türkischen Malatya
- Alluni, Taisir (* 1955), syrischer Korrespondent des arabischen Senders Al Jazeera
- Allut, Antoine (1743–1794), französischer Advokat, Politiker, Glasmanufakteur und Enzyklopädist
- Alluwamna, hethitischer Großkönig

### Allv
- Allvin, David W. (* 1963), US-amerikanischer GeneralDavid W. Allvin (* 1963)

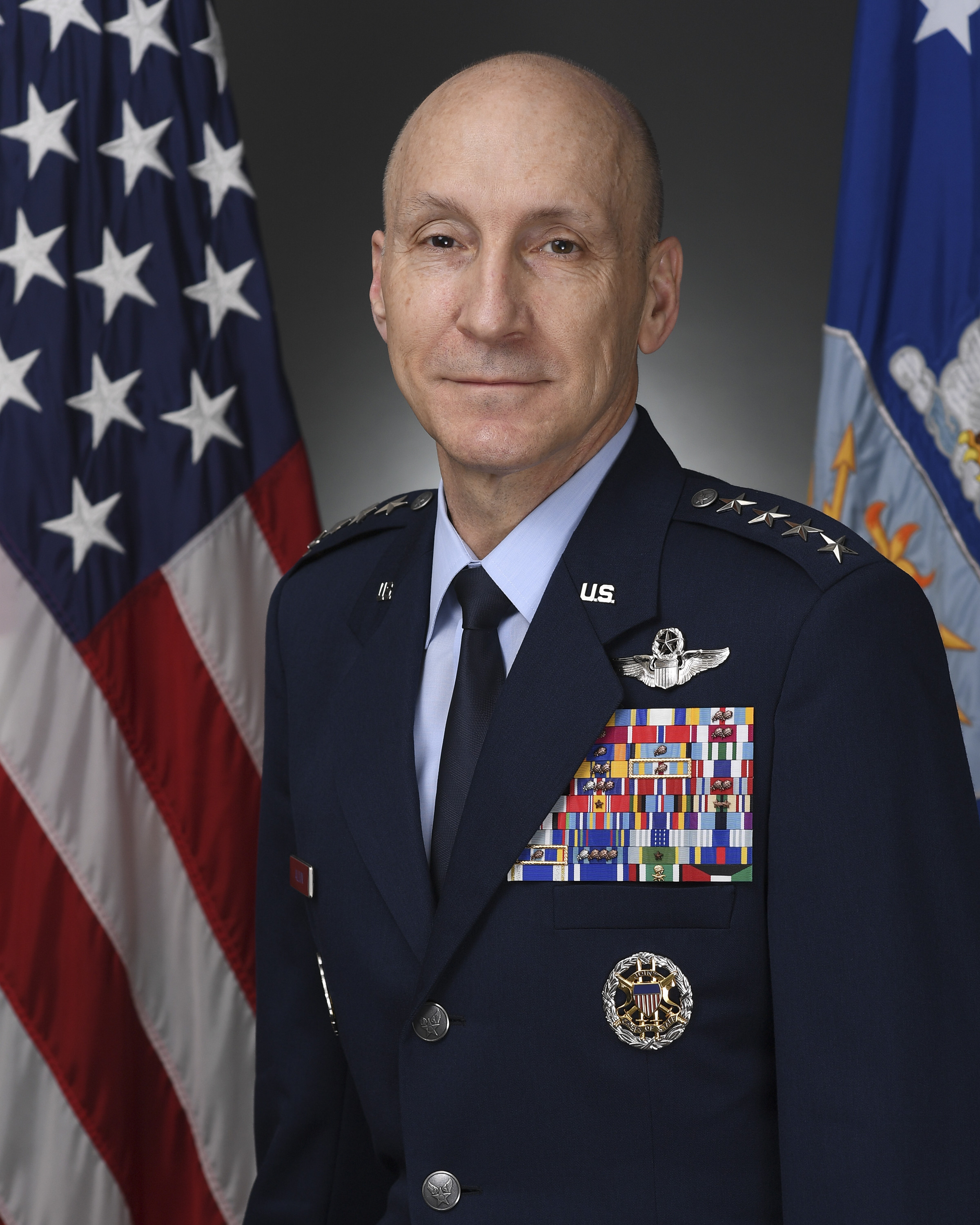
David W. Allvin (* 1963)

- Allvin, Patrik (* 1974), schwedischer Eishockeyspieler und -funktionär

### Allw
- Allwardt, Rudolf (1902–1983), deutscher Porträt- und Landschaftsmaler
- Allwein, Eugen (1900–1982), deutscher Höhenbergsteiger
- Allwein, Max (1904–1977), deutscher Politiker (BP), MdL
- Allwine, Wayne (1947–2009), US-amerikanischer Synchronsprecher und Geräuschemacher
- Allwood, Rosie (* 1952), jamaikanische Sprinterin
- Allwörden, Ann Christin von (* 1978), deutsche Politikerin (CDU), MdL
- Allwörden, Horst von (1964–2023), deutscher Autor von Fantasyromanen
- Allwörden, Walter von (1890–1962), deutscher Schauspieler
- Allwörden, Wilhelm von (1892–1955), deutscher nationalsozialistischer Politiker und Hamburger Senator
- Allworth, Edward A. (1920–2016), US-amerikanischer Historiker
- Allwright, Charles (1902–1978), englischer Tischtennisspieler
- Allwright, Graeme (1926–2020), französischer Sänger, Autor, Komponist, Übersetzer und Dichter
- Allwyn, Astrid (1905–1978), US-amerikanische Schauspielerin

### Ally
- Ally, Tony (* 1973), britischer Wasserspringer
- Ally, Usman (* 1982), US-amerikanischer Schauspieler
- Allyn, Daniel B. (* 1959), US-amerikanischer General (U.S. Army); Befehlshaber des U.S. Army Forces Command; Vice Chief of Staff of the Army
- Allyn, David (1923–2012), US-amerikanischer Jazz-Sänger
- Allyón, Enrique (* 1952), peruanischer Radrennfahrer
- Allys, Eugène (1852–1936), französischer römisch-katholischer Ordensgeistlicher, Apostolischer Vikar von Huế
- Allyson, June (1917–2006), US-amerikanische SchauspielerinJune Allyson (1917–2006)

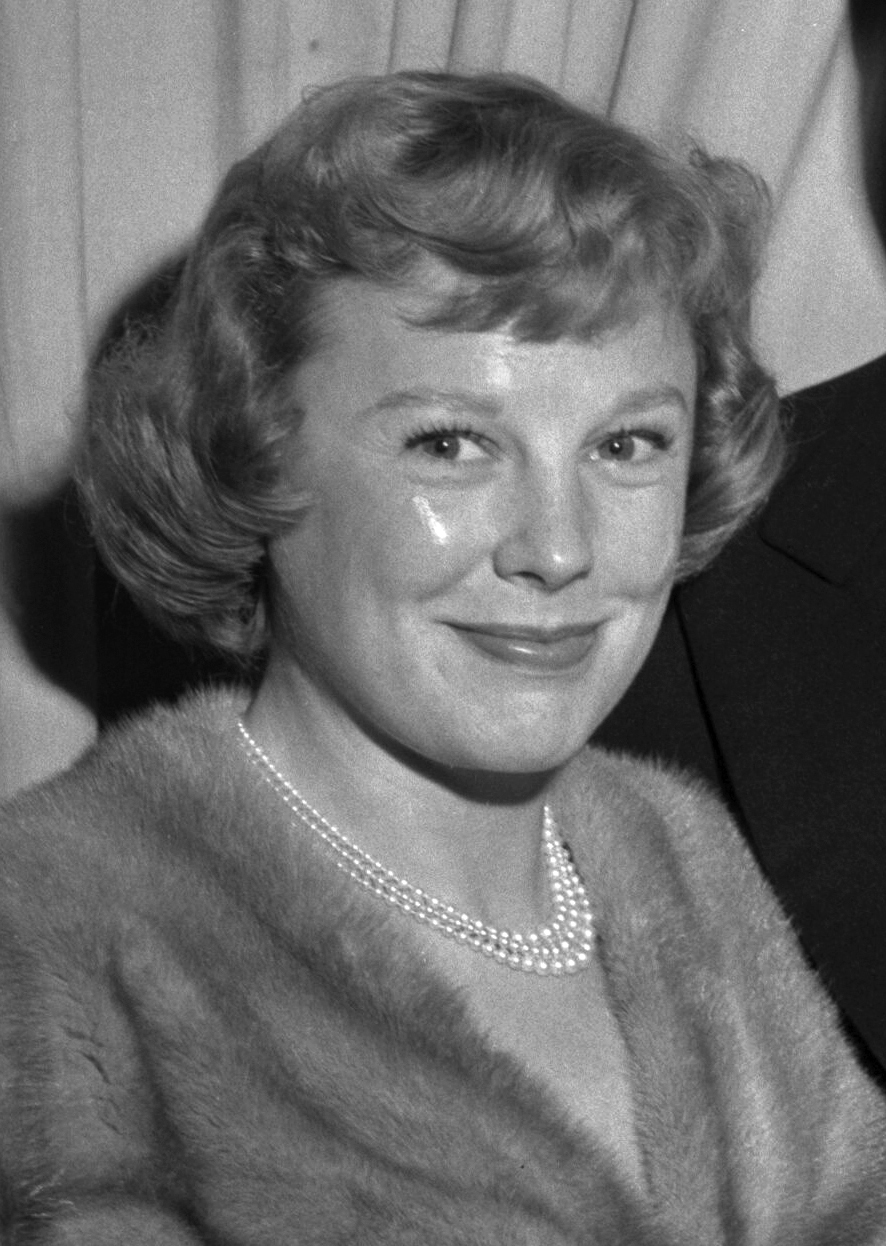
June Allyson (1917–2006)

- Allyson, Karrin (* 1963), US-amerikanische Jazz-Sängerin, Pianistin und Songwriterin

### Allz
- Allzeit, Christina (* 1960), deutsche Künstlerin